# 聖若瑟英文中學
聖若瑟英文中學（簡稱SJACS或SJAC）是香港觀塘區一所政府津貼的男子中學，也是觀塘區第一所中學，以英語及中文授課。中文校訓為「臻於至善，力行仁愛」，而拉丁文校訓則為“Ad Astra, Caritas”（英譯：“To the stars, Benevolence”）。該校是一所天主教中學，辦學團體為天主教香港教區，以大聖若瑟為主保聖人及學校校名，並以大聖若瑟的瞻禮日—3月19日為校慶。
該校於2011年1月由觀塘道遷至位於九龍東新清水灣道的平山新校舍，並於同年1月2日在前校舍舉行告別活動，結束了前校舍在聖若瑟英文中學的43年歷史任務。
2014年9月，校長楊少雄退休離任，由香港教區委派潘永强先生接任。

## 歷史

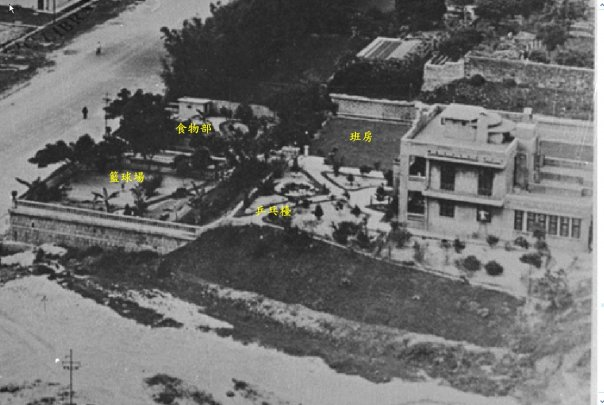
創校前的西式別墅，圖中黃字顯示創校初期設施對應位置

### 創校
該校於1958年8月獲教育司署批准創立，由當時耶穌聖心門徒會會長孫保祿修士（Rev. Bro. Paul Sun）、喇沙書院前校長菲利士修士、雷志遠神父及鞮正本神父創校。早期校名與小學部同稱為聖若瑟英文學校（St. Joseph's Anglo-Chinese School），由孫保祿修士擔任校長。創校初期，舊校舍選址於九龍觀塘道一棟由法籍女教友（Mrs. Lily La Fleur）捐給教會的海景別墅（即觀塘道57號），再改建而成，初期舊校舍與小學部共用。創校首年中小學教師共23人，學生410人，由小三至中二共設15班，而學校則當時位於觀塘道海邊。初時課室不足，需要上、中、下午班三班上課，上午為中學、中午為小一至小三、下午為小四至小六。

### 遷至觀塘道前校舍

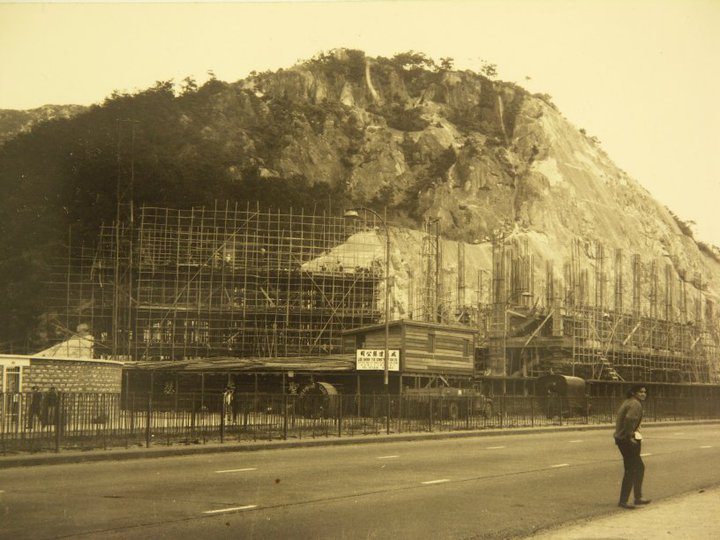
興建中的觀塘道前校舍

1960年，當時班級由小二至中三，學生人數已為創校時的3倍，舊校舍已開始不敷應用，所以孫修士當時已計劃擴建校舍。1962年，香港教區代表校方向香港政府申請撥地遷校，該校於1965年獲當時政府批准撥地興建新校舍（即觀塘道61號前校舍舊翼部分），校舍於1967年秋季落成啟用。
1968年，當時中、小學老師共80位；班級方面，設有小一至中五，中學部30班，小學部36班；學生人數方面，中學部1,403人，小學部1,587人，學生總數已為創校時的7倍。
該校於1960年代至1970年代積極發展，成為區內享負盛名的中學之一。

### 引發剪髮風波

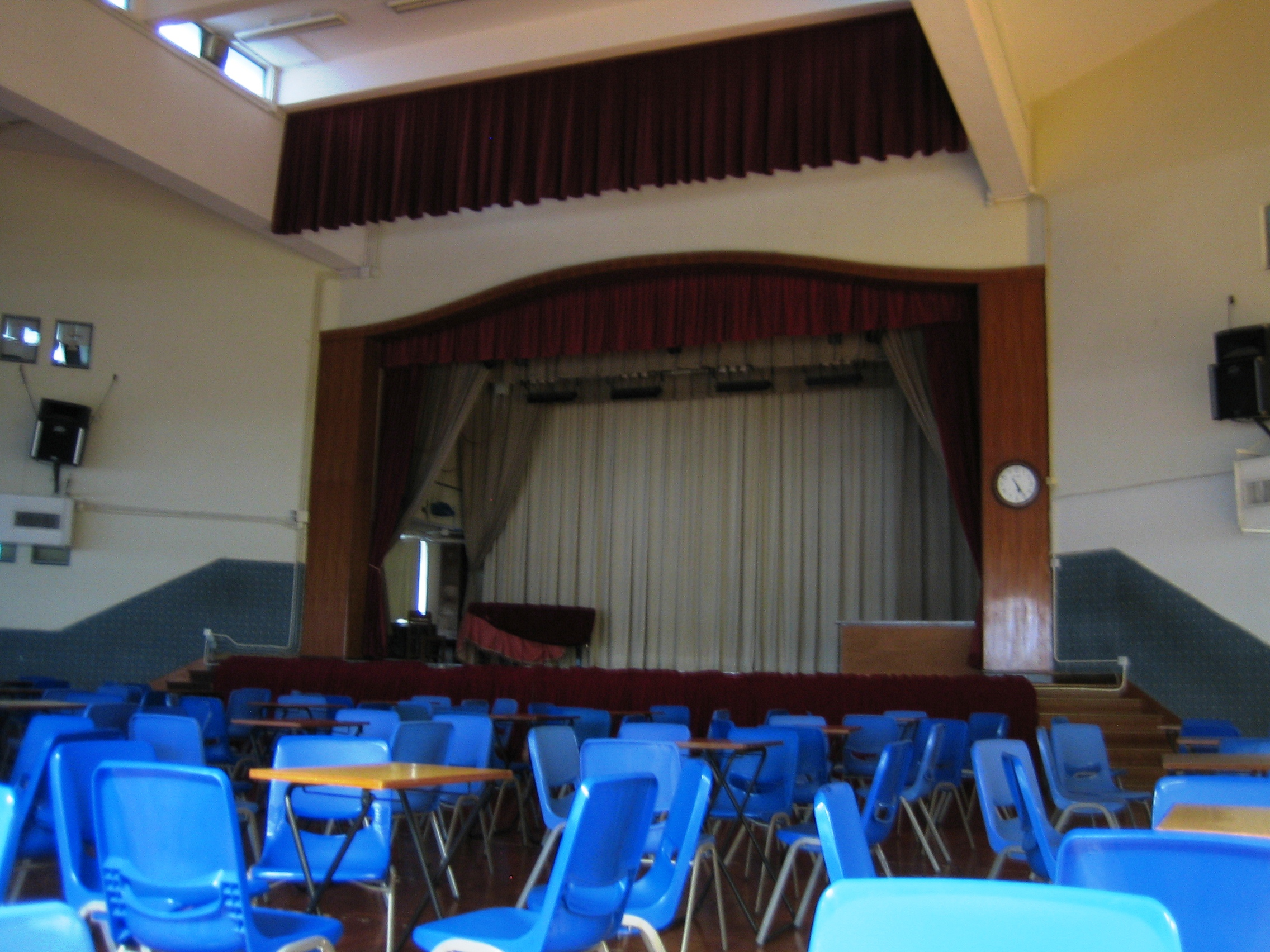
曾舉行各項儀式、展覽、活動、試場的前校舍禮堂

1971年，時任喇沙會總會長Brother Charles Henry 頒授榮譽會士勳銜予校長孫保祿修士，該校亦成為喇沙會聯校成員。同年，該校因嚴格執行學生禁蓄長髮回校的政策，一名師長強行剪下一名學生的長髮而引發「剪髮風波」，引起當時香港社會關注。

### 推動書畫文化
在創校初期，時任校長的孫修士十分重視學生課外活動，並大力支持開辦書畫班，范子登先生為該校書畫班及美術科老師。自1972年起當時每年都會在觀塘道前校舍禮堂或香港大會堂舉辦「范子登師生書畫展覽」會。1975年，范子登先生與該校學生於香港大會堂八樓展覽廳開辦習作展覽會，展出百多幅范氏師生習作。
同年，創校人孫修士退休並卸除校長職務，轉為校監。陳江潮老師於1976年擔任第三任校長。1977年，該校改制為完全津貼中學。

### 開辦預科課程與成立學生會
該校未開辦預科課程前，中五畢業生需轉往其他中學升讀預科。1981年，該校開辦首屆中六預科理科班，中六文科班則於1983年開辦。1986年，時任校監創校人孫保祿修士逝世，由陳達明神父接任。
自70年代中期，該校學生已開始爭取成立學生會，直至1992年校方成立第一屆學生會。

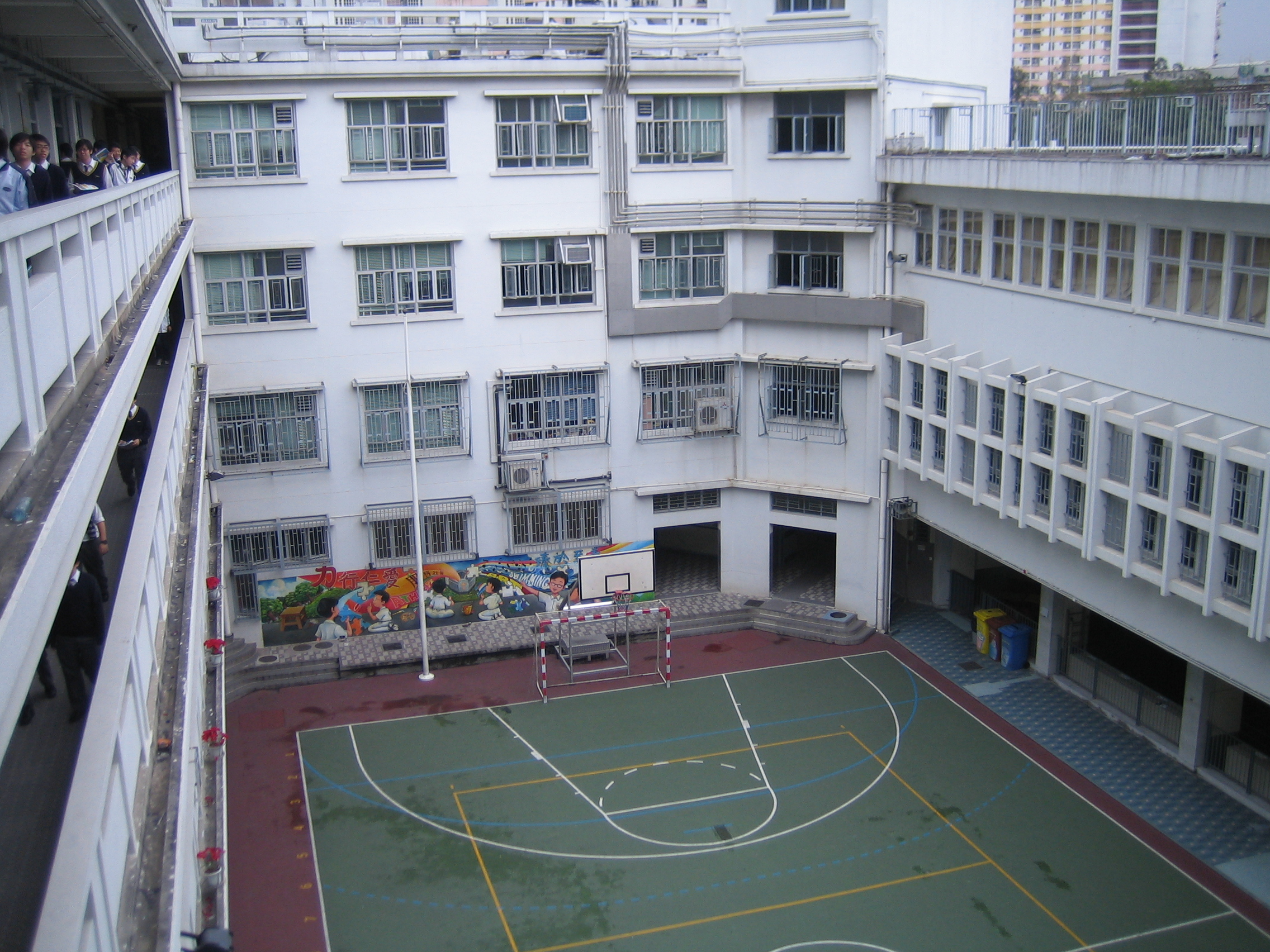
前校舍中庭的操場

### 推行母語教學
1993年，中學與小學首次在剛落成數年的香港文化中心舉行聯合畢業典禮。同年，陳江潮校長代表校董會宣佈採用分科母語授課，其後校方因各方壓力而改為推行分班母語教學。1997年，時任校長陳江潮退休離任，由香港教區委派楊少雄先生接任。
1997年香港主權移交後，教育署於同年9月公佈《中學教學語言指引》，該校於1998年9月全面推行母語教學（部分班別推行分科母語授課），但保留「英文中學」校名不變，直至2008年2月教育局宣佈教學語言微調政策後採用原來的分班制。

### 遷至平山新校舍

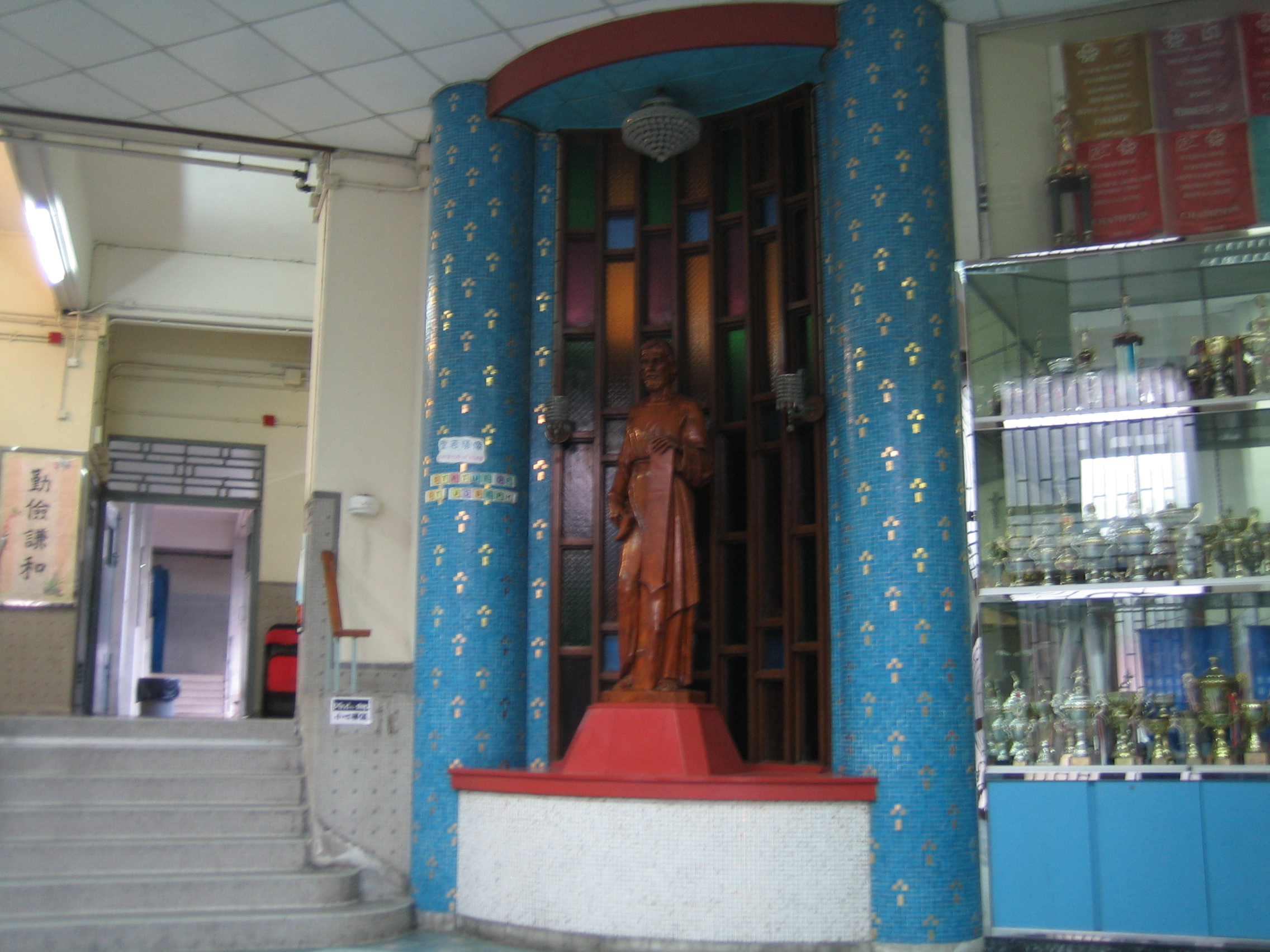
豎立在前校舍門口的聖若瑟像

2006年，校方決定向教育統籌局申請搬遷校舍，並於2007年4月獲教統局推薦分配位於九龍平山發展區中的擬建校舍給該校。2008年3月，該校50周年金禧校慶，也是搬遷新校舍前最大型的慶祝活動，很多舊生與退休老師都回校慶祝及拍照留念，校方邀請時任香港教區主教陳日君樞機及財經事務及庫務局局長陳家強校友到該校分別主持彌撒及發表演說，並舉辦范子登先生畫展及講座與參與者共勉之。
2014年9月，校長楊少雄退休離任，由香港教區委派潘永强先生接任。
2018年3月，該校60周年鑽禧校慶，也是遷校後最大型的慶祝活動。校方於2017年2月舉行鑽禧校慶啟動禮，以「重聚（Homecoming）」作為校慶主題，並於2018年3月18-19日舉辨嘉年華，很多舊生與退休老師都回校慶祝及拍照留念，校方邀請校友兼時任香港教區夏志誠輔理主教及教育局副局長蔡若蓮女士到該校分別主持彌撒及發表演說。校方事前也舉辦多活動宣傳慶祝，例遠足、步行籌款、操場燒烤、製作紀念品等。此外，也有舊生贊助數萬元，於2017年12月起於一架九巴車身和車箱內下廣告，把巴士「變身」成為鑽禧校慶彩繪雙層巴士（車牌：TN6108、車隊編號：ATENU629），行走九龍巴士1A線，是次校慶宣傳方法開創香港先河並在社交網站引起熱烈討論。該巴士車身配合是次校慶主題顏色，並印上數名該校學生穿著整齊校服面戴燦爛笑容「搭膊頭」的合照。校方表示礙於社交網站的有限接觸面，所以老師團隊在「腦震盪」構思中提出的，希望可以借彩繪雙層巴士，邀請該校校友回校參加校慶重聚。
近年，該校部分學生在部分學界體育比賽（足球、羽毛球等）取得較佳學界成績，其中在田徑及羽毛球方面，升上港島及九龍地區Division 1（D1）三甲內，能與拔萃男書院及喇沙書院看齊。該校因取得較佳的學界成績，可以選擇設施較完備的運動場（例︰灣仔運動場）作陸運會主場。

## 重要事件

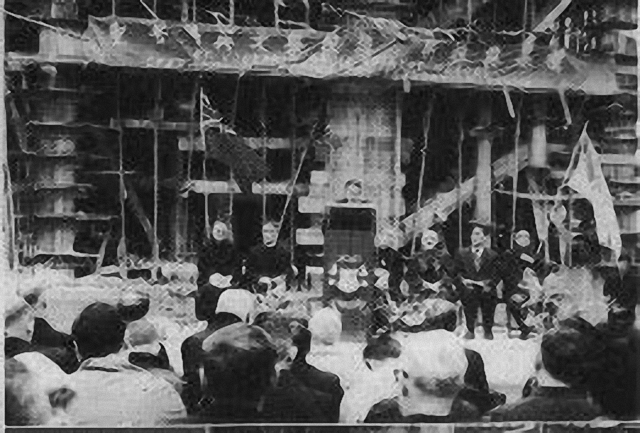
新校舍奠基禮

### 第一次遷校計劃

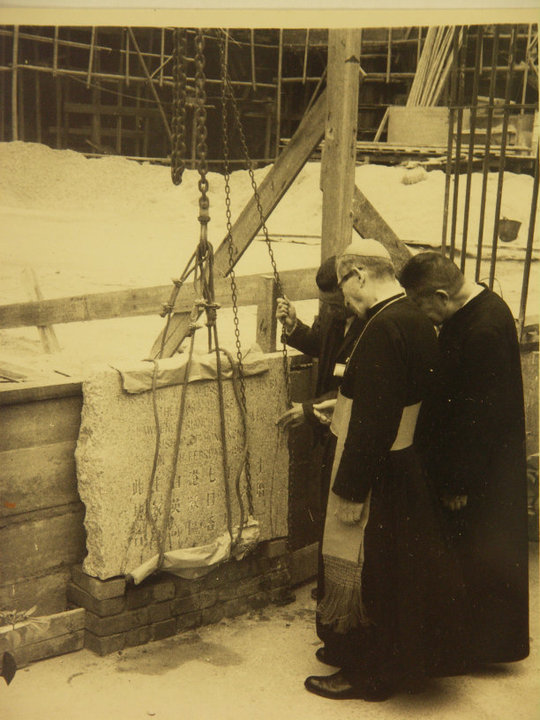
時任香港教區主教白英奇主持奠基儀式，右一為創校人孫修士

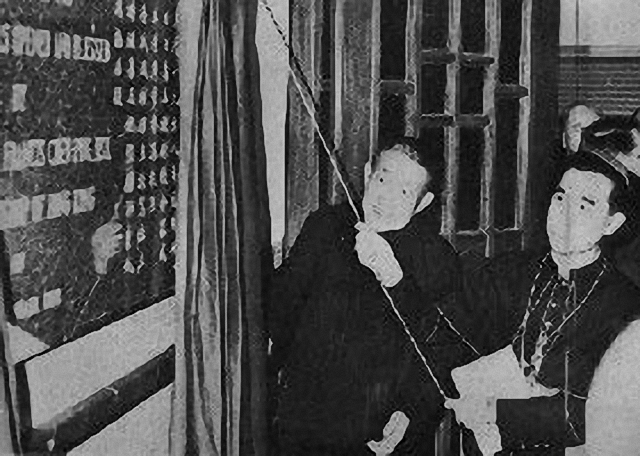
時任香港教區輔理主教徐誠斌主持落成典禮

早在60年代創校初期，由於該校學生人數已較創校時的增長數倍，而舊校舍（即觀塘道57號）課室只有11間已不敷應用，所以孫修士當時已計劃擴建校舍。
1962年香港教區代表校方向香港政府申請撥地，並於1964年申請貸款。1965年，香港政府批准撥30,900平方呎土地興建中學新校舍（即觀塘道61號前校舍舊翼部分），資助並貸款共150萬港元，由 Lee Shing Yue Construction 承辦興建。1966年4月校方為籌募新校舍的建校基金曾在香港大會堂舉辦籌款晚會，事前獲當時政府批准售賣一元建校獎券並於晚會當晚舉行抽獎。1967年2月7日由時任香港教區主教白英奇為新校舍主持奠基禮，創校人孫修士及時任新界喇沙中學校長菲利士修士等分別致辭及禱告。新校舍及其圖書館於同年秋季落成啟用。
1968年1月24日，由時任香港教區輔理主教徐誠斌主持開幕典禮和祝聖儀式，教育司簡乃傑在典禮上致辭。當時圖書館與第二次遷校前同樣設於新校舍二樓200室，而新校舍全部建築費用約200萬港元。舊校舍則保留作為小學部使用，至1985年拆卸，1988年落成並啟用小學現校舍及教堂。

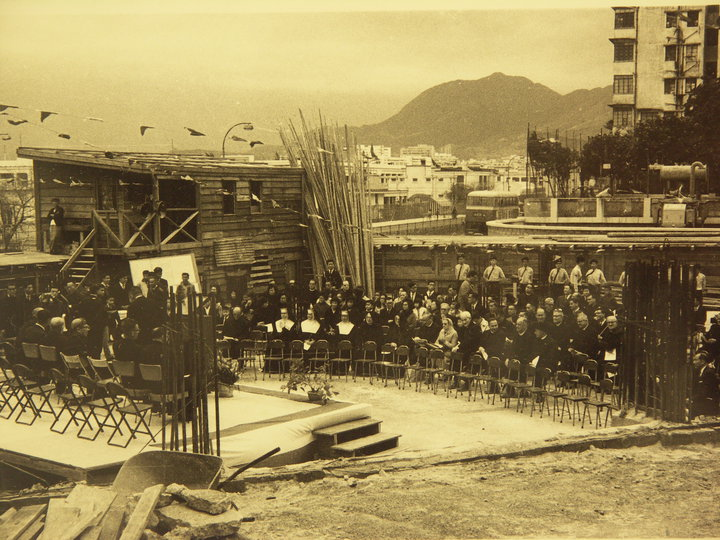
奠基儀式
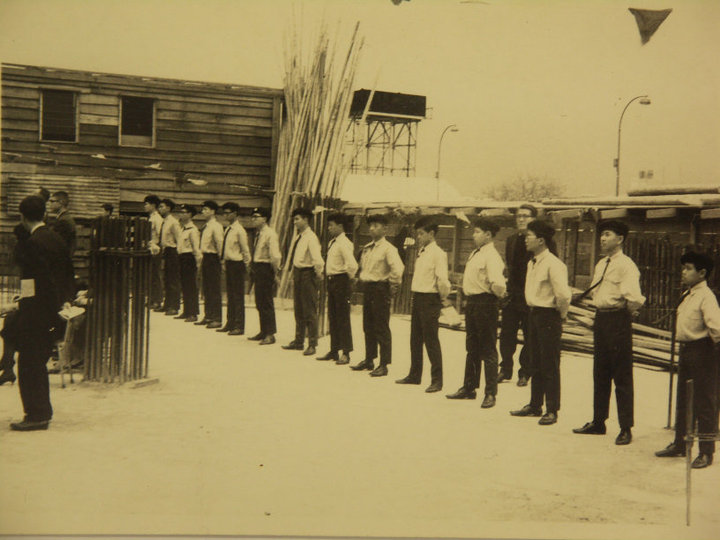
奠基儀式
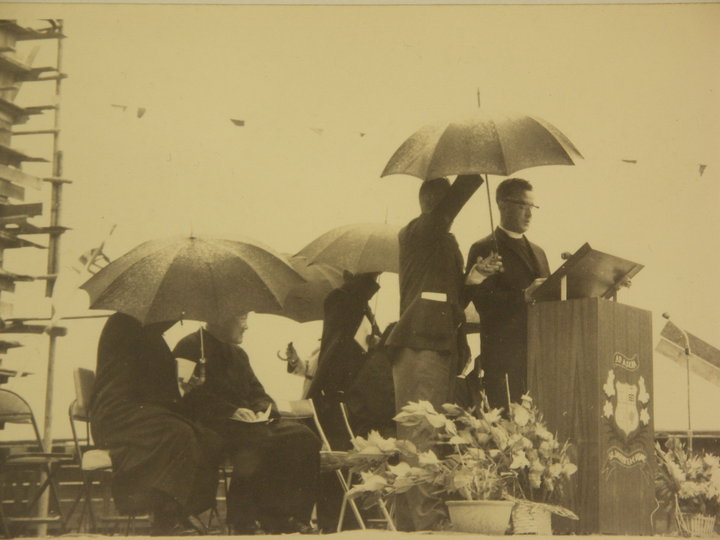
教會神職人員致辭
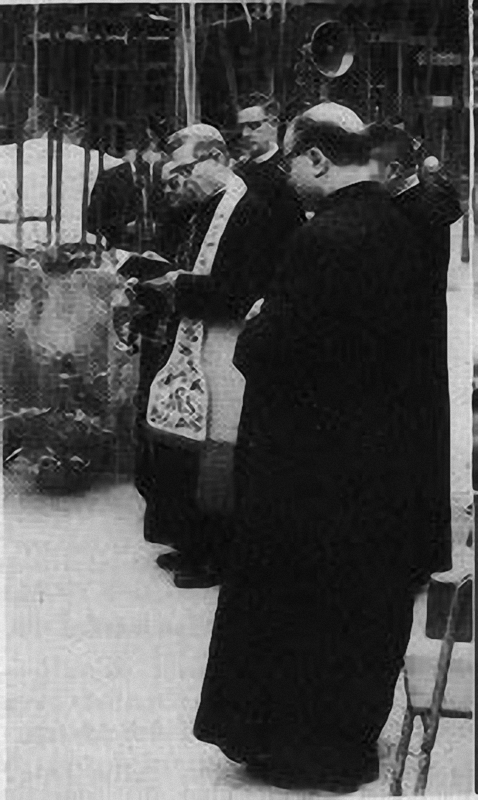
白英奇主教主持禱告
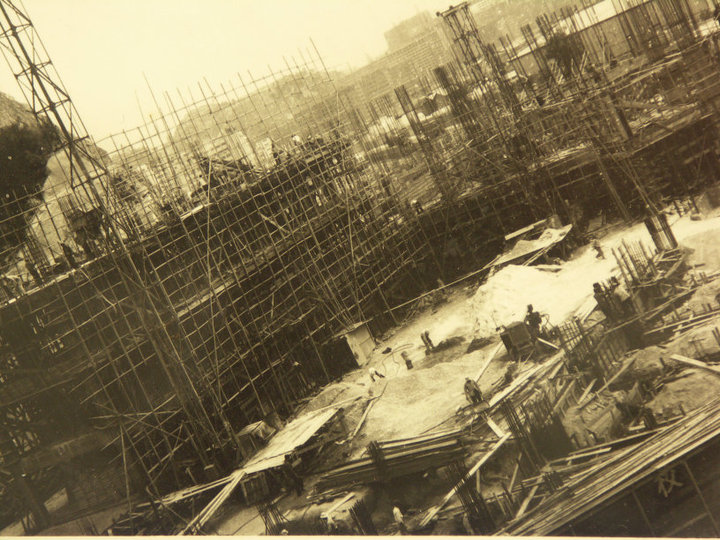
建築中校舍
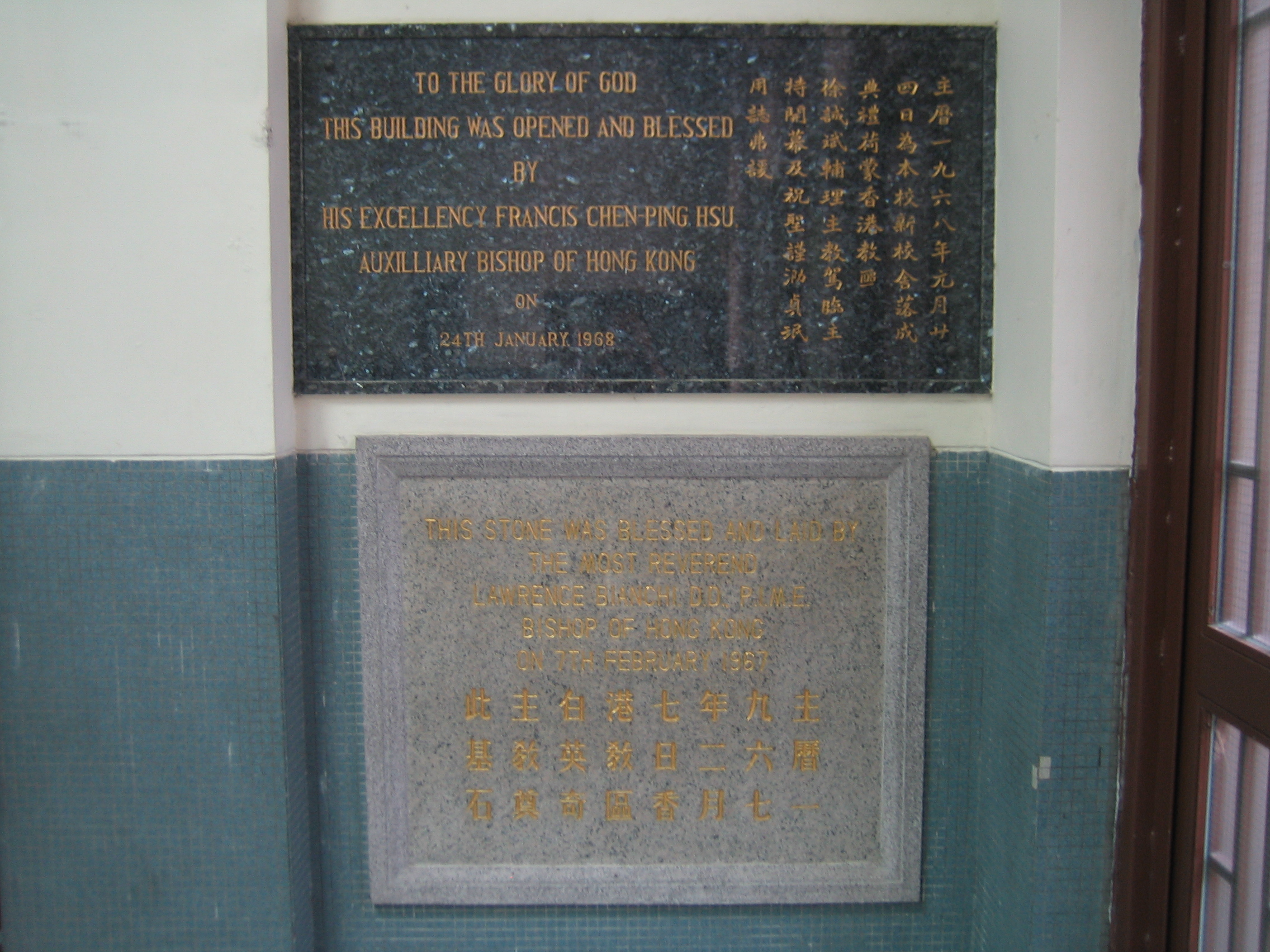
前校舍舊翼的奠基石及落成紀念牌匾

### 剪髮風波
在60年代至70年代受嬉皮士文化影響，當時香港部分中學生有特意蓄起長頭髮的習慣。而校方有見及此決定嚴格執行學生禁蓄長髮回校的政策。在這個政策下，該校於1971年5月引發「剪髮風波」，一名該校男學生因頭髮過長而被校方師長強行剪下長髮，成為當時香港社會新聞焦點之一。而事件發生後引起當時公眾對教師進行體罰問題及教育界對教育司署的德育政策作出討論。
該名學生家長接受《工商日報》訪問時透露，事件發生於1971年5月18日上午，一名當時中二級的黃姓學生在早會時因頭髮過長而被兩名師長叫出責備。時任訓導主任的陳江潮校長在該名學生的辯駁下強行把該學生的一撮頭髮剪下。而該名學生家長聲稱其兒子更遭該名老師掌摑，又稱其兒子事後感到傷心痛哭，並在校內傷心過度抽筋暈倒，需往校務處接受急救，該名家長見狀決定把兒子送往醫院處理。
事件發生後，該校表示有很多家長致電回校對禁蓄長髮回校的政策表示讚許，並已經與事件中的學生家長達成諒解，該名學生亦回校上課。而該校家長教師會對當時校方的政策表示絕對支持；亦有該校學生致函報社指出當時傳媒對事件的報導譁眾取寵，渲染事實。
教育司署發言人當時表示，事件發生當日已派員到該校展開調查，並着該校呈交事件報告書。該署又發表聲明，指出當時香港「並無法例准許強迫學生剪除長頭髮」及「並無任何條例規定校長或他的教職員有權剪學生的頭髮」。對於教育司署的聲明，時任香港教師會會長表示教育司署需明確訂立關於學校的校務及訓導規例，以防止同類不愉快事件發生；而當時教育界人士梁挺生指出教育司署的聲明對於推行德育教育方面不負責任；亦有中學教師表示此聲明會助長當時學生蓄起長頭髮的風氣，為學校推行訓導工作增添難度。香港公教進行社指事件已交由教育司署展開調查，香港教區不會再另外調查。
基於當時社會認為該校發生疑似體罰事件，也根據當時香港相關規例只有校長才可執行體罰，因此當時社會上也就教師進行體罰問題作出討論。除文字媒體報導外，無綫電視翡翠台在1971年5月20日晚上播出的綜藝節目《歡樂今宵》一集中亦有報導是次風波（當時《歡樂今宵》是黃金時段主要節目，深入民心）。節目中主持人除討論當時香港教育條例體罰則例外，並邀請事件中的該名學生與家長到電視台接受該節目訪問。然而，當時多位市民致函報社均表示該集節目在報導手法、主題都與《歡樂今宵》與眾同樂的原意相違背。

### 母語教學

直屬小學家長遊行抗議該校推行母語教學

早在90年代初期，該校時任校監陳達明神父響應香港教區主教胡振中樞機呼籲，決定開始部署推行分科母語教學。1994年3月26日，時任校長陳江潮代表校董會向出席直屬的聖若瑟英文小學小六家長會宣佈，94－95年度9月起中一之社會科及科學科將採用母語授課。然而此舉引起大部分直屬小學家長的反彈，於同年4月2日發動遊行抗議，家長在遮打花園舉行集會，參與人數多達數百人。同年4月11日，時任香港教區教育事務主教代表李永援修女（Sr. Marie Remedios）約見校監陳達明神父及陳江潮校長，通知校方應順應家長要求，採用當時教育署所提倡的分流制，由分科轉為分班。校方其後讓步，於同月15日，校監陳達明神父發表《母語教學立場書》，正式公佈由1994年9月起兩屆中一均採用分流制（立場書上的「分流制」指分班），1996年度之中一則分科採用母語教學，數學科採用英語教學。因此，1994學年度中一的其中三班（C，D，E班）採用英語授課，兩班（A，B班）採用母語授課。其後為了配合政策，1997學年度中四的文科班採用母語教學，理科班則分班採用母語授課；1999學年度，中六預科文科班採用分科母語授課，經濟學（香港高級程度會考高級補充程度科目）採用英語授課；理科班則以英語授課。
母語授課的教學語言政策一直被受爭議，原因是無論採用「分科」還是「分班」的母語授課計劃，勢必改變該校作為英文中學的教學傳統與定位；不少人認為母語教學雖然有助於培養學生的學習興趣，打破語言障礙，但同時會造成英文水平的下降；再者，當時母語教學僅是香港教育統籌局所提倡的教學理念，並未落實為具體政策。自教育署於1997年9月公佈《中學教學語言指引》，並於1998年實行中學在初中階段分為英語教學和母語教學兩類，即俗稱的「英中」和「中中」的政策，全港至今僅有114所「英中」，家長在校外的標籤效應下為子女報讀「英中」，普遍認為影響了「中中」的收生水準。該校於1998年9月主動放棄以英語授課，正式成為「中中」，但保留校名不變。在這樣的時代背景下，該校在校外的標籤效應下收生質素難免受到影響。
2004年，該校為提昇學生中英文水平而把初中的數學及綜合科學科保留以英文教科書授課，但此做法並不附合教統局對於母語教學的有關規範。教統局質素保證分部於2005年發表的《校外評核報告》亦指該校「在個別以中文為授課語言的學科中，部分章節用英語教授和考測」的做法，「未能為學生營造有利的語言環境及促進學生學習成效」。時任校長楊少雄以書面回應，指有關教學政策是得到家長同意及學生認同，以提升英語學習機會及銜接以英語授課的高中課程。
2005年6月，教統局接到家長查詢該校自行增加英語教學比例的做法是否恰當，而揭發該校有違規的情況。《蘋果日報》在同年7月8日報導校方在招收中一生時仍是以英語教授數學及綜合科學科為「賣點」，有誤導直屬的聖若瑟英文小學畢業生報讀之嫌。時任副校長趙善晉接受該報訪問時否認有關觀點，表示若有心欺騙家長，就不會舉辦升中講座講解；他又透露該校於1998年主動放棄以英語授課，並未想到現今社會歧視中文中學，認為是被教統局出賣。
時任校長楊少雄在2008年4月27日播映的《鏗鏘集－各師各法》訪問中，批評教育局對該校語文政策諸多限制，欠缺彈性，並公開表示校方有意走「回頭路」，再度成為英文中學，節目中提到校方為中一至中三提供英語授課的「跨學科課程」，並積極培訓師資，為重新成為英中鋪路。
2008年至2009學年度，因應教育局宣佈教學語言微調政策，校方決定對中一學生採用於1994年曾實行的分流制，中一的其中三班（C，D，E班）採用英語授課，兩班（A，B班）採用母語授課。2009年6月，時任校長楊少雄接受《星島日報》的訪問中表示，該校所有英文科教師均通過香港教師語文能力評核，而部分非語文科教師也通過IELTS英語水平測試，能為推行分班制英語教學做好準備；他又透露該校至今仍覺得是被政府出賣。

#### 分流制
2009年5月，教育局正式公佈《微調中學教學語言》安排，容許中學按學生英語學習能力推行分流制。而推行分流制，即以分班、分科等採用母語或英語授課，會在校內學生及老師間產生標籤效應，被編入中文班的學生會被受標籤，老師也可能因任教英文班而覺得比較優越。有在該校整個中學階段接受母語授課的校友表示，校方於1994年推行的分流制，使到接受母語授課的學生被受校內學生標籤，導致該批學生自我形象很低；他又指出這種無形的標籤效應令人窒息。
現時，該校在初中所推行的分流制是以學生的成績分班，成績較好的學生會被編入英文班，而英文程度不達標、成績中游或以下的則會被編入中文班。不過在這樣的分流制下，會使到成績中游的同學經常「上落車」，即每學年需轉用不同的教學語言上課，對於他們的學習並無好處。時任校長楊少雄在2009年12月接受《星島日報》的訪問中表示，推出分流制所產生的校內標籤效應難以避免，但可使到想入讀英文班的學生發憤圖強，能提升學生的學習態度。
在這樣的時代背景下，該校需按照《微調中學教學語言》安排採用分流制，以達致使用全英語授課的目標，而過程中所引發的校內標籤效應則難以完全避免。

### 嘉利大廈大火
1996年11月20日，油麻地嘉利大廈發生五級大火。此校兩名中五學生，被困於15樓的診所內。在濃煙密佈的環境下，其中一名陸姓學生不支倒地，並失去知覺。另一名李姓學生情急下爬出窗檯上，攀住掛在大廈向庇利金街外牆的冷氣機，後來由於火勢猛烈及體力不支，他摔落至4樓的鋼製遮陽篷上。李姓學生雖然身體有多處骨折，卻奇蹟生還，經過幾個月的治療後完全康復。身穿校服的他逃生及墜樓一幕，被大部分電子傳媒清晰拍攝。
陸姓學生及一名家長最後證實於事件中不幸喪生。校方其後為陸姓學生舉行全校哀悼儀式，並以他冠名舉辦紀念足球聯賽，由學生自行組隊參加。

### 學生網上言論

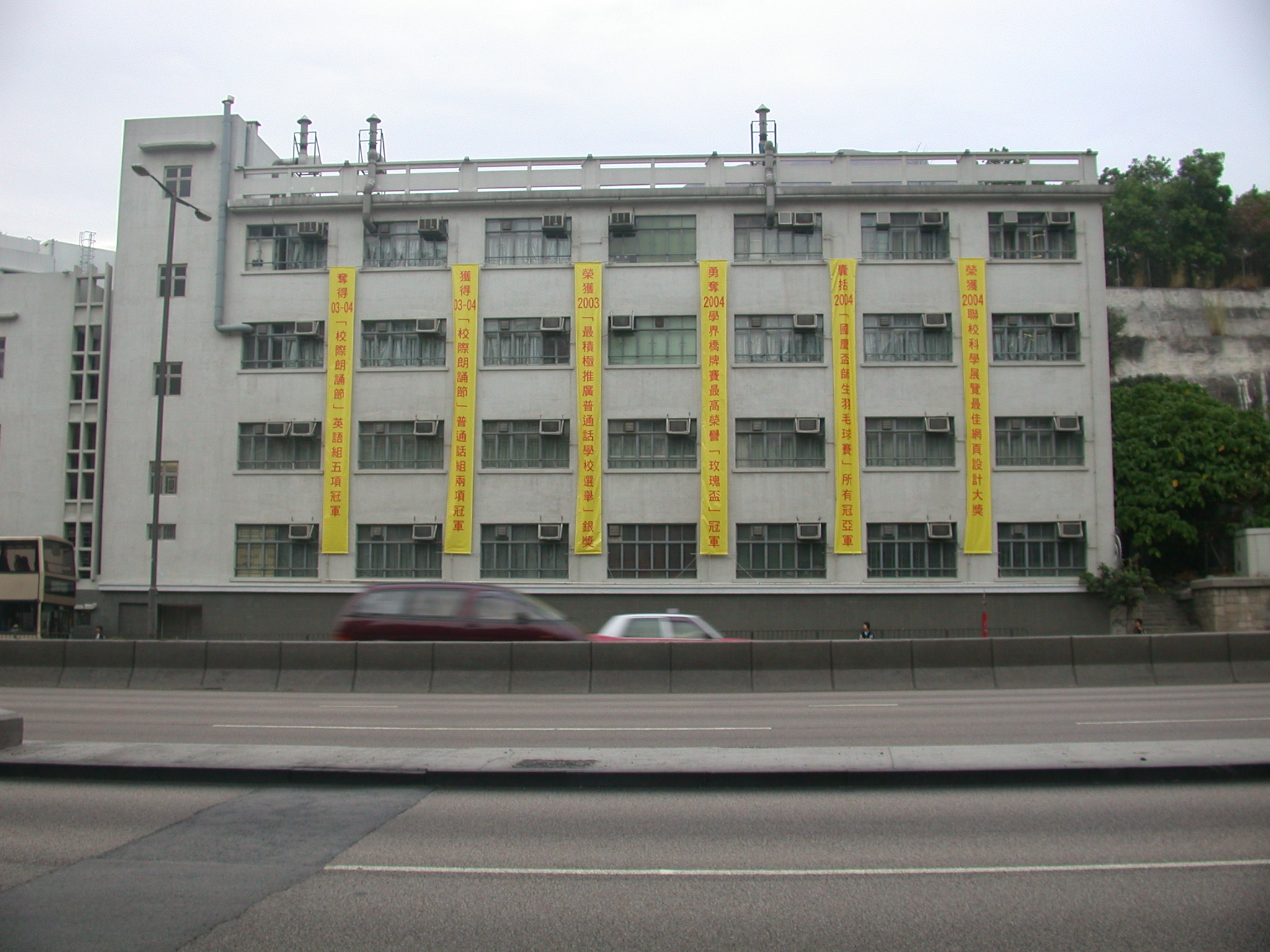
被受師生、家長、舊生關注的黃底紅字布條（攝於2004年）

自互聯網於90年代中期開始流行，學生利用個人網頁及新聞組作為管道，公開評論校政的風氣日漸普及，當時不少學生對於剛履新的楊少雄校長部分措施（例如引入《新青歌》）並不適應，同時母語教學所衍生的班級差異，使得部分來自母語教學的文科班學生試圖借由網上留言，宣洩不滿。由於網上討論當時是新興事物，部分學生留言亦較為偏頗，甚不為校方及老師所認同。1998年，由該校電腦學會負責管理的官方新聞組被校方以「無法避免校外人士閱讀及貼文」為理由而關閉。自此，在缺乏官方言論平台的背景下，有學生轉而利用GeoCities開設個人網站及網上留言板作為補充，更有學生以惡搞方式設立網報、歌迷會與諷刺訓導處的網站，然而這些網站大都因為管理者畢業離校後而無疾而終。雖然校方其後在2000年代初期引入的內聯網系統中設有官方討論區，但只局限用戶作學術討論、家長聯誼等用途，並對討論內容作出審查。有該校學生曾在該官方討論區轉貼有關校外人士（例如在該校應試的會考考生）對該校（試場）行政安排的看法和建議，其後討論帖遭校方刪除，高層師長亦以學生觸犯不成文校規為由向轉貼文章的學生作口頭警告。
2005年，教育統籌局質素保證分部校外評核隊到該校作為期一週的巡視。事前該校為隆重其事，在觀塘道前校舍增設電子資訊欄、固定投影機等硬件設施；更在前校舍外牆懸掛八幅「黃底紅字」的大幅文宣布條，以顯著褒揚近年所獲得的榮譽和獎項。但此舉惹來不少師生、家長、舊生反感，甚至譏為「貼符的天主教學校」，先後被家長教師會及學生會批評。最諷刺的是校方於校外評核隊巡視完畢後，隨即將所有布條卸下。有人在提供網誌託管服務的Xanga網站上設立一個名為「SJACS」的網誌，批評校方做法，引起新舊學生廣泛討論，由此延伸到有關母語教學及其他校政問題的討論。該網誌以民主牆方式運作，設立者把帳號和密碼向外發佈讓師生與舊生可以登入網誌撰文，唯網誌最後被人惡意關閉而告終，Xanga方面亦無意復站。
此事令不少老師改變網絡討論的刻板印象，顯示學生、家長、舊生共同關心學校的精神，認為有助提供思考空間及向校方表達意見。其後有學生在Blogger和WordPress.com建立獨立媒體形式的網誌，然而以電郵投稿的發表方式較難普及。2007年2月，有學生在論壇建置討論版，提供討論平台。同年，有學生成立名為「琬琰工作室」的專欄網站，發表有關該校老師不尋常離職的消息，引起師生的關注，其後網站突然收回有關言論，並暗示是受到壓力而被逼關閉，但有關文章後來被轉貼在其他網站。琬琰工作室在事件淡化後再度活躍，發表多篇文章，但在2008年表示終抵受不住校內言論監控而關閉。
2000年代中期，不少學生使用Xanga成立個人及班級的網誌，亦有在職老師建立個人網誌或Facebook與學生進行良性互動。此外，也有學生為他們敬重的退休老師建立Facebook「名人/公眾人物」專頁，在幾個月內已有幾百以至過千名學生及以往門生成為支持者。現時，大部分師生和舊生均使用Facebook作溝通和交流，成立班級、課外活動群組，舊生不用因校園保安問題，減少回校次數而不能與校內師生作緊密聯繫，也有舊生建立Facebook專頁以喚起大家的集體回憶。另一方面，有學生亦籍學校在2009年度開始推行的「冷衫政策」而開設Facebook群組，就該校的校服政策、訓導以及其他校政等作出討論，希望可向校方表達他們的意願。

### 第二次遷校計劃

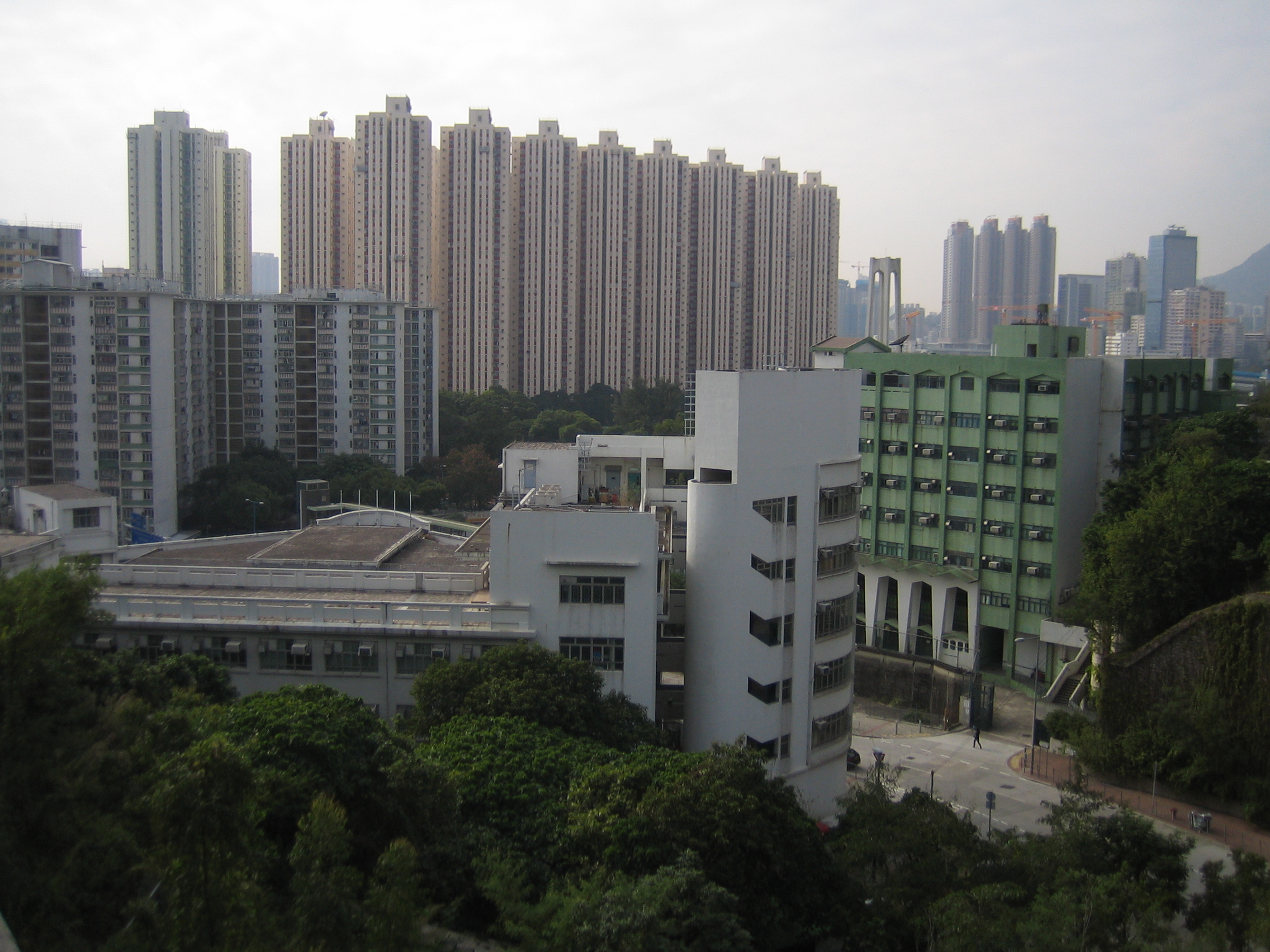
在遷校前所拍下的聖若瑟英文中小學（聖若瑟英文學校）合照

時任校監龔偉南神父於2006年透露，近年校方正爭取地政總署撥地，擴展觀塘道前校舍。校方曾提出在前校舍後方的當時正進行修葺工程的斜坡地作為選址，惟有關部門以斜坡危險為由拒絕該申請。
2006年12月，教育統籌局發出「2006年度第三次校舍分配工作分配通告」，其中一所校舍的校址位於現時校址附近的的平山彩雲道及佐敦谷毗鄰的發展區，該校舍佔地面積達7,650平方米，為現時學校面積達兩倍半。校方在得到全體教職員贊成及諮詢家長意見後，正式把計劃書交給教統局審批。2007年4月27日，教統局公佈2006年度第三次校舍分配工作分配結果，決定把平山發展區中的該擬建校舍推薦分配給該校，當時預計新校舍於2010年中啟用。
在新校舍設計方面，校方曾在2007年至2008年向教職員及學生諮詢意見。教職員可以在新校舍外牆主色、設計、實用等方面提供意見。而校方曾在07－08年度其中一個循環周第一日（Day I）班主任堂向每位學生派發選票，讓他們投票選出新校舍後樓梯外牆部分磚色，投票結果顯示最多學生選擇啡色，校方並在選擇啡色的同學中抽獎，抽出的幸運兒是當年的一位中五學生，並由時任校長楊少雄頒發紀念品乙份。
時任校長楊少雄曾在早會上表示教育局以環保等多項理由有限度在新校舍設施上增撥資源，例校方需自行籌款替大部分課室裝置冷氣機。因此校方曾以多種模式舉辦籌款活動，例捐款冠名或留名誌念等。另一方面，有校友當時對遷校表示保留，認為校方在是次遷校問題上欠缺諮詢校友意見；並曾為此在2008年校慶活動上向時任校長楊少雄質詢有關遷校事宜，但校長卻刻意迴避有關問題。
2010年1月23日校方在前校舍舉行盆菜宴讓老師和舊生緬懷一番，並在當晚表示已為新校舍籌得約100萬港元。同年3月19日第52周年校慶上由時任香港教區總務長陳國輝神父為新校舍主持奠基禮，並於同年9月27日在新校舍舉行交接儀式，由陳國輝神父再次主持，相關新校舍竣工文件由建築署交予教育局建校組，再交予天主教香港教區。
新校舍由德材建築承辦興建，校舍建築費用約1億8,500萬港元，由公帑支付。校方原定於10－11學年度9月遷入新校舍，但因工程延誤，校方才可在2011年1月遷入新校舍。2011年3月19日校慶當日，由時任香港教區副主教楊鳴章神父主持開幕典禮和祝聖儀式，時任教育局局長孫明揚在典禮上致辭。

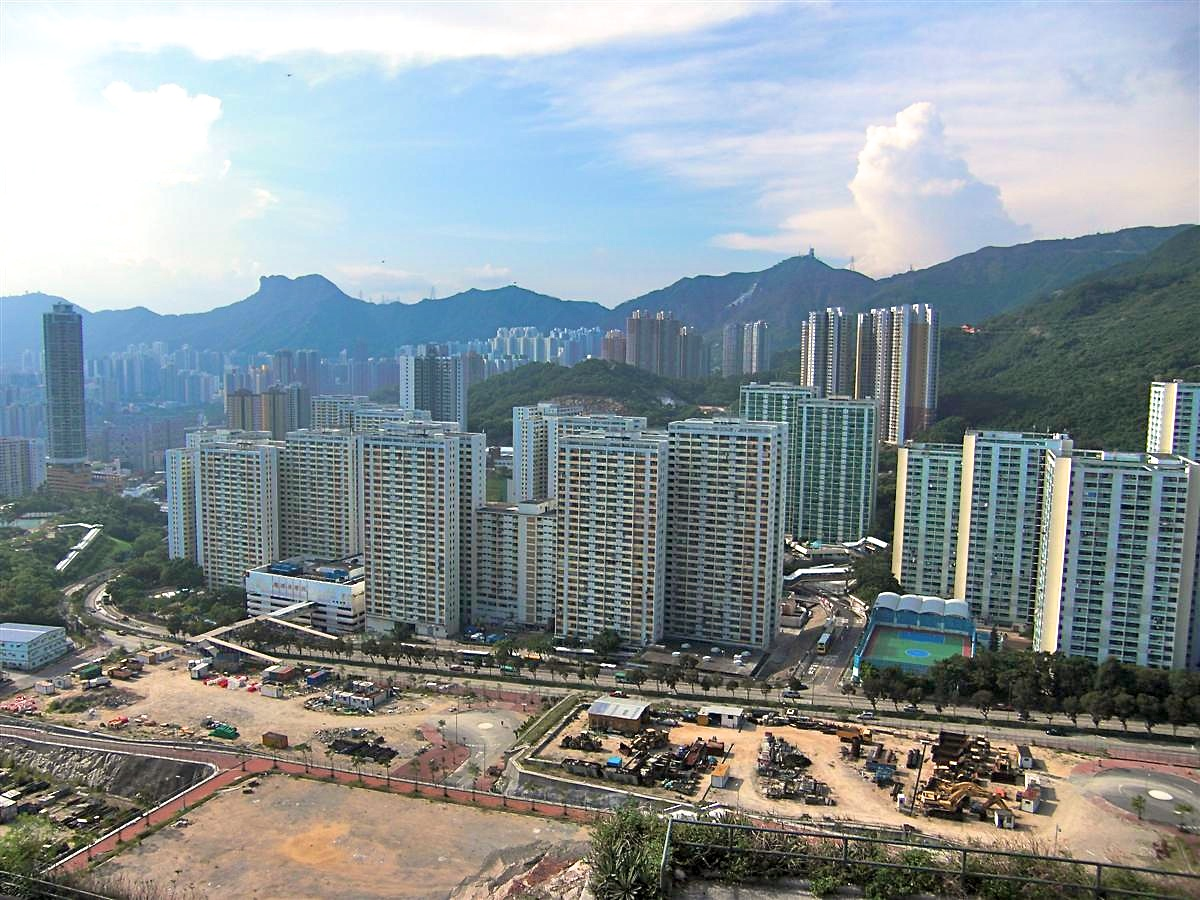
新校舍地基（右下方，攝於2008年9月）
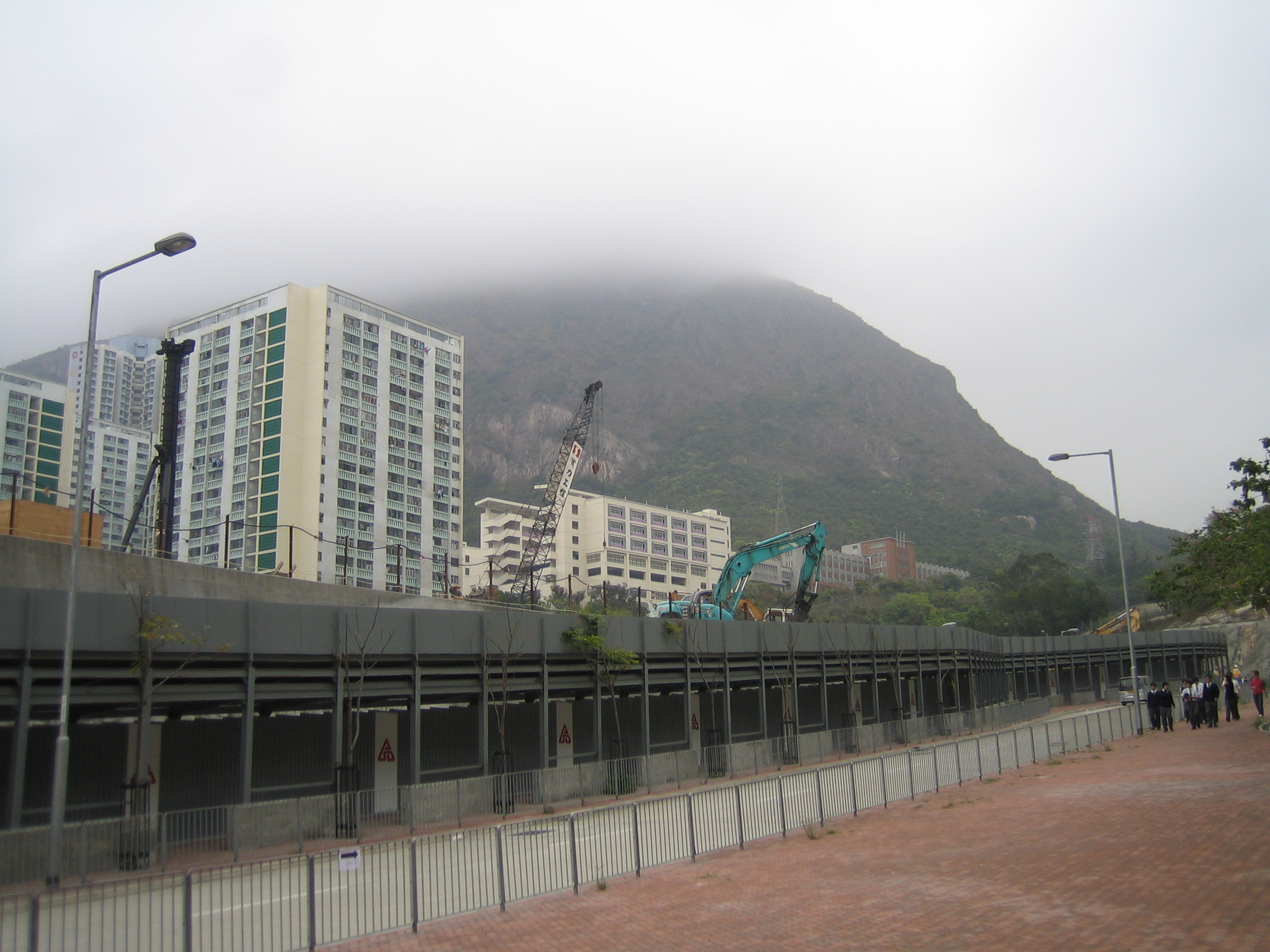
興建中的新校舍（攝於2009年3月）
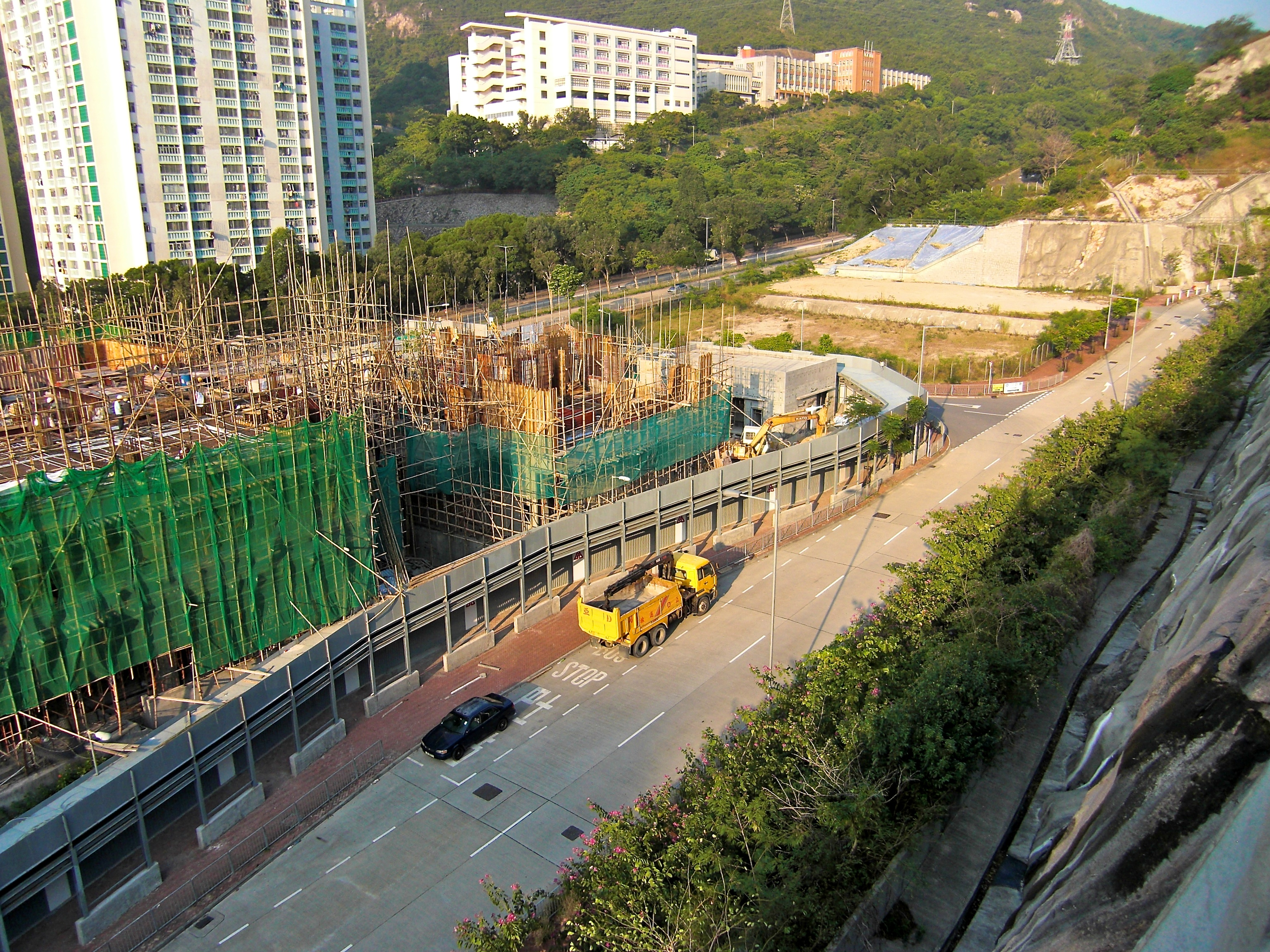
興建中的新校舍（攝於2009年11月）
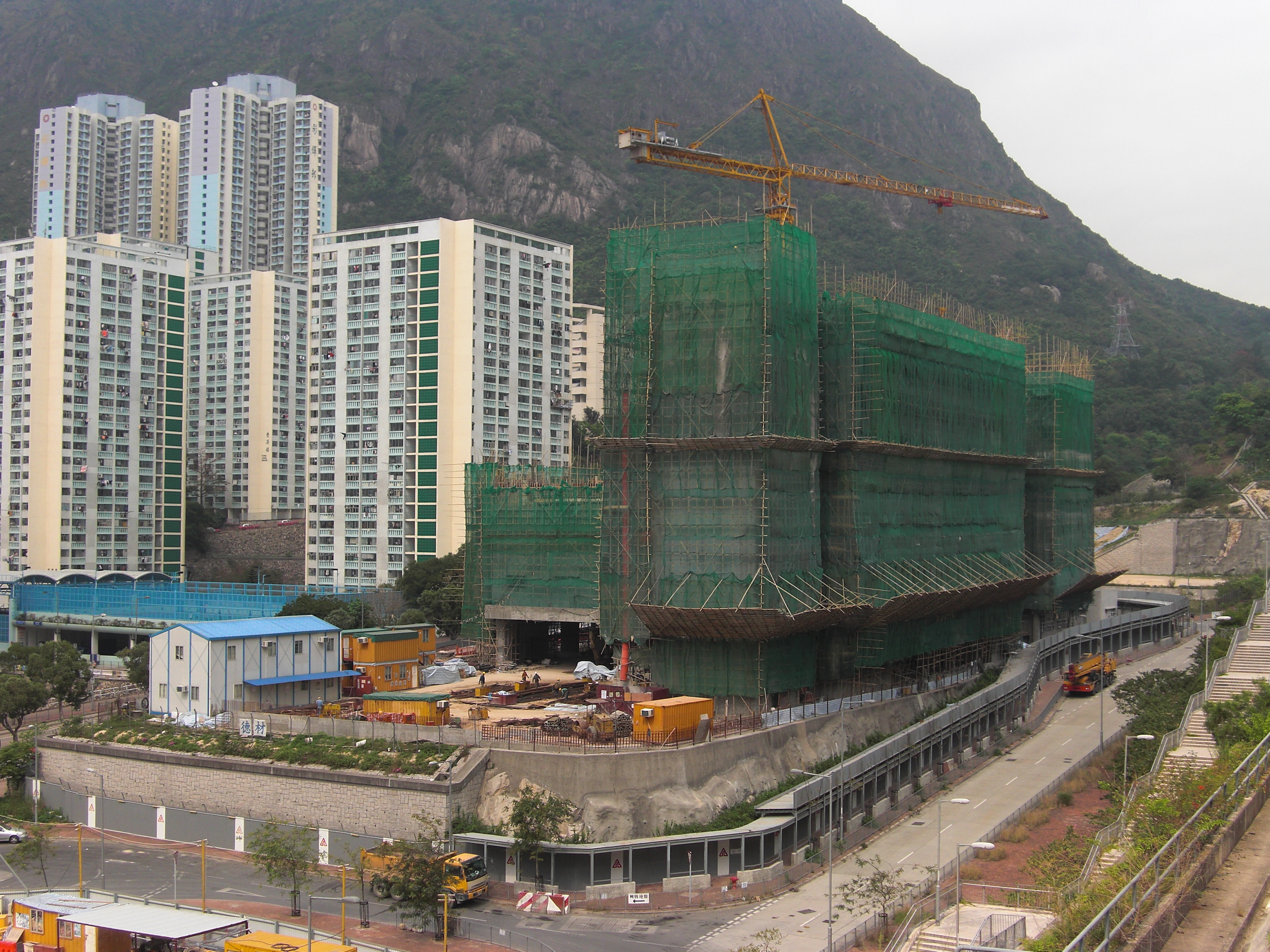
興建中的新校舍（攝於2010年3月）
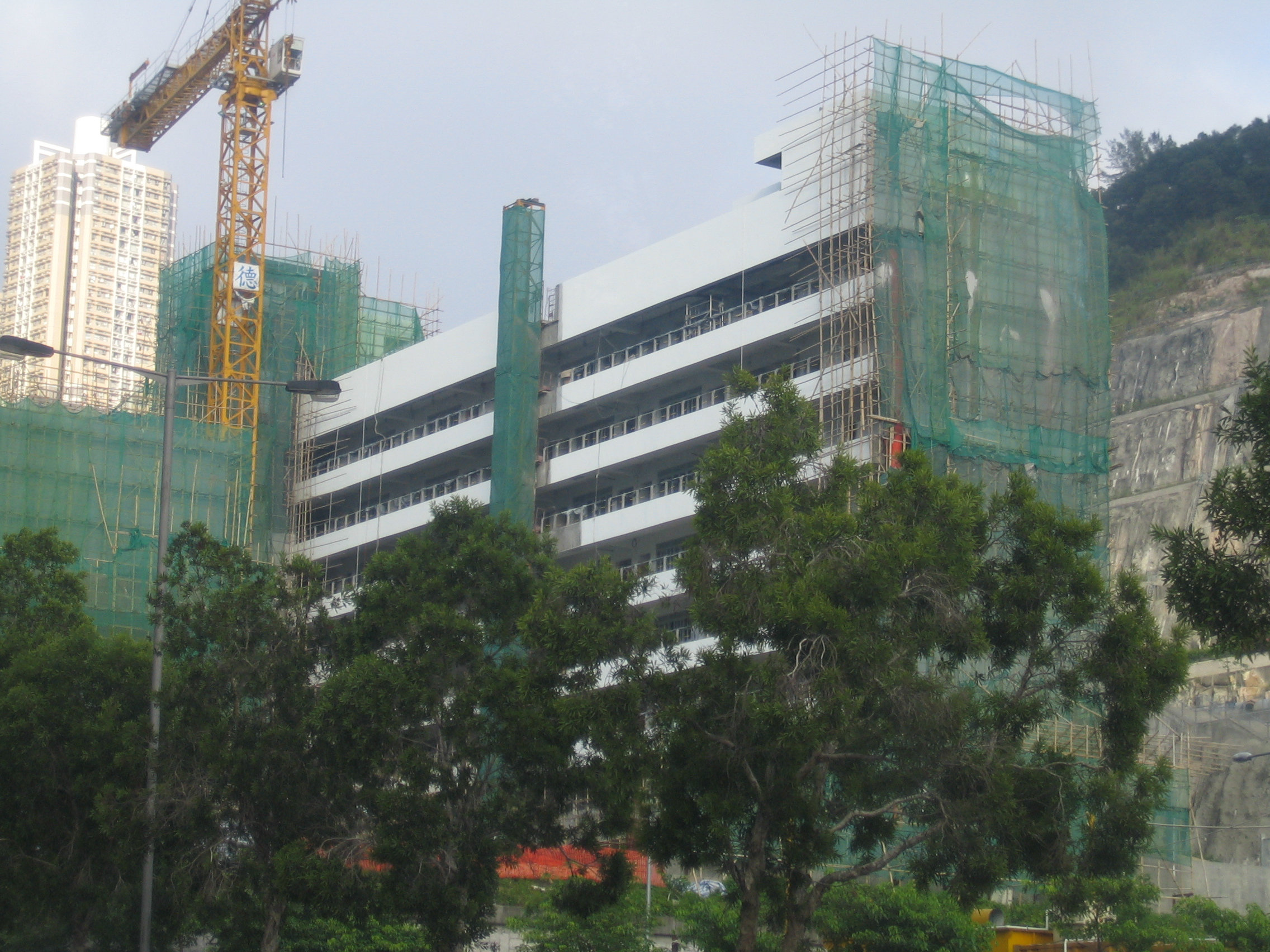
興建中的新校舍（攝於2010年5月）
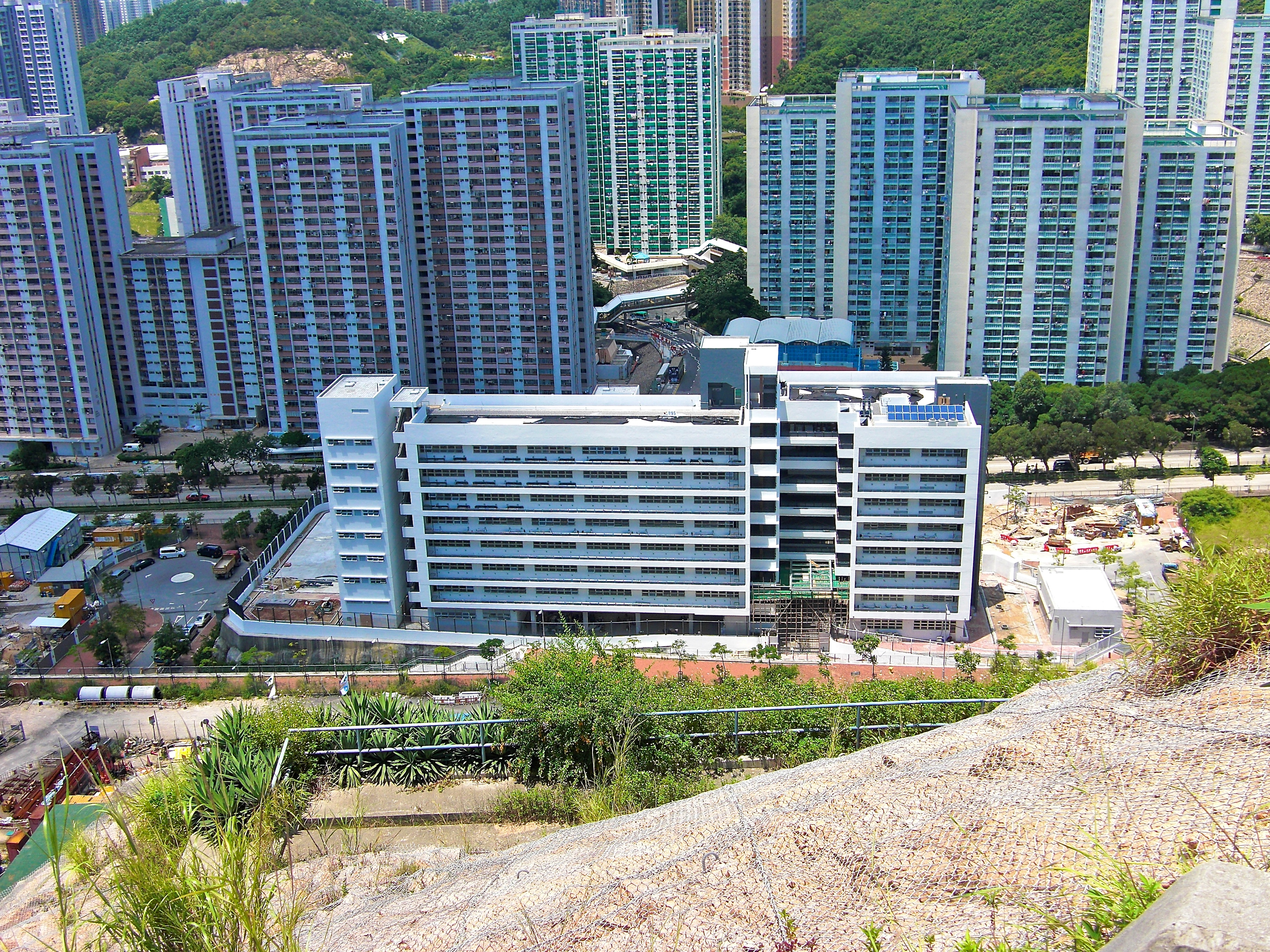
興建中的新校舍（攝於2010年8月）
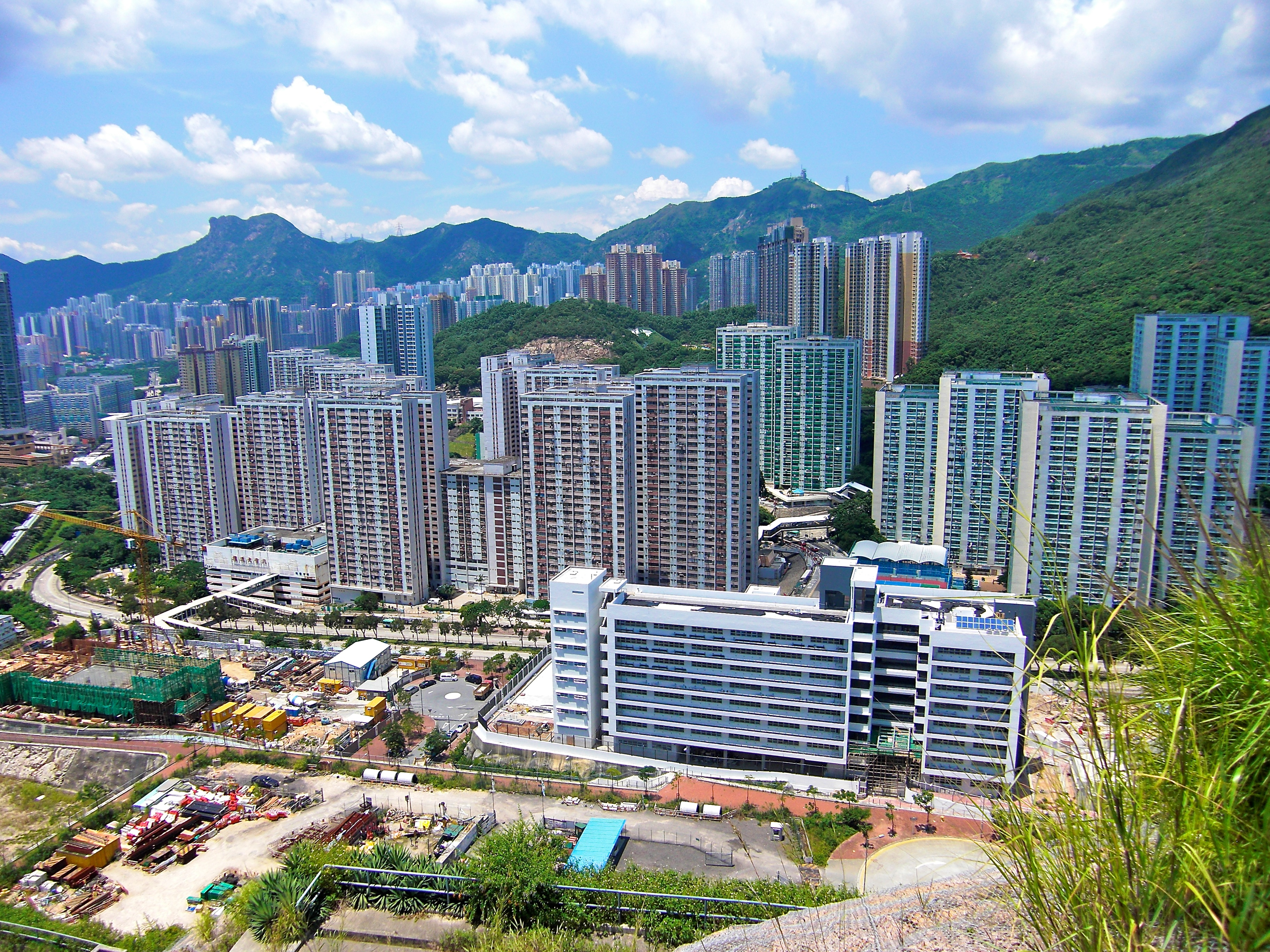
興建中的新校舍（右下方，攝於2010年8月）

### 校長潘永强改革
2015年，校長潘永强對校內政策進行改革，使校園有一番新景象。措施包括改版學生手冊，增加更多學校資訊﹔中一班數由4班增至5班﹔上課時間表由以往沿用的循環週六天制改為五天星期制，並對課堂節數進行變更等。
校長潘永强先生會於大部分上課天，早上7時半左右，在學校正門接待回校上課的學生。在天氣炎熱或傾盆大雨的情況下，更會拿著一大包「廚房紙巾」派發給學生整理儀容，打破上任校長楊少雄先生冷漠的形象。校長潘永强先生亦經常以大家庭代表他與學生的關係，己為父，學生皆為他的兒子。並經常強調這「大家庭」需要守望相助，需全人努力才能成功，清除校長與學生之間的隔膜。另外，他亦經常以「儘管我校的學術評級暫時未能返回一級水平，但必需先在學生的言行舉止及紀律上達到一級水平，繼而改善前者」的願景勉勵學生。
課節方面，冬令時間課節由8節增至10節，每節堂數時間由40分鐘縮短至35分鐘，放學時間由以往3時劃定改為4時﹔夏令時間課節則由8節減至5節，每天上課的課節安排為依照校曆上的代號上課，即「U」和「L」。例「U1」，即只進行冬令時間表星期一第1至4加第9節課，而「L1」則只進行冬令時間表星期一第5至8加第10節課，如此類推。班主任課改為2節，並如常設有週會。
星期五最後兩課（夏令時間則為「L5」第4、5節）新增課外活動課節，課外活動由30多個學會增加至70多個。並分為A項、B項。中一至中五學生必須在A項和B項各選出一個活動（沒有選擇或所選的活動已滿額則隨機入會）。每週的活動安排為依照校曆上的A項、B項上課。A項為該學生A組活動，B項的則為B組活動。

### 前校舍藏理大失竊化學品
2020年5月2日，該校位於彩石里自2010年12月起停用、荒廢校舍的地下男廁格內被發現有一個行李箱，行李箱內藏3個盒形爆炸裝置、手擲式土製炸彈、手提電話、經改裝的電路板、10公斤化學品包括哥羅芳、山埃等毒品、4公斤炸藥、壓力煲等。警方調查後認為部分化學品為2019年11月於香港理工大學衝突中失竊的物品，隨即封鎖彩石里，更一度封鎖往啟業邨行人天橋及觀塘道往觀塘方向一條行車線。荒廢校舍內滿目瘡痍，校舍的外牆、小食部捲閘、課室牆壁、禮堂的彩色玻璃門、天台等全是塗鴉，課室走廊的欄河被反對逃犯條例修訂草案運動示威者寫上政治口號。

## 校歌
該校校歌《聖若瑟英文中學校歌》是在創校時由 Rev. Bro. Alban 作曲及填詞的，有英文版本和中文版本，各版本有4節，一直沿用至今。1975年，校歌加入中文歌詞，由陳江潮校長執筆（亦有一說是李漢良老師填詞）。
以往按照慣例，一般只會唱第一節，並會多唱中文版本校歌。近年，在重要慶典（如開學禮、聖道禮儀、散學禮）則會唱第一至第二節，並多由校長領唱，而校方以培養英語教學環境為理由，甚少唱中文版本的校歌。

## 收生及教學語言
2009年度，聖若瑟英文中學在校學生約1120人，分佈於29個班別。在舊學制方面，中一至中五各設5個班別（A，B，C，D，E班），每班約40人，中四至中五設有文科班（A，B班）與理科班（C，D，E班）；中六至中七則各設2個班別（A，B班），每班約30人，文科學額20名，理科學額40名；而三三四新學制方面，中一至中六各設5個班別（A，B，C，D，E班），每班約40人。
2008年前，該校奉行母語政策，初中使用中文及英文作為教學語言的中學。在教學語言微調政策前，除電腦、音樂、英文外，其餘初中所有科目均使用中文作為教學語文。中四至中五的學生則開始在理科、經濟科、音樂科以英語授課。2008－2009學年度起，中一的其中三班採用英語授課，兩班採用母語授課。
現時，中一至中二（A，B，C班）以母語授課，（D，E班）以英語授課，並設有精英班（E班，2000年代中期前為A班）。中三至中五（A，B班）以母語授課，（C，D班）以英語授課，精英班為（D班）。校內所有中一學生是由教育局實施的香港中一學位派位機制及少量自行派位學額中招收，絕大部份學生Band 1-2 學生。2024至2025學年度，該校新學制高中學生除必修中國語文、英國語文、數學科以及公民與社會發展科外，校方只容許學生最多選修三科作選修科，即每位新學制高中學生最多可修讀並在香港中學文憑公開試中報考七科（體育科等非報考科目另計）。此外，該校曾於近年推行 融合教育。
2010年12月，該校時任校長楊少雄表示在2011－2012學年度起，將響應教育局及香港教區呼籲自願減班，計劃把中一班別數目由5班改為4班。2015年9月，中一班別數目由4班改回5班，並在A，B班實行小班教學，一班約20人。

## 校舍

### 平山新校舍

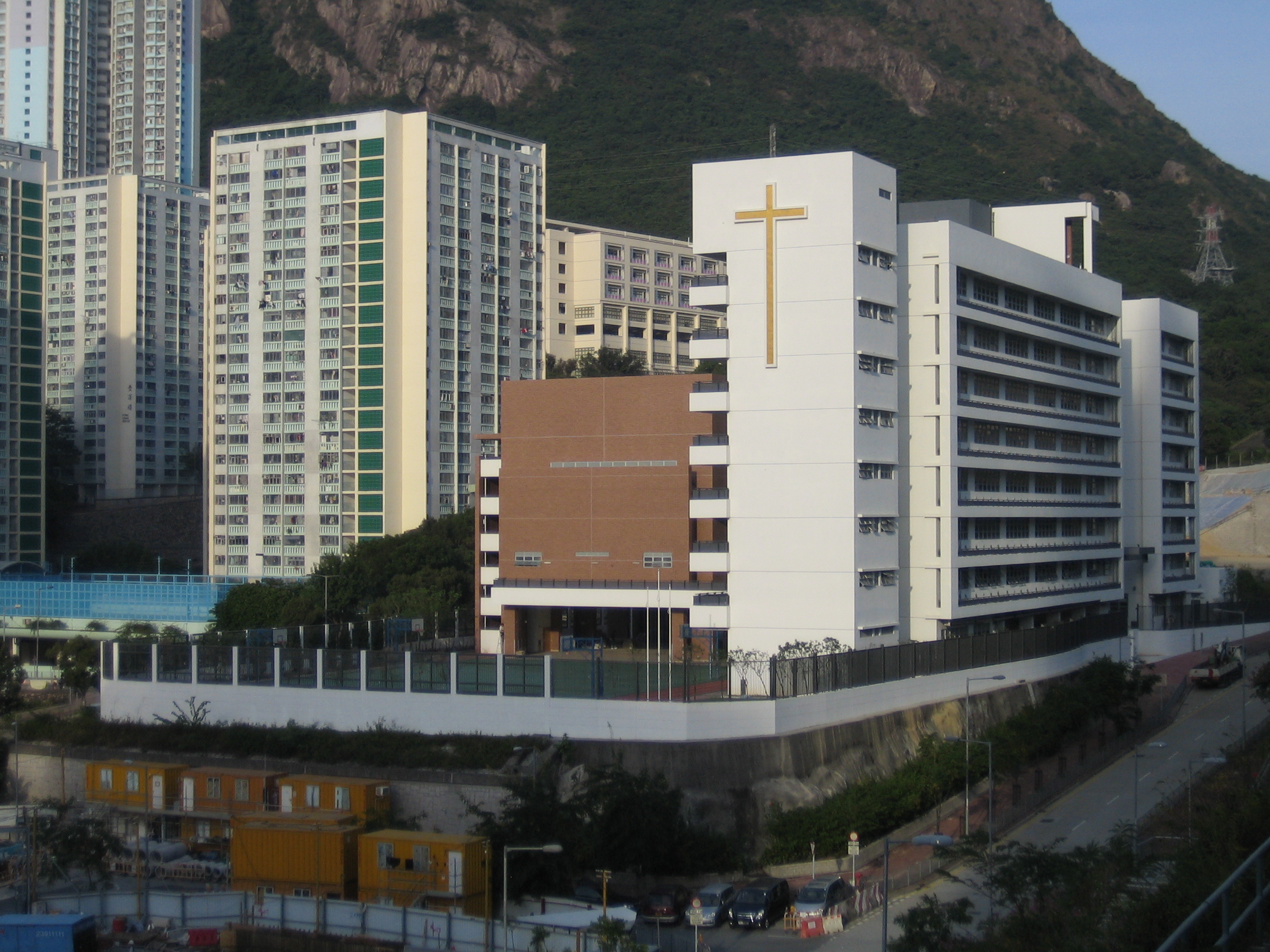
從彩雲道食水配水庫望向新校舍

佐敦谷新校舍座落於九龍東觀塘區平山（機場山），位於香港九龍平山新清水灣道46號（與彩興路相鄰）22°19′56″N 114°13′1″E / 22.33222°N 114.21694°E，毗鄰牛池灣、彩雲邨、彩德邨、坪石邨、順利邨，與觀塘道前校舍相距約700米。校舍西面是聖言中學新校舍。
校舍於2011年1月落成啟用，樓高7層，總面積為7,650平方米，為觀塘道前校舍面積2倍半。校舍是一座典型的後千禧校舍，設有教學室大樓、特別室大樓及一座獨立禮堂。為減低車輛途經新清水灣道時所產生的噪音影響，該校舍北面外圍興建了約3米高的實心圍牆。
校舍教學室大樓與特別室大樓則新增部分前校舍所缺乏的設施，例分班教學室、飯堂、更衣室、空中花園、學校歷史館、體能訓練中心、露天劇場等；而戶外設施則新增一個可進行足球、籃球或手球賽事的球場、環保花園、熱新跑道連沙池、攀石場、鉛球場等。校舍也著重綠化，在校園外圍及中央種植大量花草樹木。
而新校舍圖書館則設於特別室大樓4樓，面積較前校舍圖書館大1倍多，並設有通道與教學室大樓4樓教員室相連。而圖書館內的書庫與自修區分開，能減少對自修區同學的滋擾與圖書失竊的機會。

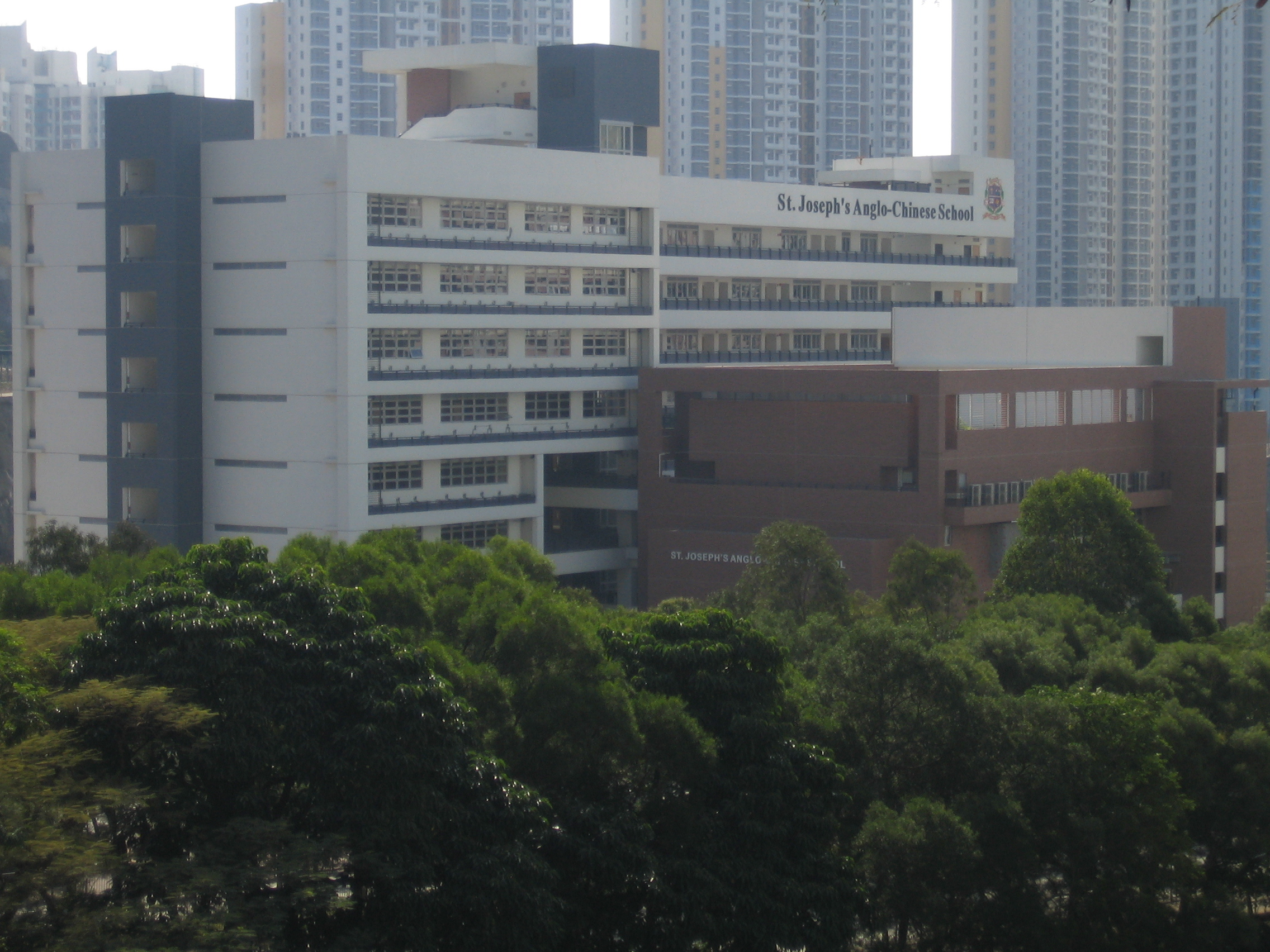
從扎山道望向校舍
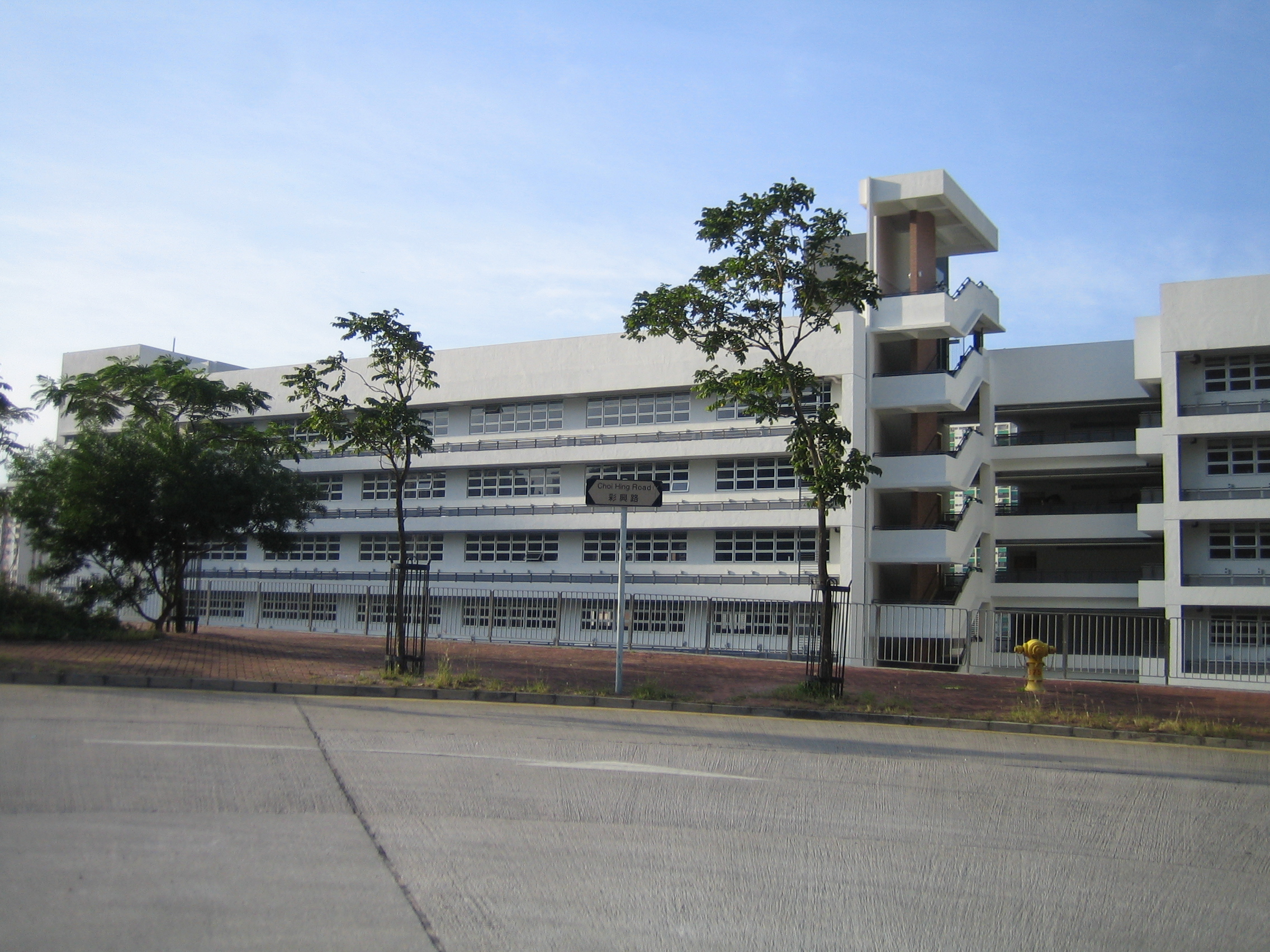
從彩興路迴旋處望向校舍
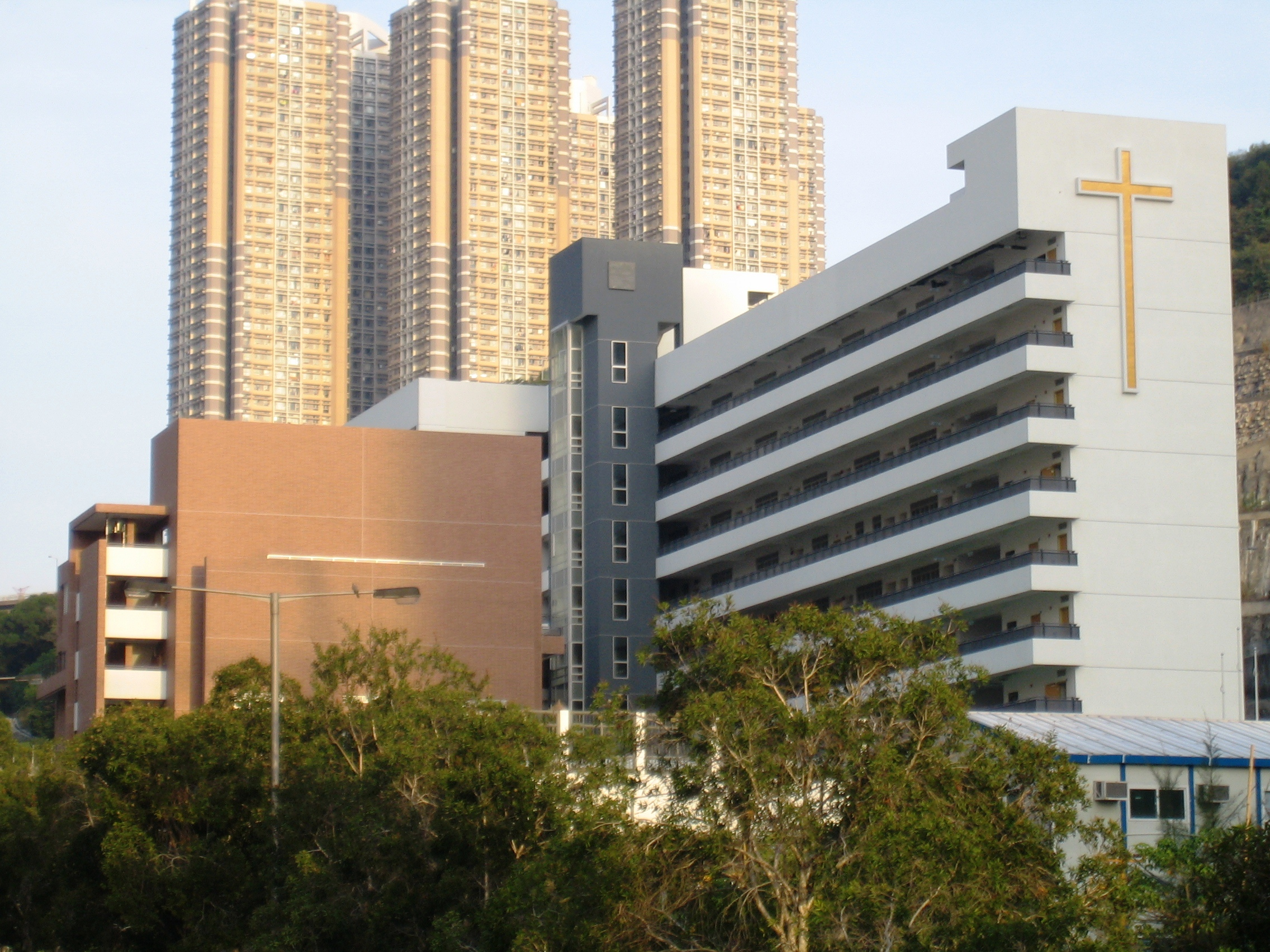
從新清水灣道望向校舍
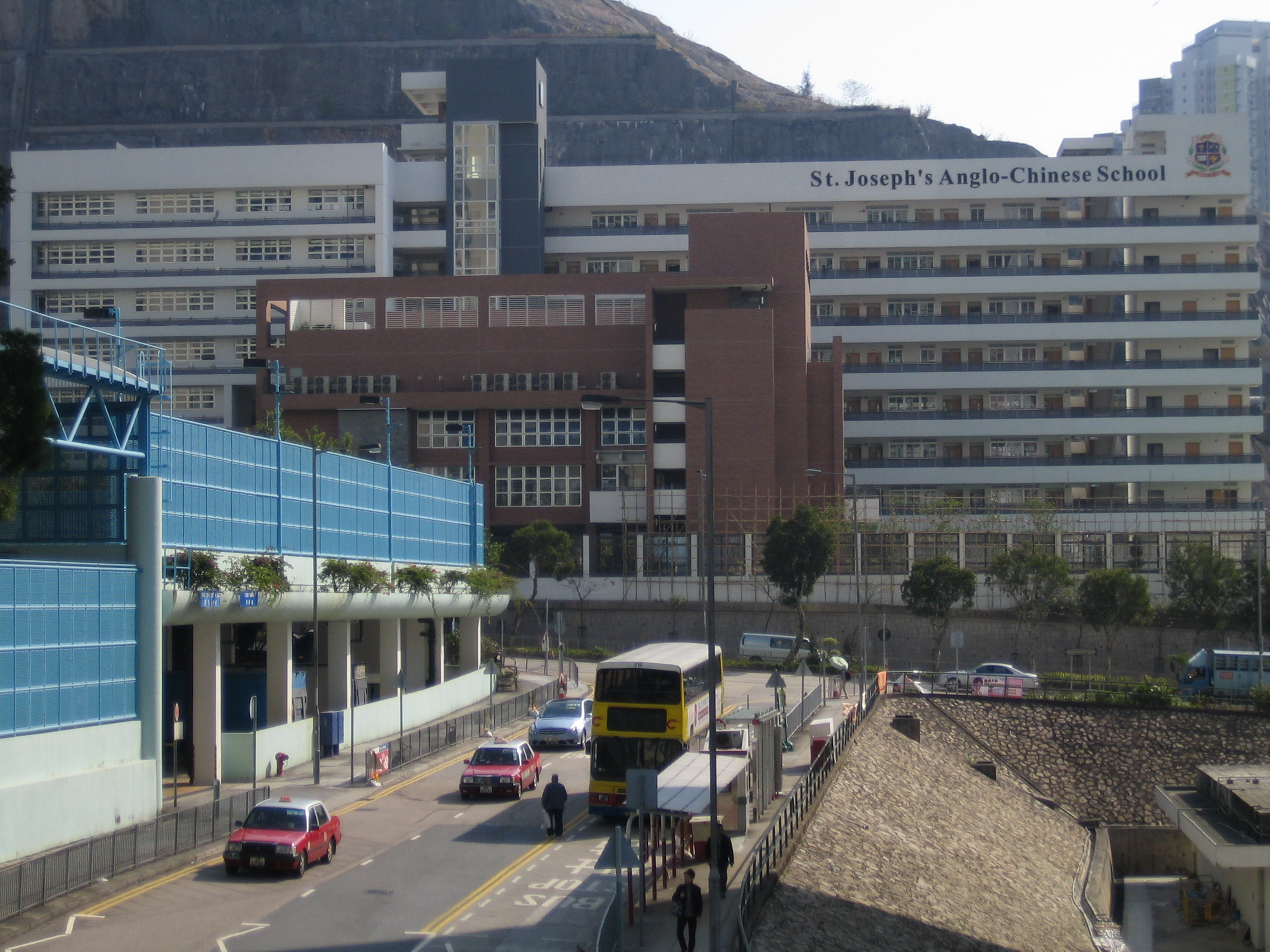
從豐盛街望向校舍
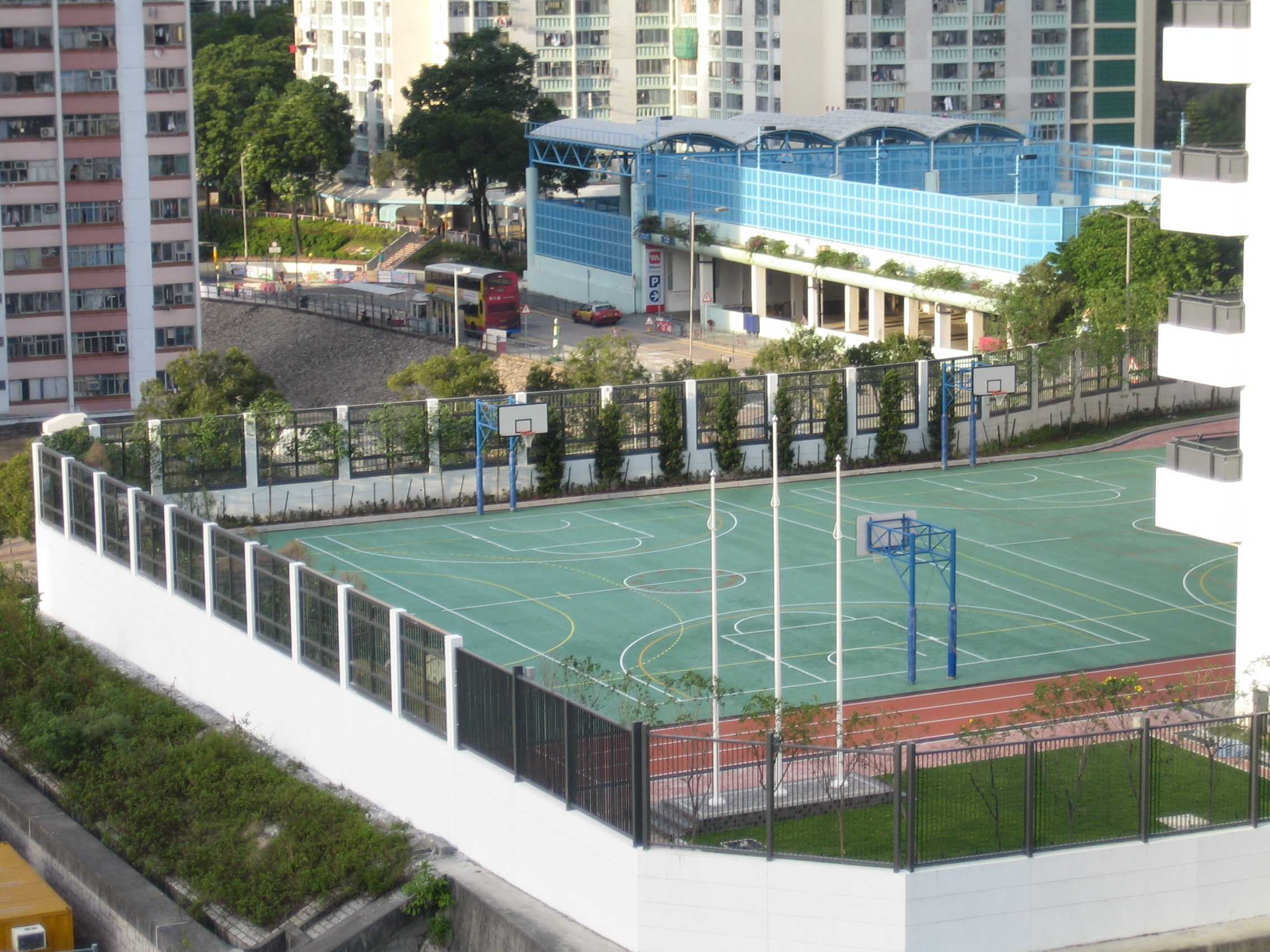
新校舍球場
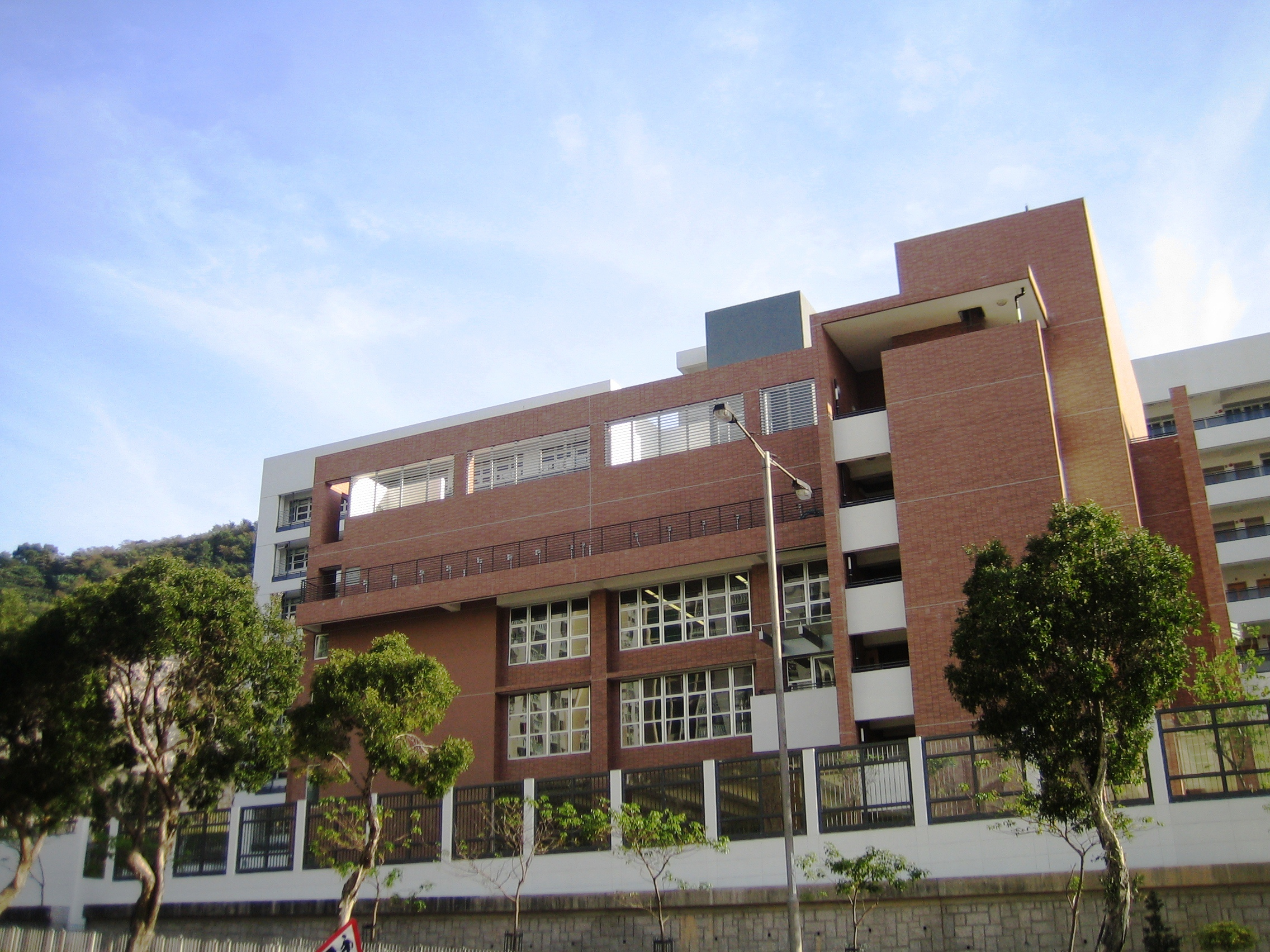
新校舍禮堂
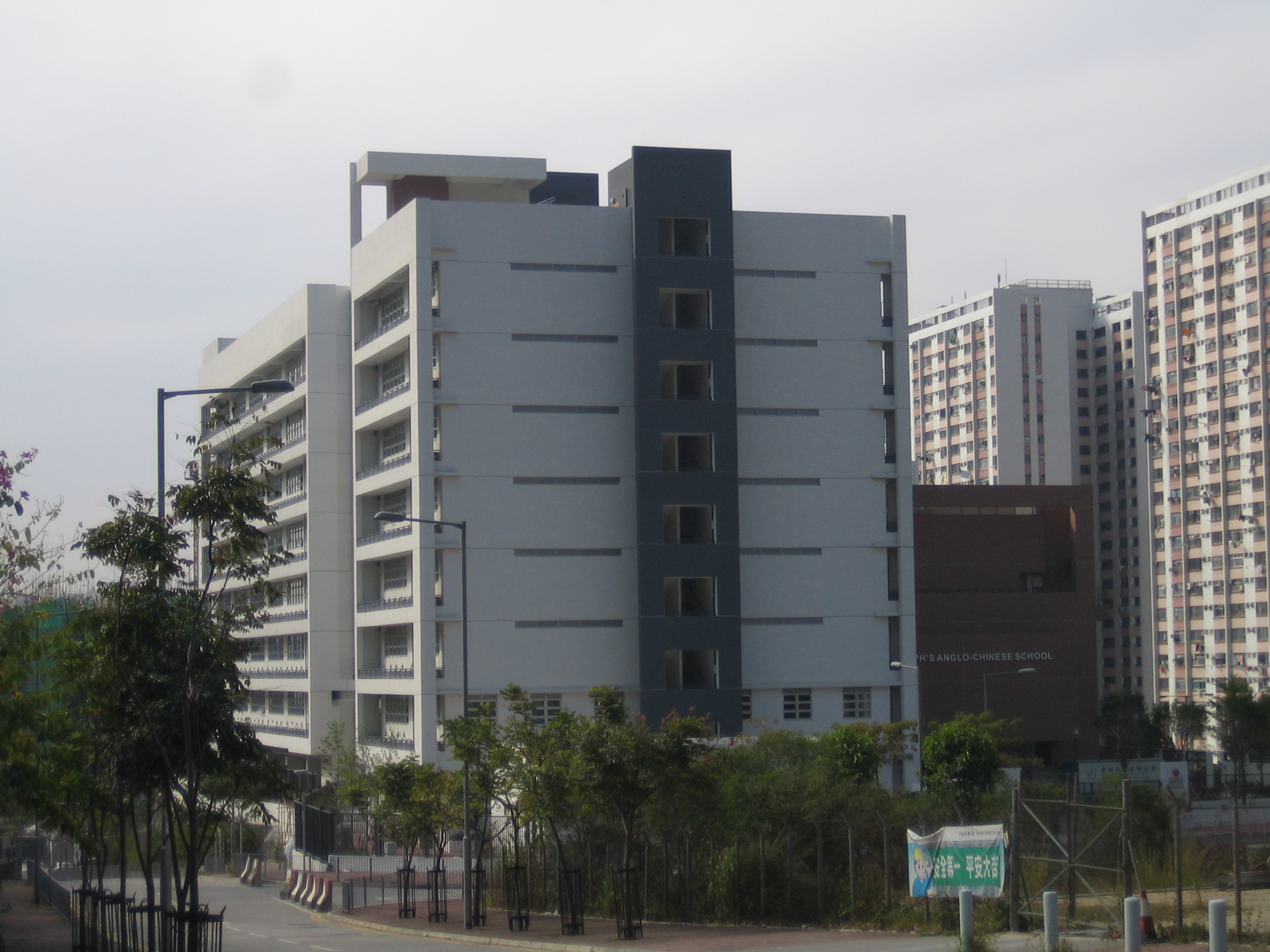
從彩興路望向校舍
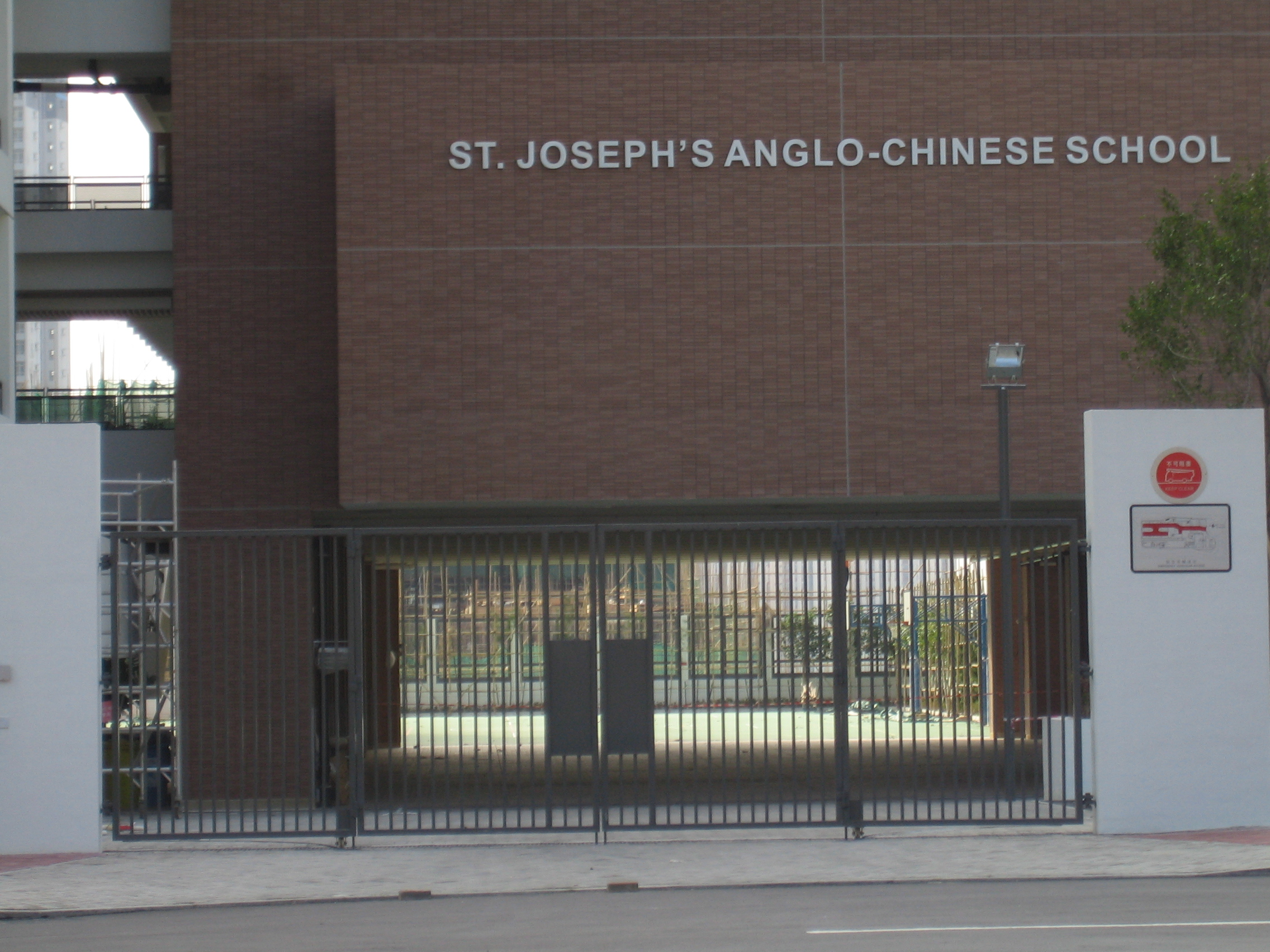
新校舍車用通道

### 觀塘道前校舍

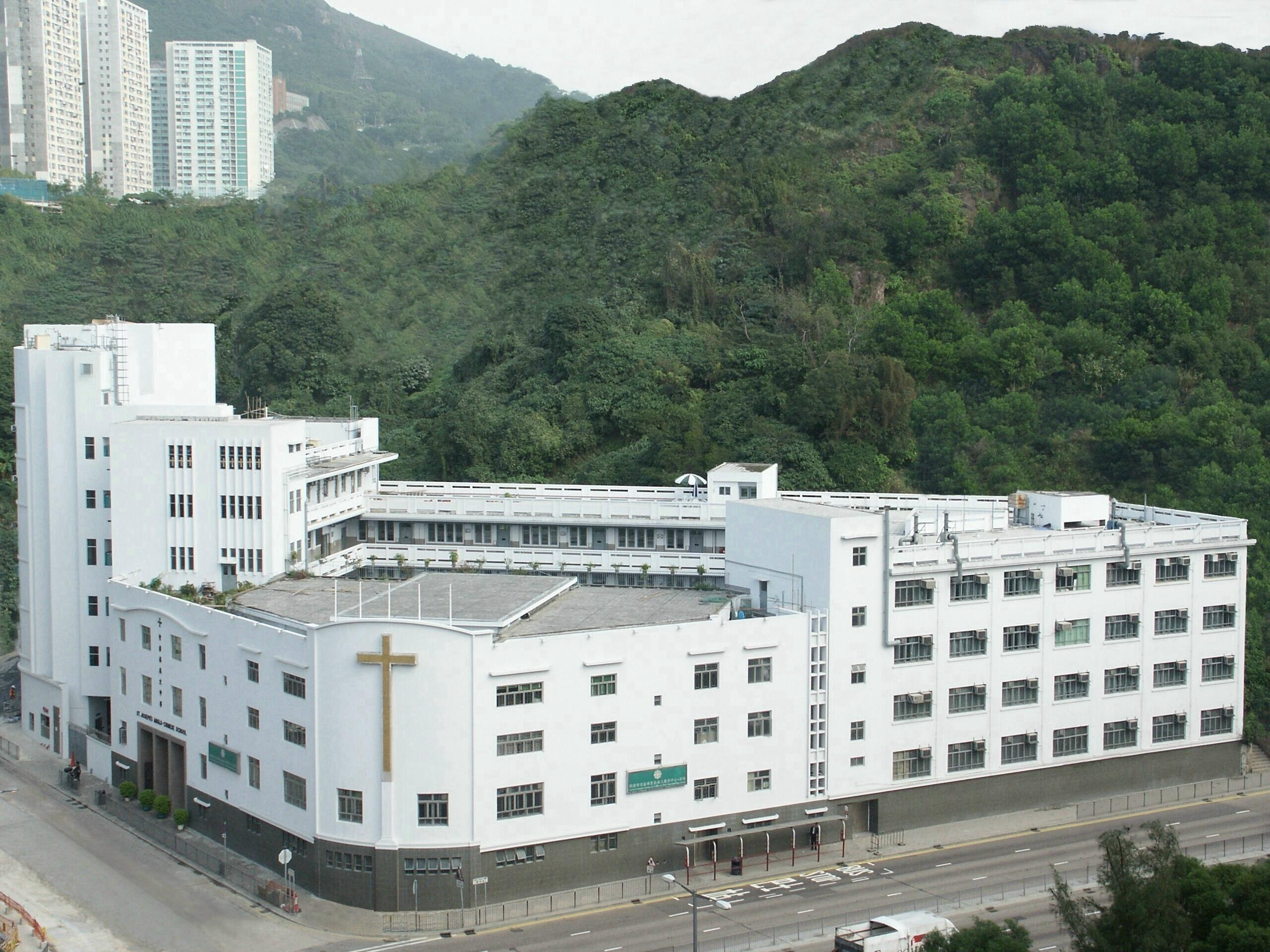
從啟業邨望向前校舍

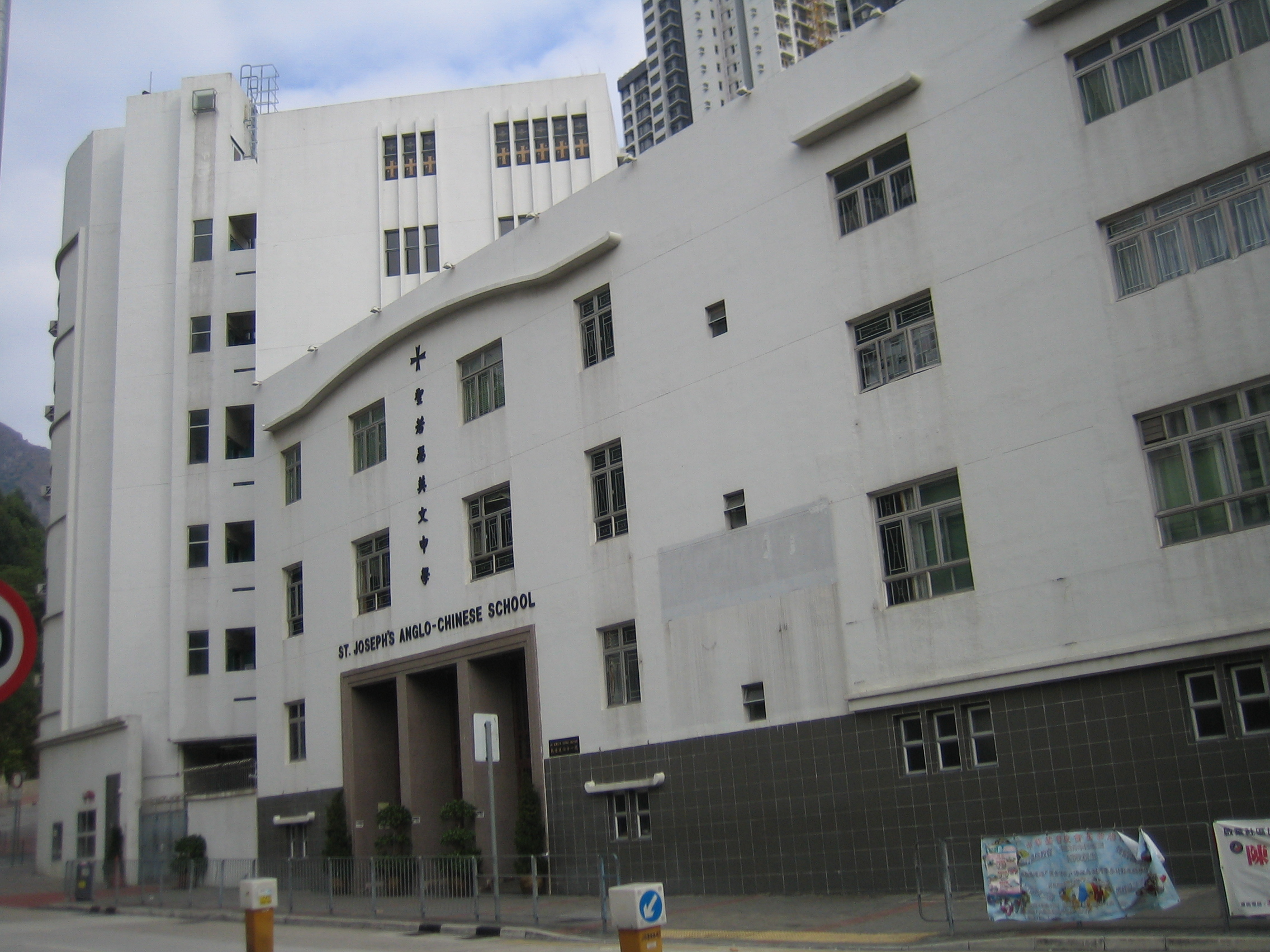
從彩石里望向前校舍

觀塘道前校舍坐落於東九龍觀塘區九龍灣，位於香港九龍觀塘道61號（與彩石里交界）22°19′49″N 114°12′40″E / 22.33028°N 114.21111°E，毗鄰啟業邨、九龍灣、佐敦谷、坪石邨及彩虹邨。
校舍於1967年秋季落成啟用，呈「口」字型，中庭天井部分為操場兼籃球場。連同2001年啟用的北側新翼，面積約2,870平方米。校舍規模以現時標準來看，較香港一般中學為小，只能說為學生提供一個勉強合適的環境學習。樓層方面，舊翼連同頂樓加建的教員室和小聖堂等三層至五層；新翼的則有五層。校舍大部分外牆的下半幅都貼上紙皮石，這雖可使到外牆美觀而又容易清潔，不過以往不少學生因奔跑而撞向牆柱的紙皮石上，導致流血，個別嚴重弄傷的學生需要送院。
校舍舊翼頂樓教員室部分原是創校人孫保祿修士及校監宿舍，屬教區私人地方。於90年代中期因校舍地方不足，教區遂慷慨捐出宿舍地方部分予香港政府（因當時該校已改制為完全津貼，校舍業權應歸於香港政府所有），以改建成現時教員室。
1999年5月2日，時任香港教區助理主教陳日君為前校舍新翼主持奠基禮。2001年4月29日，時任香港教區主教胡振中樞機蒞臨該校主持新翼開幕典禮和祝聖儀式。
由於前校舍建築具有一定特色，建築署在前校舍勘察後表示其結構安全，可用多二、三十年，教育局正計劃在收回前校舍之後的兩年，再就校舍未來用途進行檢討。局方於2008年初步提出在遷校後把前校舍暫時向遷校中的辦學團體作中途校舍，長遠校舍會用作小學校舍用途。
在2008年以後，校方曾在前校舍舉辦幾次小型開放日讓一眾舊生回校緬懷和拍照留念，最後一次開放日為2010年12月5日。此後，該校於2010年12月15日完成最後一個在前校舍進行的上課天（Day VI, Cycle 11, 星期三），在學校聖誕假期前（12月17日，星期五）舉辦前校舍最後一個校內活動－聖誕聯歡會。
2011年1月該校由觀塘道前校舍遷往佐敦谷新校舍，並於同年1月2日在前校舍舉行告別活動，結束了前校舍在聖若瑟英文中學的43年歷史任務。
2018年7月，教育局公佈二零一七年度第五次校舍工作分配結果，坪石天主教小學獲分配使用觀塘道前校舍，校舍的教育使命得以延續。然而，由於舊校舍維修費用過高，而且在技術上不再適宜用作學校，該次校舍分配最後在2020年11月取消。目前，該舊校舍仍然荒廢，曾用作警務處反恐訓練場地，現為衛生署倉庫。政府曾打算將校舍撥作香港考試及評核局的考試及評核中心，但考評中心最終落戶前紅磡官立小學校舍。至於此校舍，長遠政府將保留作「政府、機構或社區用途」。
2023年12月11日，房屋局向立法會提交文件，提出將觀塘道舊校舍改建為簡約公屋。
前校舍內的設施如下：
| - 26個課室 - 5個實驗室 - 1個生物實驗室（209室） - 1個物理實驗室（G08室） - 1個化學實驗室（310室） - 2個綜合科學實驗室（210、309室） - 1個電腦室（M02室） - 1個多媒體中心 - 多媒體學習中心（110A室） - 地理室（M01室，與7A班主場課室共用） - 圖書館（200室） | - 音樂室（300A室） - 社工室（120室） - 學生事務室（二字樓禮堂台上位置） - 英語角（212室） - 視藝室（G07室） - 體育室（地下） - 童軍、紅十字會、交通安全隊3室 - 食物部（地下） - 學生會辦事處（G04A室） - 多用途禮堂（一字樓，設雙層座位） - 1個操場兼籃球場 | - 校務處與校長室（100室） - 工友休息室 - 接待處（地下） - 訓導處（111室） - 2個教員室（4樓） - 教員休息室（520室） - 2個多用途室〔109室，112室－前明愛聖若瑟專業及成人教育中心－夜校辦事處〕 - 五樓小聖堂 - 乒乓球場（地下雨天操場） - 2個羽毛球場分別與小食部和禮堂共用 |

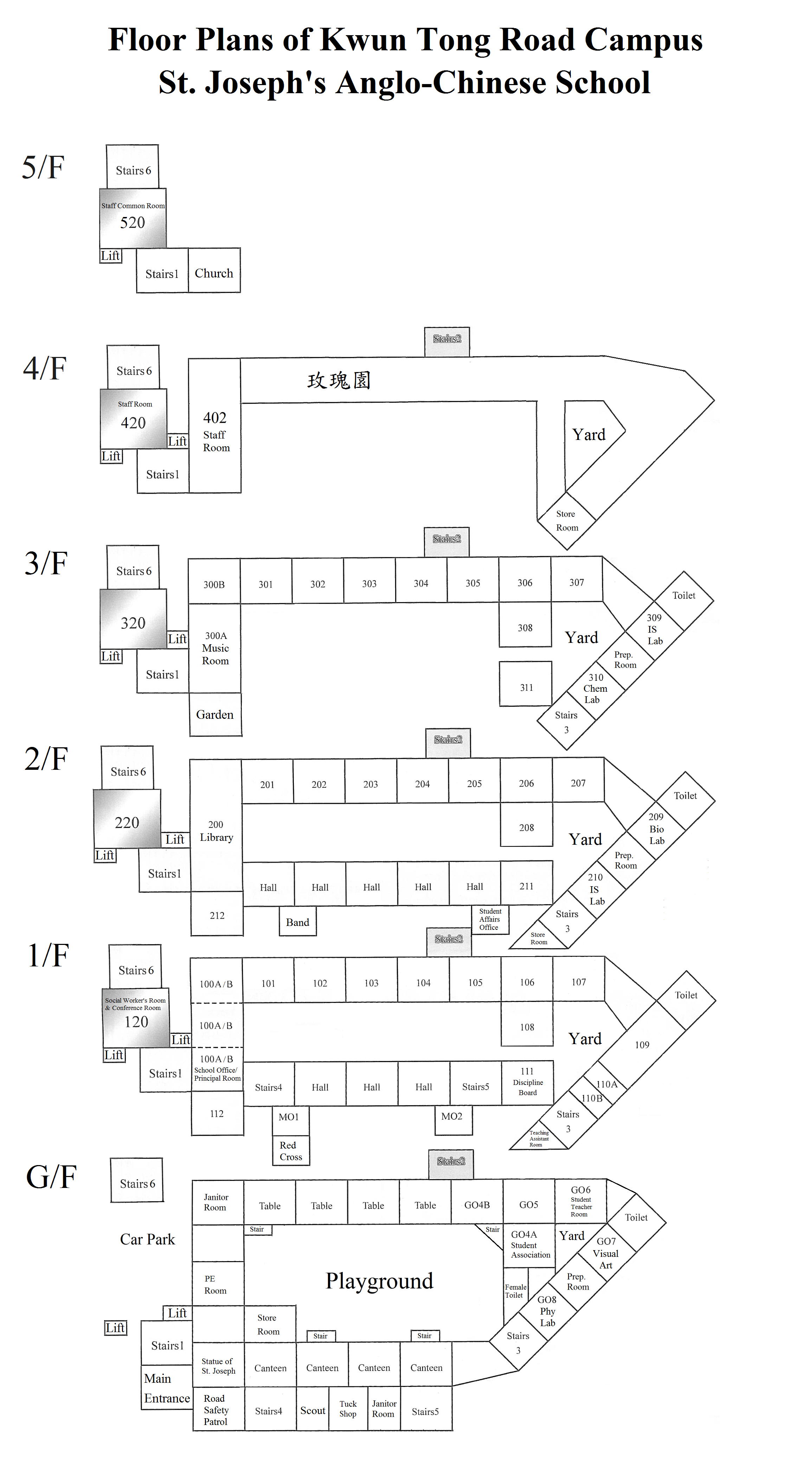
前校舍樓層平面圖

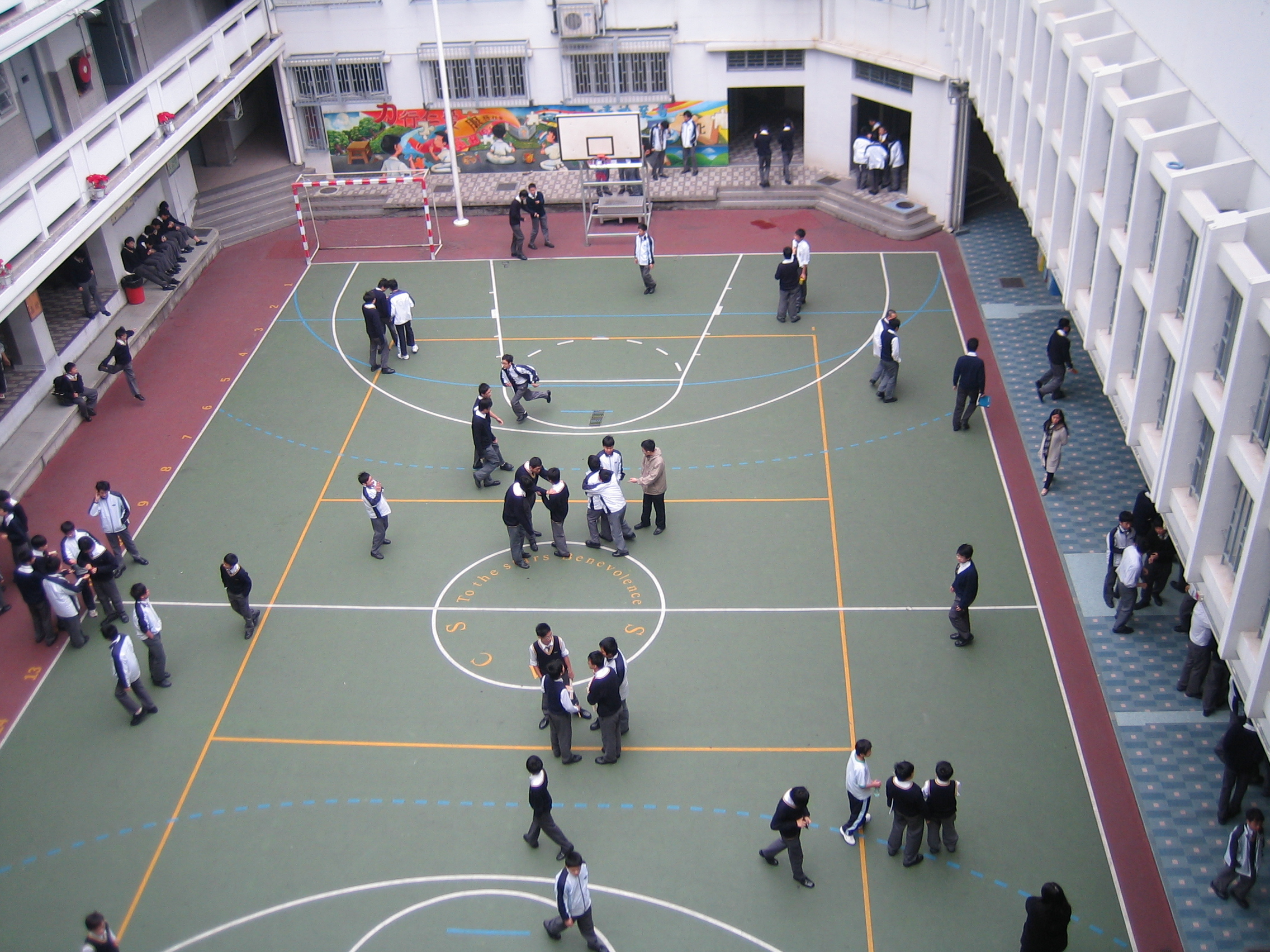
操場
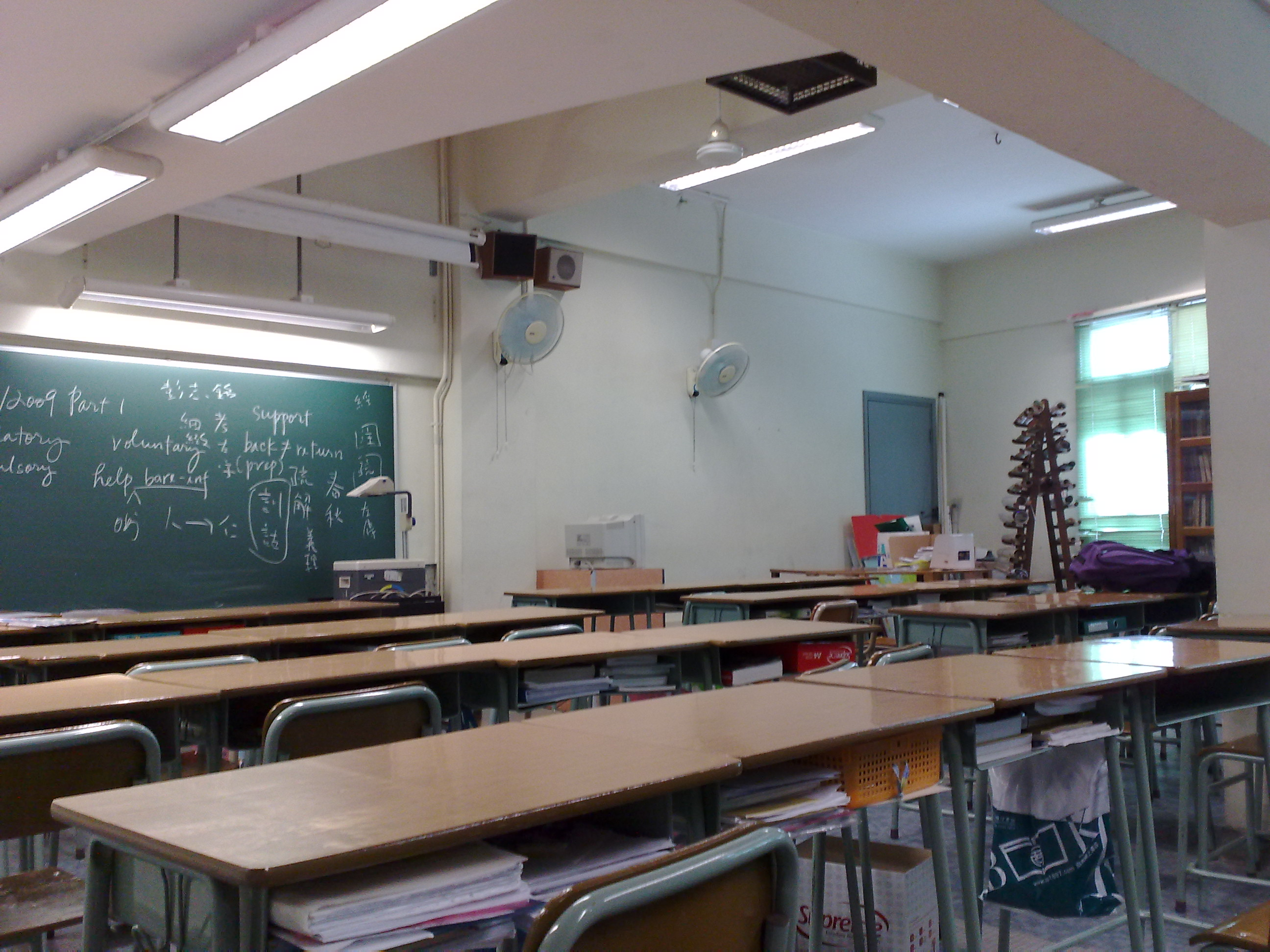
課室
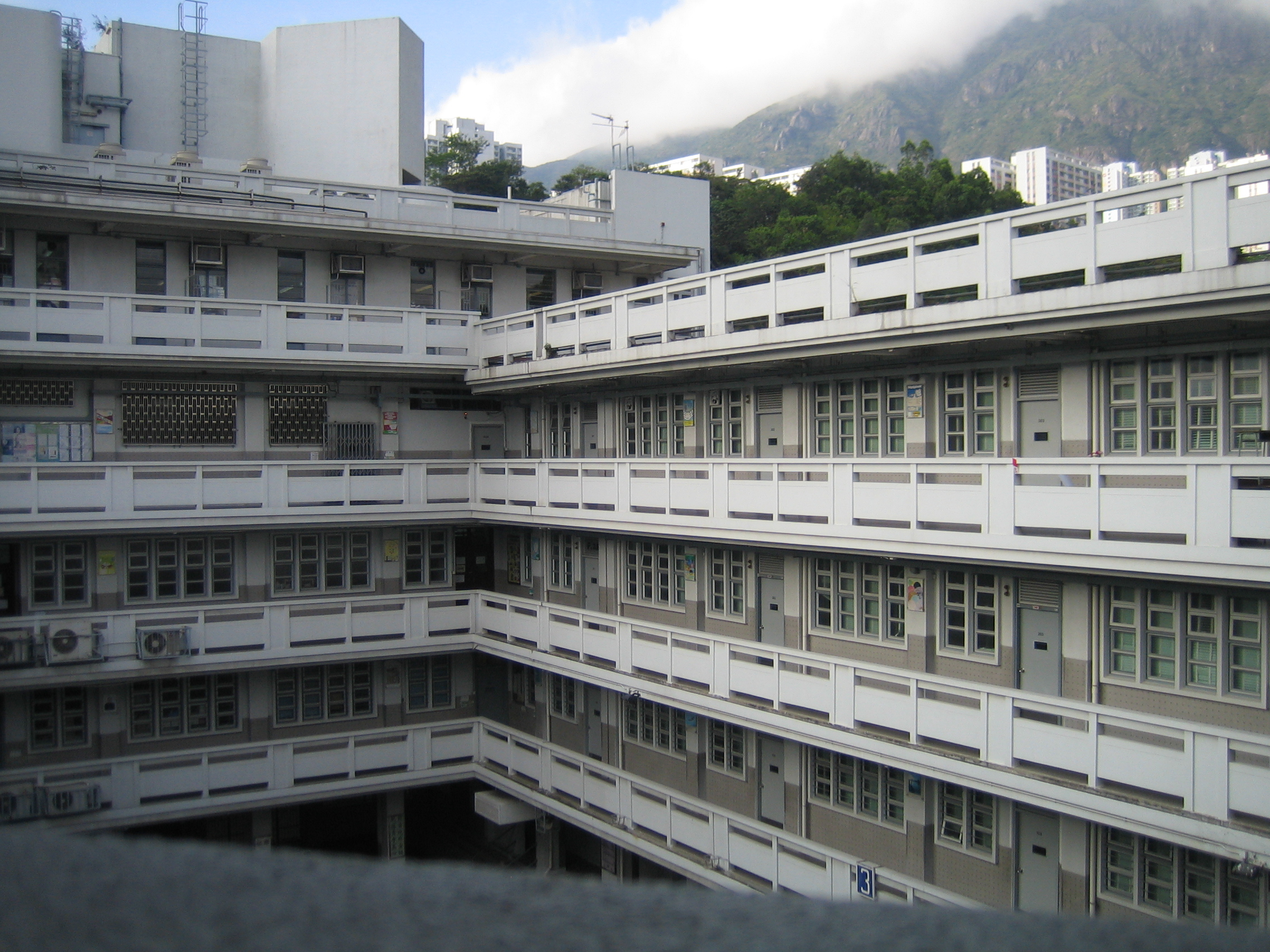
走廊
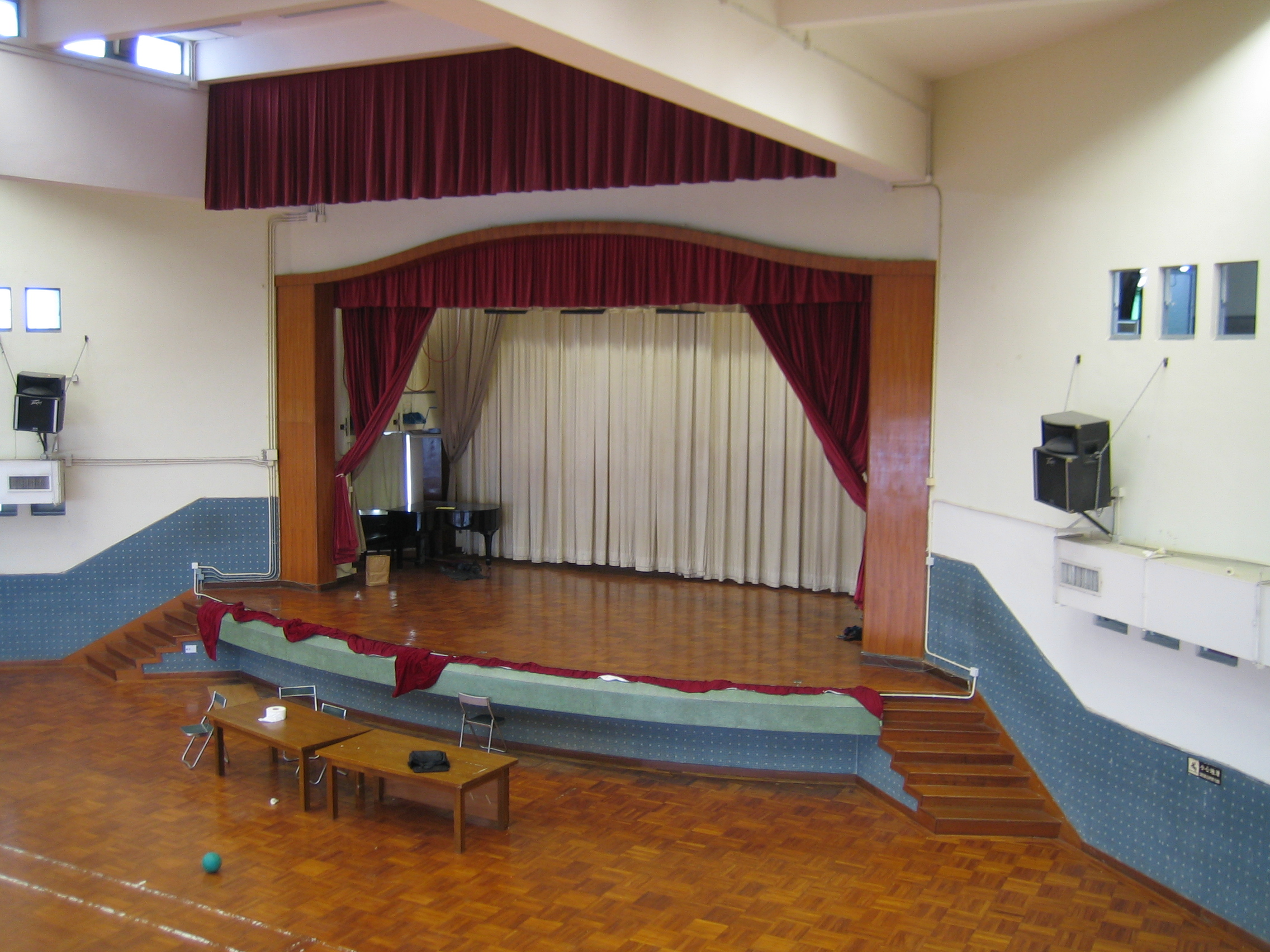
禮堂
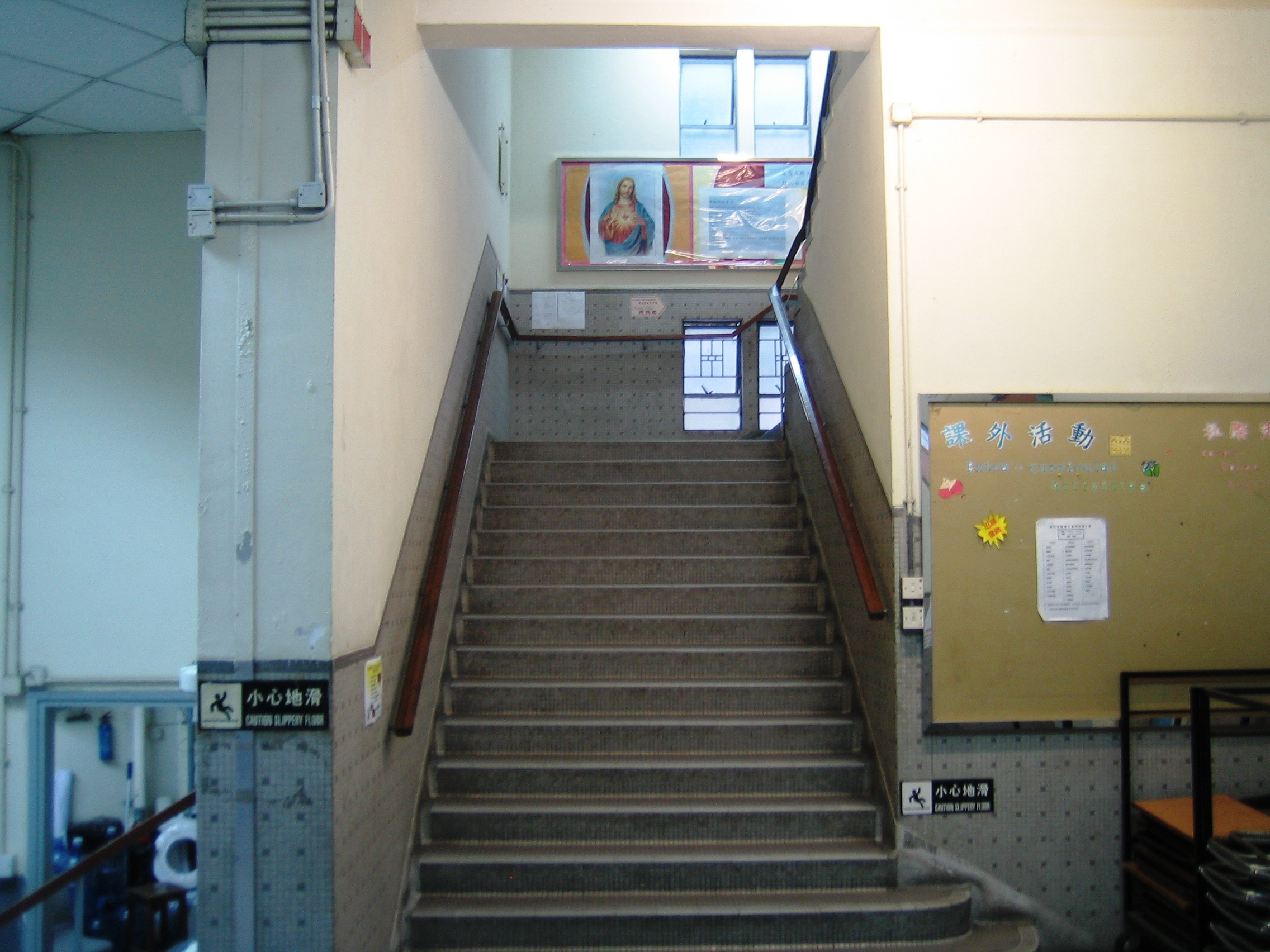
一號樓梯
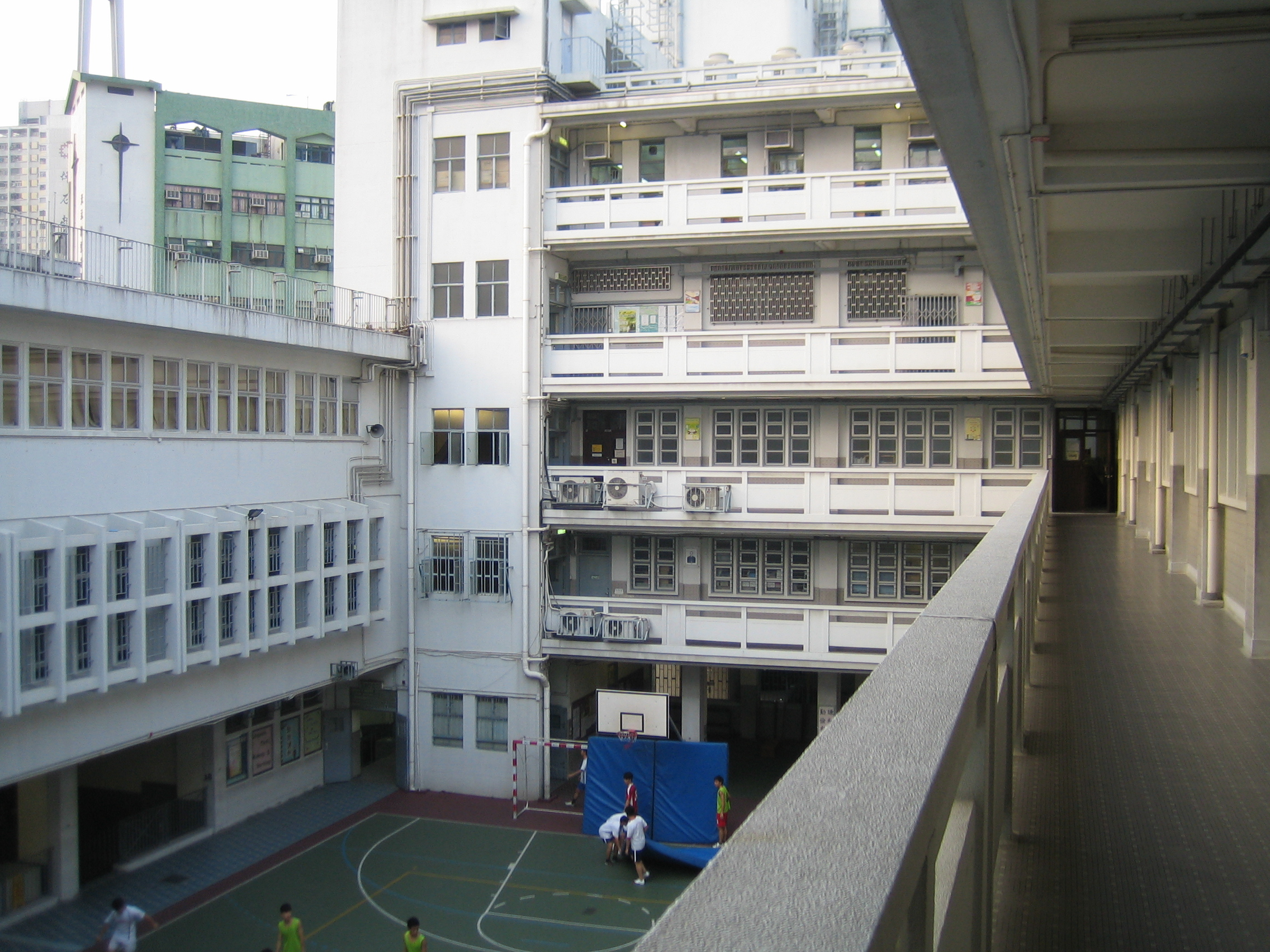
二樓走廊
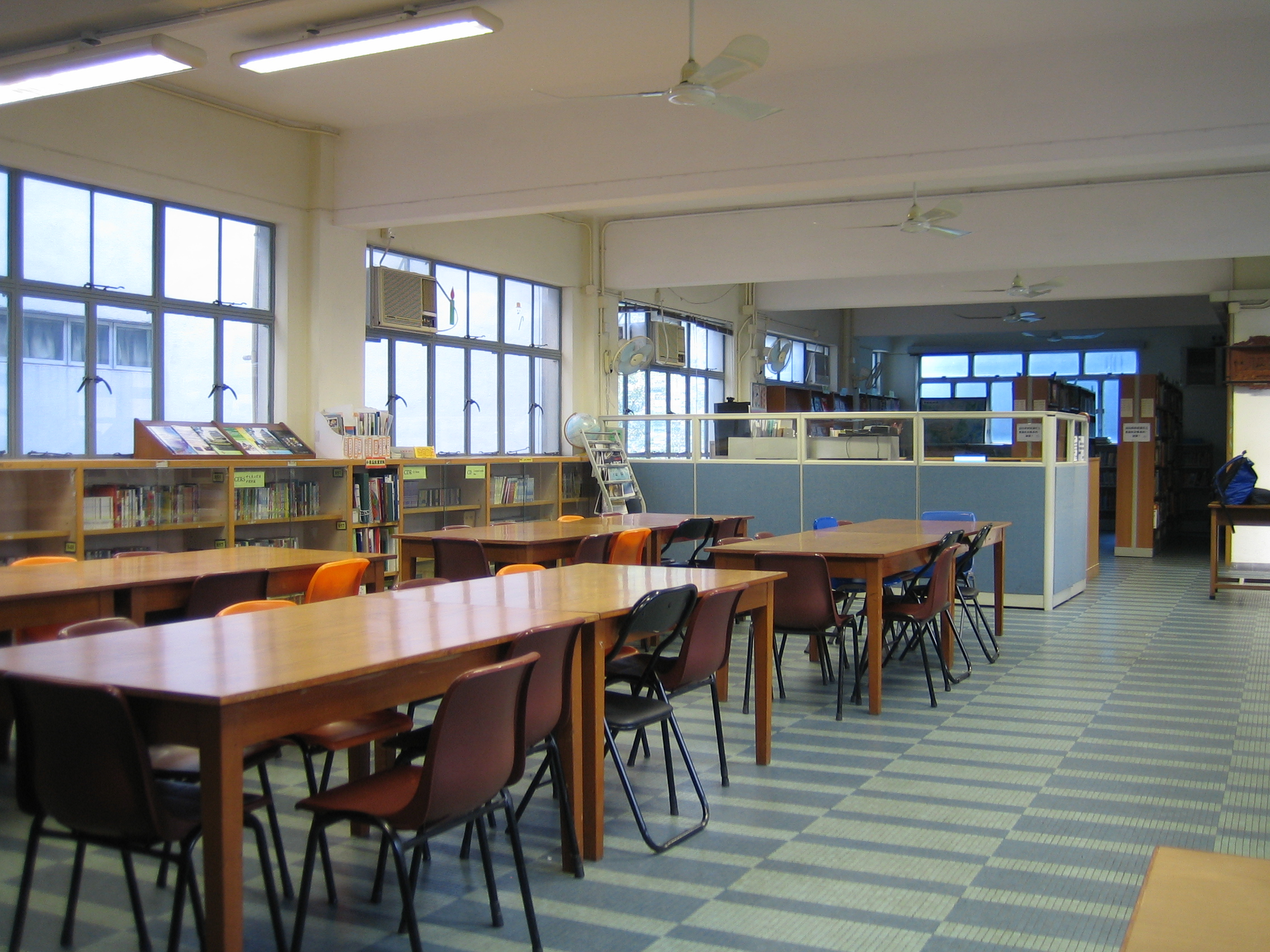
圖書館
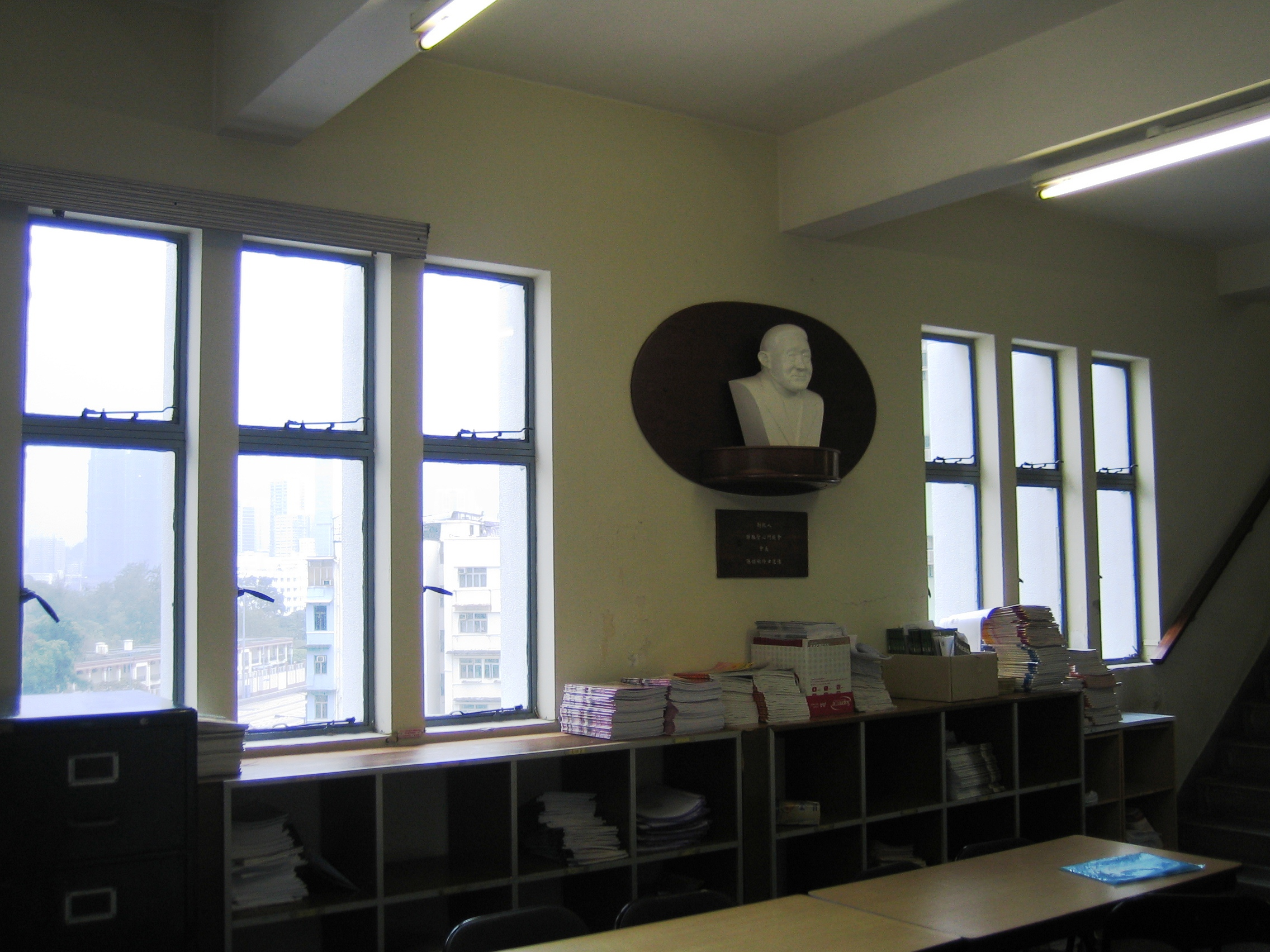
教員室

## 學生會

### 簡史

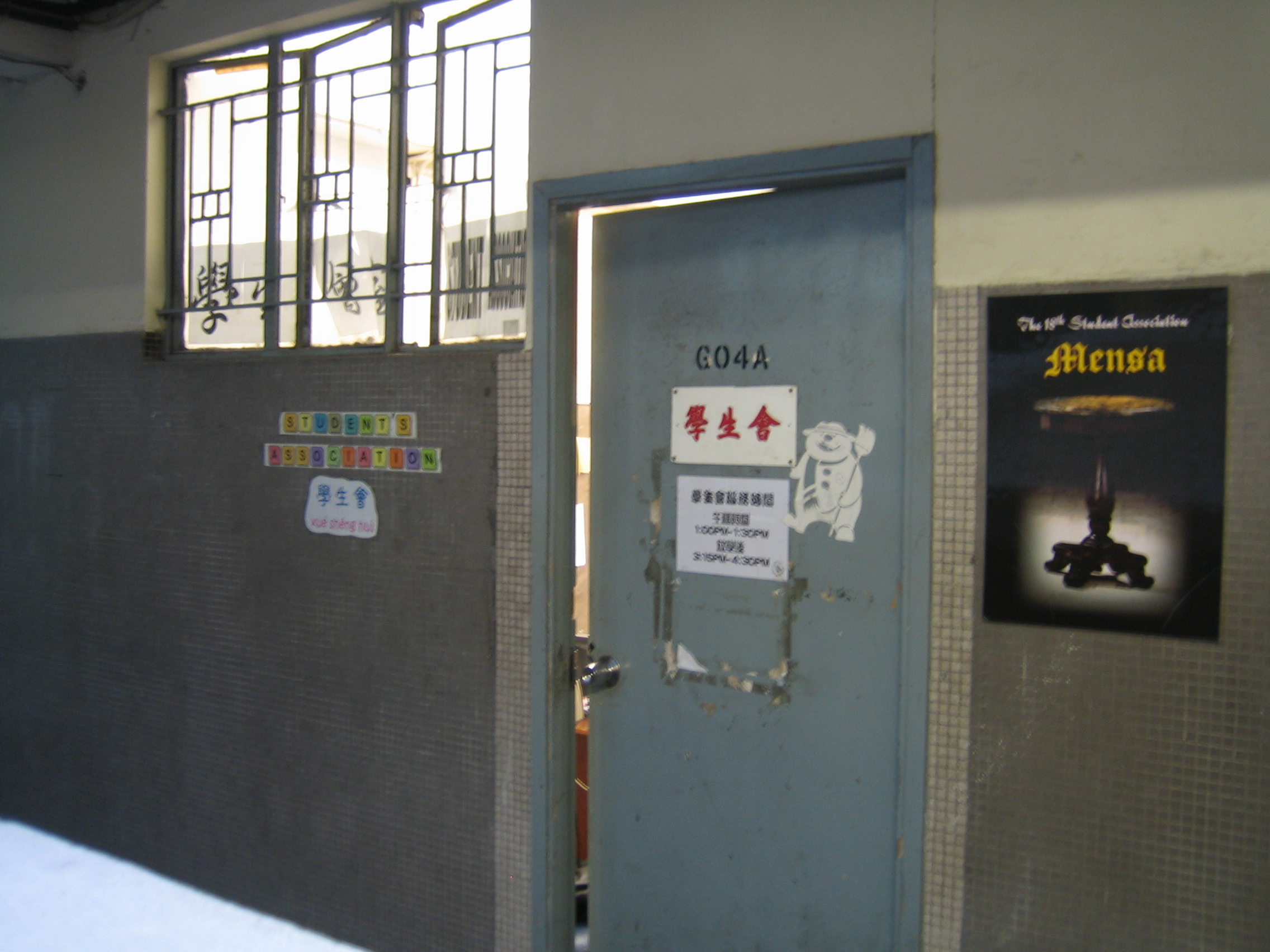
學生會室 - G04A

早於70年代中期，校友何安達就讀中三時曾發起簽名運動，表示有意與一班同學籌組首屆學生會，但校方卻沒有理會。直到1990-91年間，學生再次向校方提議成立學生會。
1992年，第一屆學生會成立。學生會會址最初設於觀塘道前校舍211室，於上課時段為課室用途，於小息、午膳及下課後則有學生會幹事於此當值，負責售賣校簿、校呔等用品，在遷校前已改為G04A室。該校學生會曾為觀塘中學生聯會、學生福利聯盟（2002年至2005年及2010年）等組織的成員。
2008年舉行的第17屆學生會選舉有學生質疑選舉結果，並指出選舉過程出現疑似舞弊情況。

#### 選舉年誌

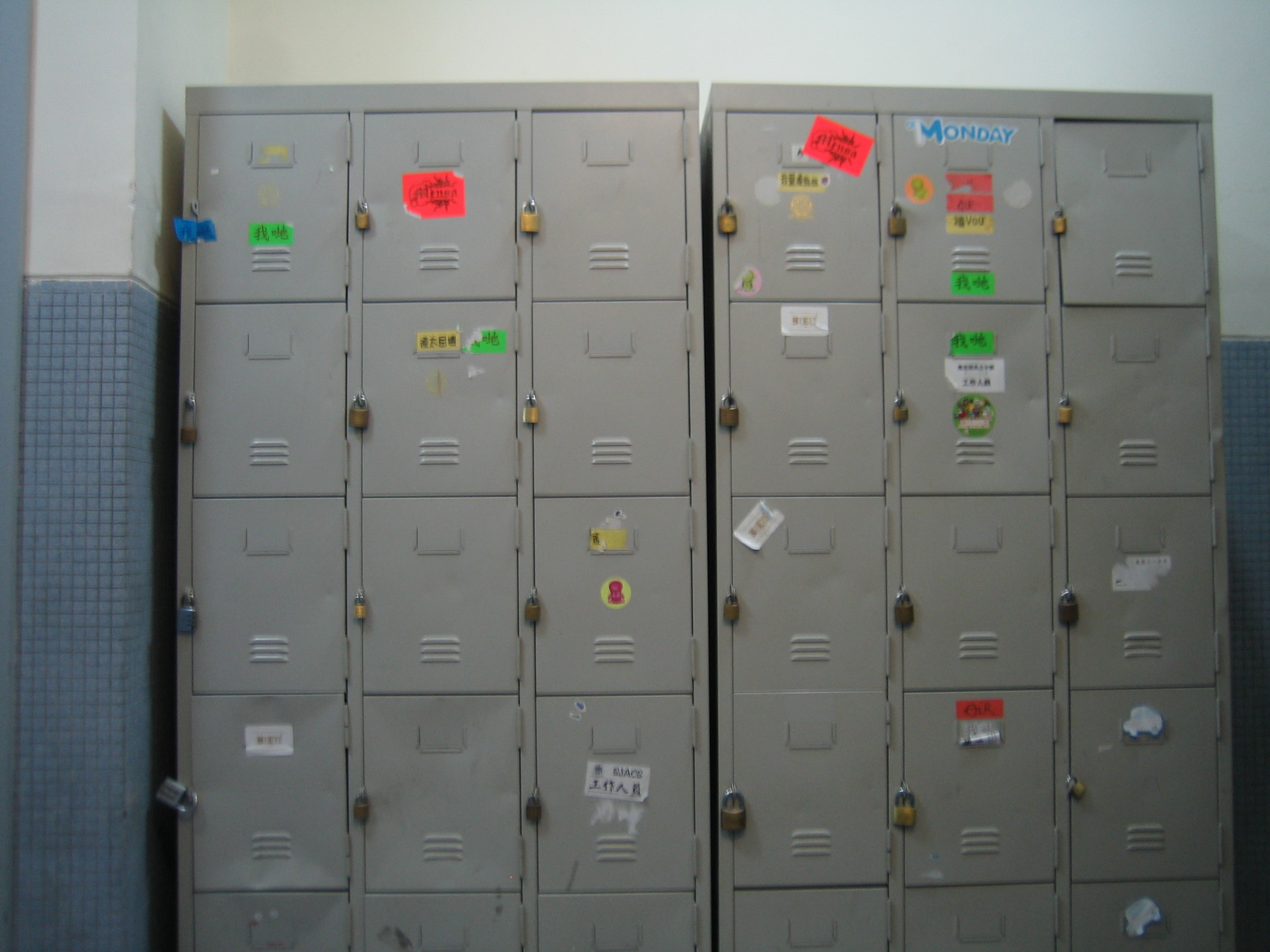
高年級學生都會把學生會競選時所派發的「閣名」貼紙貼上儲物櫃以示支持其候選內閣。

2005年10月舉行的第14屆學生會選舉，候選內閣為「雷雨陽」及「WINGS 翼」，「雷雨陽」以505票支持當選成為該屆學生會。
2007年10月12日舉行的第16屆學生會選舉，候選內閣「AIR」被學生以459票不信任票對440票信任票被否決，依會章須重新舉行補選，成為學生會候選內閣遭否決的先例。11月6日舉行的第16屆學生會選舉補選，由兩組候選內閣「禧You」和「Power2」競逐，後者為一位中六學生為主席及9位中四學生出任閣員所組成。最後，由「禧You」以770票高票當選成為該屆學生會。
2008年10月10日舉行的第17屆學生會選舉，候選內閣「我哋」以507票信任票對492票不信任票及94張廢票當選成為該屆學生會。此後在校內一直有選舉「造馬」（作假）疑雲，因很多同學在選舉後表示投下不信任票。而在千餘名學生的投票中，在信任與不信任票接近下廢票竟近一成多達94張。據當年當選內閣成員了解，該屆選舉是在老師們的協助下，將不信任票變成廢票，原因是以免如上屆般重新舉行補選浪費資源及沒有學生再為該屆成立候選內閣所致。有學生認為這樣形同虛設、黑箱作業的選舉是對選民（學生）一點也不公平。
2009年10月16日舉行的第18屆學生會選舉，候選內閣「Mensa」以811票信任票對204票不信任票當選成為該屆學生會，刷新了最高票數當選的記錄。
2010年10月8日舉行的第19屆學生會選舉，候選內閣分別是「Myth」、「跨時代」及「Nuevo」，「Nuevo」以427票支持當選成為該屆學生會。
2015年9月24日舉行的第24屆學生會選舉，
候選內閣「Musketiers」以452票信任票對275票不信任票及40票廢票當選成為該屆學生會。校長潘永强亦提前向同學宣佈第25屆起內閣選舉方法由「統一投票」改為「自由投票」。
2017年9月22日舉行的第26屆學生會選舉，唯一候選內閣 「承傳」Heritage 以309票信任票對191票不信任票及20票廢票當選成為該屆(60週年鑽禧校慶)學生會，該屆學生會選舉投票率為69%。

#### 歷屆內閣名單
| 閣屆 | 第1屆  | 第2屆   | 第3屆         | 第4屆      | 第5屆  | 第6屆            | 第7屆     | 第8屆    | 第9屆   | 第10屆 |
| ---- | ------ | ------- | ------------- | ---------- | ------ | ---------------- | --------- | -------- | ------- | ------ |
| 閣名 | 驕陽社 | 鼎盛    | 勵進社        | 啟程閣     | 滙誠閣 | 青峰閣           | 穎新社    | 軒正閣   | 傲群閣  | 1137   |
| 閣屆 | 第11屆 | 第12屆  | 第13屆        | 第14屆     | 第15屆 | 第16屆           | 第17屆    | 第18屆   | 第19屆  | 第20屆 |
| 閣名 | Right  | HERO    | Keep In Touch | 雷雨陽     | Echo   | 禧you            | 我哋      | Mensa    | Nuevo   | Via    |
| 閣屆 | 第21屆 | 第22屆  | 第23屆        | 第24屆     | 第25屆 | 第26屆           | 第27屆    | 第28屆   | 第29屆  | 第30屆 |
| 閣名 | SuperB | Polaris | Era           | Musketiers | Praxis | 「承傳」Heritage | Gladiolus | Concerto | Sparkle | EPOCH  |
| 閣屆 | 第31屆 | 第32屆  | 第33屆        | 第34屆     | 第35屆 | 第36屆           | 第37屆    | 第38屆   | 第39屆  | 第40屆 |
| 閣名 | syzygy | enigma  | invictus      |            |        |                  |           |          |         |        |

### 會章
《聖若瑟英文中學學生會會章》 初版於1992年11月3日正式生效，2005年9月7日作第二版的修訂，2009年10月16日作第三版的修訂，並在週年會員大會上通過。學生會會章已對會員資格、組織架構、選舉方式等作出適當指引，所有會員需要遵守。
在2005年的修憲後，四個學社的社長亦為幹事會的當然成員。但在2009年的修憲後，四個學社的社長不再是幹事會的當然成員，以及在334新學制下的中五學生可以擔當學生會會長。

#### 組織架構
根據學生會的會章，全校學生是學生會的當然會員。學生會選舉採用內閣制，全校學生普選產生，而會長必須為舊學制中六預科生及334新學制中五高中生，其他幹事則包括內外務副主席、內外務秘書、兩名司庫、總編輯、公共關係秘書、總務秘書。
學生會亦設有顧問委員會，由校方委任老師出任委員，負責監察學生會的事務與運作，該委員會亦有權列席學生會會議。

#### 選舉方式
學生會選舉採用多數制的模式，假若只有一個候選內閣同額競選，則必須進行信任投票，信任票過半數始能當選。週年會員大會會在選舉當日同時舉行，屆時卸任學生會將向全校學生交代一年來的工作成果，如有任何表決，如修改憲章等程序，將由全體學生舉手表決，由當日負責主持的老師審核是否通過。歷年來，學生都對於選舉過程中違反民主選舉原則的措施表示不滿，例如以學號記名投票進行、不設立獨立的圈票區等，導致以往有當選內閣曾根據選票上的學號向投該內閣一票的學生免費派發飲品「謝票」。對於上述違反民主選舉原則的措施，校方則表示此乃便於行政安排。
候選內閣一般會透過洗班派發政綱、免費西瓜波、袖珍時間表及紀念品等，也會在學校多人流的地點親身派發政綱，以爭取學生支持。在選舉前夕也會在校內操場及樓上走廊外牆懸掛印有「閣名」或口號的大型海報或橫額。在遷校前，選舉當日侯選內閣及助選團都會在早會開始前從觀塘道前校舍校門聖若瑟像至校外的彩石里行人路上列隊吶喊，並會使用大鼓等以壯聲勢。近年，隨著互聯網及社交網站的普及，侯選內閣都會透過架設網站或在Facebook設立群組作宣傳。
至於選舉經費上限是$1,500，由校方補貼，防止學生在宣傳上過度耗費資金。每年學生會選舉前夕學生會都會在禮堂舉行會員答辯大會，候選內閣需接受師生及對手的質詢。

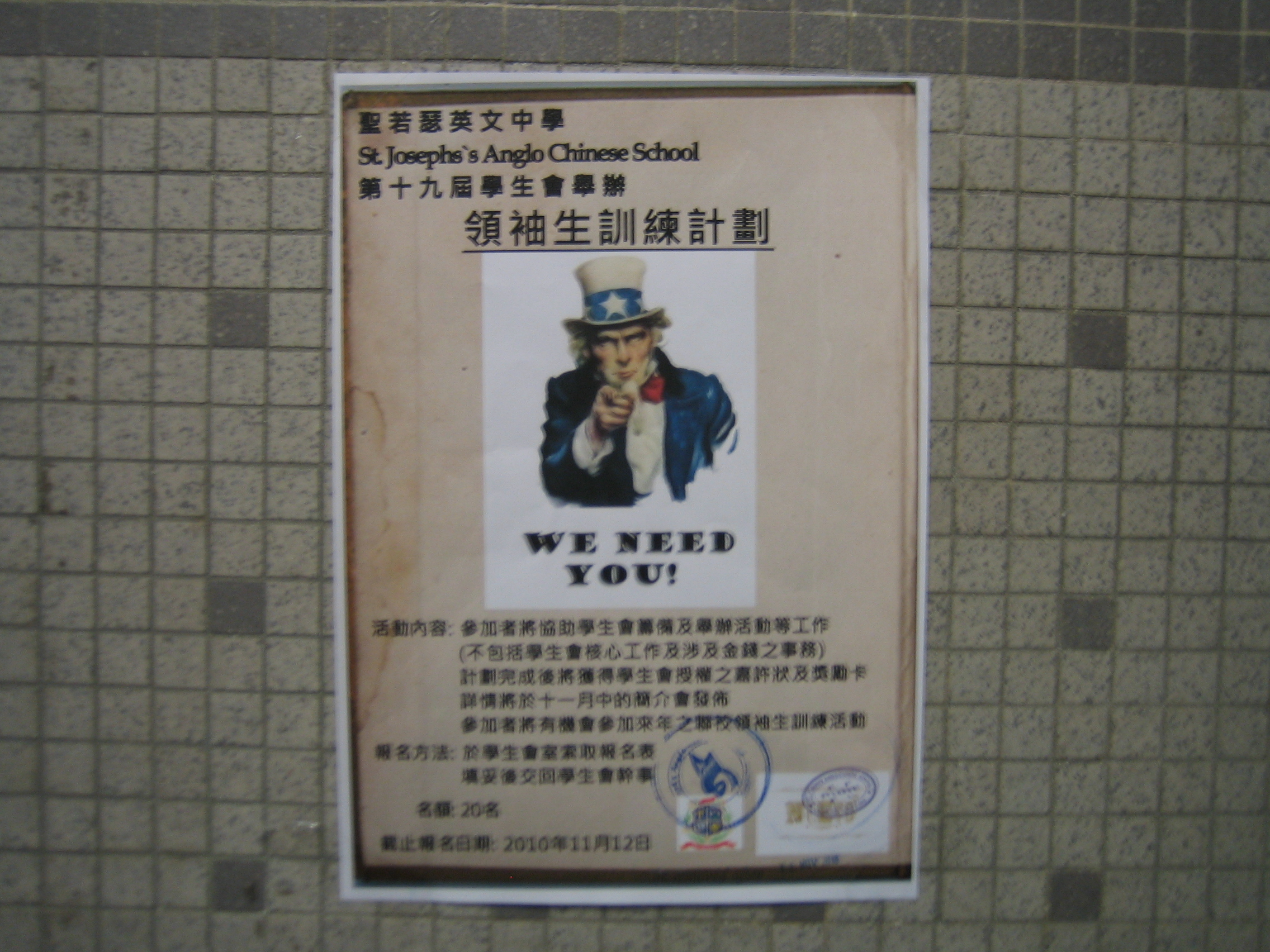
學生會舉辦不同的活動時用作宣傳的海報

### 主要功能

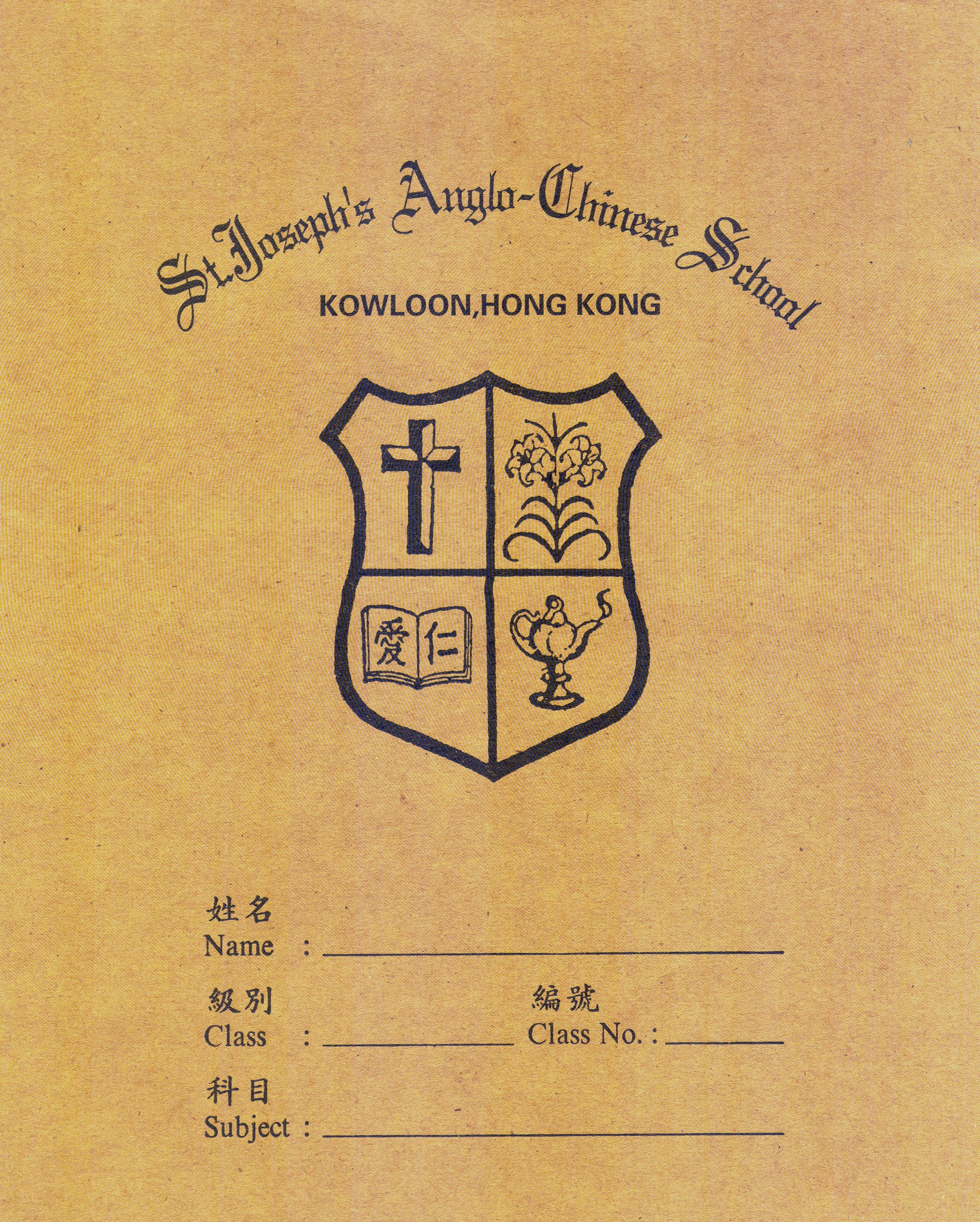
學生會所售賣的校簿

學生會每年會舉辦不同活動讓學生參加，曾舉辦活動包括：
1. 校慶、聖誕表演活動
2. 班際5人、社際、師生足球比賽
3. 班際籃球比賽
4. 公益金便服日
5. 黑版塗鴉比賽
6. Weakest Link
7. 大富翁比賽
8. 聯校英文口語練習
9. 聯校聖誕舞會
10. 聯校及校內歌唱比賽
11. 各類型遊戲機的Winning Eleven、高達比賽
12. 迷你四驅車比賽 (97－98學年度)
13. 年宵攤位[127]
14. 社制閃避球
15. 聯校City Tracing
16. 三人籃球比賽

同時學生會亦會售賣西瓜波（紅白相間塑膠足球）、白飯魚、校簿、文具；除售賣服務外也會提供舊書義賣（第11屆迄今）、漫畫租借（第9屆迄今）及聯校模擬試卷交換等服務。過往亦有提供影印服務，但因校方拒絕而停辦多年。據了解，第18屆當選內閣「Mensa」曾以殘舊為理由把一些陳年漫畫（例︰足球小將等）棄掉，此舉惹起部分「漫畫迷」學生不滿。此外，學生會編輯委員會負責出版每年兩期的校報－《睿思》。

## 校友組織
該校首個校友組織是於1965年成立的聖若瑟英文學校舊生會（The Old Boys' Association of SJACS），負責建立舊生網絡及舉辦聯誼活動。這個組織其後被1991年成立至今的聖若瑟英文中學校友會（The Josephian Association）所取代，並得到該校官方認可。
此外，一些移居海外（例：加拿大）的校友也在當地成立校友組織，例如於1996年7月成立的溫哥華九龍聖若瑟同學會（SJACS Alumni Vancouver）及在多倫多成立的SJACS Ontario Alumni Association in Toronto。

## 出版刊物

校報《睿思》

該校每年主要出版校報《睿思》及文集《賢思集》。

### 《睿思》
《睿思》是由該校學生會編輯委員會負責出版的校報，每年出版一至兩期。校報原本只是一份壁報，於1994年由第三屆學生會創辦。該屆學生會於同年曾舉辦校報命名比賽，最後由94－95學年度中六乙班其中一位同學（李卓傑，現任職矯形專科牙醫）提供的名字「睿思」獲勝，並由時任校長陳江潮頒發書券作獎品。校報以往採用黑白印刷，於2008年11月號首次採用彩色印刷。校報出版月份通常為4月至5月及10月至11月。
校報頁數約八至十多頁，內容包括學生會工作報告、主席與編者的話、師生專訪、活動新聞、師生撰文、活動花絮與隨影等。校報間中也會刊登由學生會所做的問卷調查結果及學生會設計的紙版遊戲，遊戲可讓學生樂在其中。
第十八屆(2009-2010)學生會-Mensa將該校報增量1000%至80頁，創下紀錄。

### 《賢思集》
自2000年起，該校中文學會每學年都會出版文集－《賢思集》。文集採用釘裝、彩色印刷，每年春季出版。文集頁數約四十多頁，內容包括編者的話、師生文集等，間中也會刊登標語比賽得獎作品。
文集內的學生文章約30篇，都是各年級中文科的習作題目，由中文科老師在每個習作題目上挑選幾篇上品文章，在文集顧問老師協助下由中文學會會員編寫文集，部分文章也會刊登老師評語。每年文集都會有幾篇老師作品，而部分老師在文章使用筆名，學生都會在文集出版後猜想作者的真正身份。

## 校服及指定服飾
- 校服
  - 夏天—白色短袖襯衫（袋口須縫上彩色校徽布章，昔日的校徽布章是樸素的黃藍雙色）；白色長褲；皮帶
  - 冬天—白色長袖襯衫（袋口須縫上彩色校徽布章，昔日的校徽布章是樸素的黃藍雙色）；灰色長褲；校呔；皮帶

- 校呔

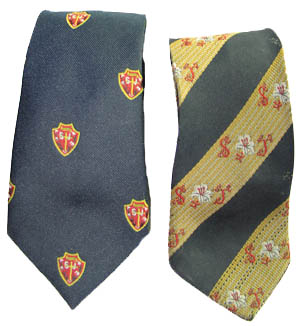
聖若瑟英文中學校呔(右)及高年級校呔（左）

  - 設計與直屬小學類似，為金、藍兩色斜條紋，金色條紋綉上白合花及「SJ」字樣。
  - 舊生會分別設計兩款以藍色與棗紅色，綉有「SJ」盾徵圖案，供中五及中七畢業生購買作為紀念品。後來，由於部分畢業生留校升讀預科，校方亦容許他們配帶該款領帶，此俗成慣例造成中六班學生的領帶未為統一。後來有家長認為領帶二分不當，校方因此接納建議，以藍色的舊生會領帶作為高年級學生配帶的指定領帶，部分學生、舊生深表惋惜，認為此舉令學校失去特色，失去傳統。
- 體育制服
  - 1996年以前，夏天體育制服為印有校徽的汗衣（背心），冬天則為印有校徽的白色運動夾克。
  - 1996年起，根據學生所屬學社的代表顏色（紅、黃、藍、綠）穿著指定的體育上衣，四社體育制服均印有黑白校徽。
  - 校內不少運動隊各自設計其指定運動服，作為參與校外比賽的指定服裝。
- 校褸、冷衫
  - 學校規定在冬季時同學必須穿著校褸，否則便被糾察記名。校褸的百合花位置須繡金及白色，昔日的校徽綉章的百合花部份是綠色，袋口須縫上校徽綉章。
  - 2005年，學生會曾向校方爭取希望以冷衫替代校褸，校方應允，但要求冷衫必須有學校名字以作辨識。然而製作冷衫卻因學生會內閣「Keep In Touch」換屆而交給下一屆內閣「雷雨陽」製作，而校方又對於學生會設計的冷衫又有微言。此後學校沒有撤銷冬季時同學必須穿著校褸的規定（現已撤銷），而穿著冷衫，又要求有學校的名字，形成今天既要學生穿冠名的冷衫，又要求學生冬季時穿著校褸。現時，學生都會穿著校方在2007至2008年的發行的一套較實用的運動風褸取代，2016年度再由新設計校褸取代。
  - 2015年，學校製作了新一款校褸，一套全黑色的校褸，可分拆成兩件外套，上面印有於「2015年度手冊封面及校褸文字選舉」得票最多的「白色」、「垂直」、文字為的「聖若瑟」。但學生都說校褸像「垃圾袋」，令大部份人都未有購買。
  - 在2016年，一名學生因不滿校褸而在早上在潘永强校長面前把校褸扔掉，事後，該學生被校長帶到校長室45分鐘。
- 風褸
  - 學生會曾於1997年發行一款紅白藍三色運動風褸（夾克），胸前印有「Josephian」字樣。此運動風褸雖然受到不少同學的喜愛，但校方及後明確界定此服裝不可代替正式校服。
  - 此後，校方曾發行一套藍黑色的運動風褸，亦印有「Josephian」字樣，成為冬季運動服的一部分。
  - 2000年代初期校方曾發行一套藍白黑色的運動風褸，前方印有「SJACS」，背面印上英文校名，然而這套風褸既不透風，又不保暖，布料容易破損；直至校方在2007至2008年發行的一套藍灰間白色的運動風褸才有改善，前方印有「SJACS」，背面印上英文校名，風褸可分拆成兩件外套，方便所需。
  - 藍灰間白色的運動風褸於2016年度改為「運動制服類」，除穿著體育服外，不可穿著風褸，由新校褸取代 ，引至部份學生感到不滿。
- 鞋
  - 除體育課外，學生需要穿着結帶的黑色皮鞋回校上課，穿著整齊冬季體育制服回校者除外。
  - 體育鞋於2015年前可以穿任何顏色。
  - 2016年度起，有文明規定體育鞋須要有大部分是白色，但大部分學生上體育課時亦依舊穿著有其他顏色的運動鞋。

## 課外活動
該校設有五十多個學會組織，其中包括四個制服團體。該校設有制服團體，表現突出，經常代表學校參與比賽及社區工作，並與學校協辦每年一度的中一新生暑期銜接班步操訓練及年度陸運會閉幕典禮。當中包括：
- 香港交通安全隊(學校隊伍)東九龍總區第二十二隊(KE22)：於1969年成立，現由梁威林隊監及陳志明副隊監負責管理。
- 香港童軍總會第200旅：於1968年成立，現由陳志明旅長及盧志剛團長負責管理。
- 香港紅十字會青年團觀塘西區第十九團(YU19)：於1967年成立，現由潘永强團長及曹詠嫻助理團長負責管理。
- 香港禁毒青年團(已解散)

該校的制服團體設有隊伍房間，供隊員或團員操練後或休息時段時進入。
該校於每個上課週的星期五第九及第十節課堂設課外活動節，課堂分為A組活動及B組活動。

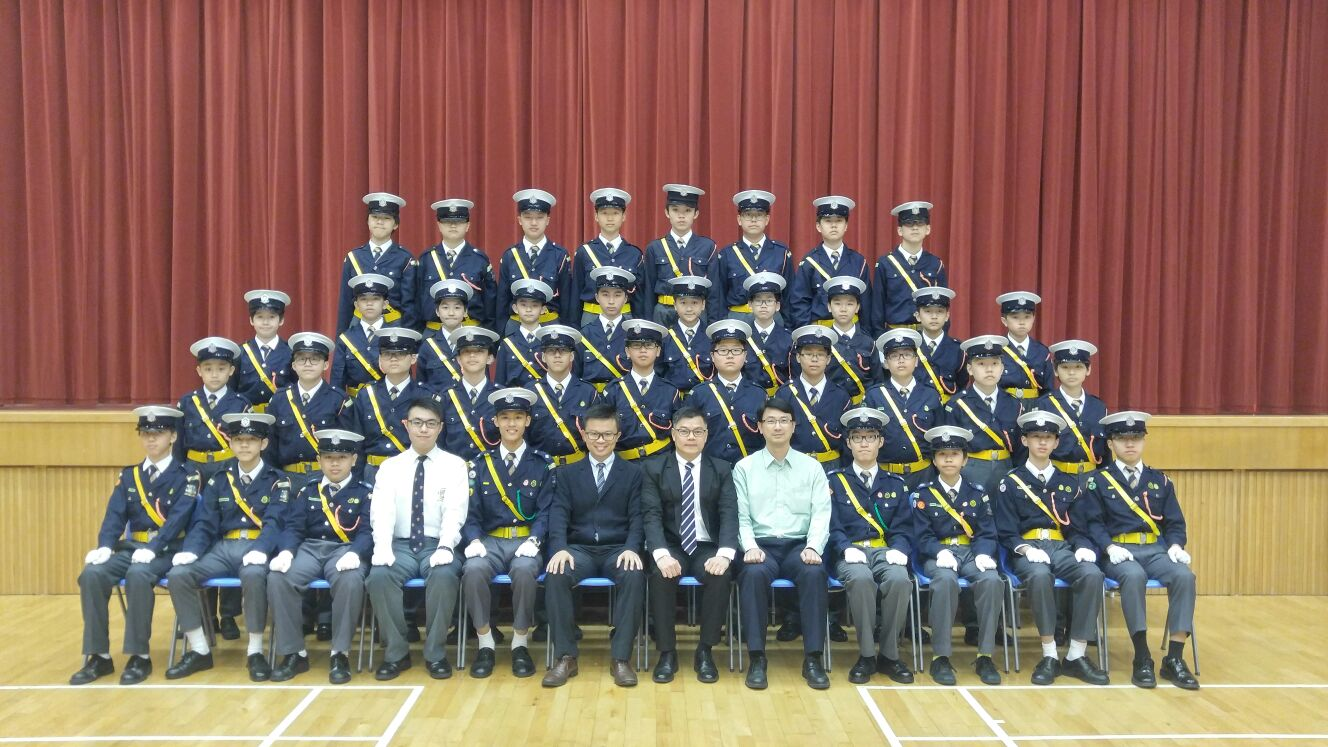
交通安全隊
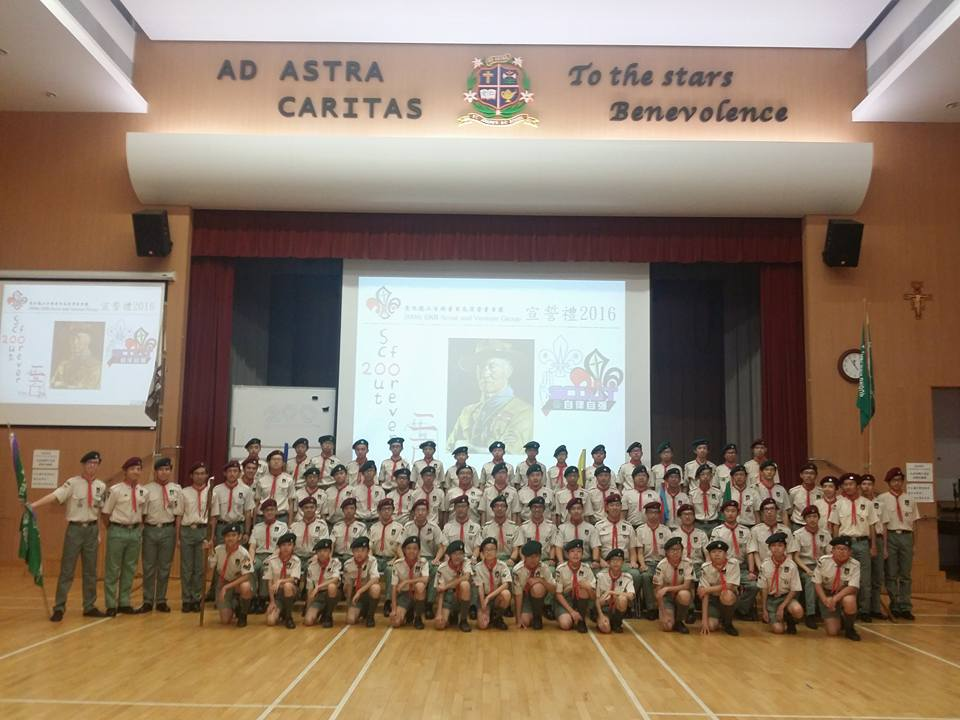
童軍
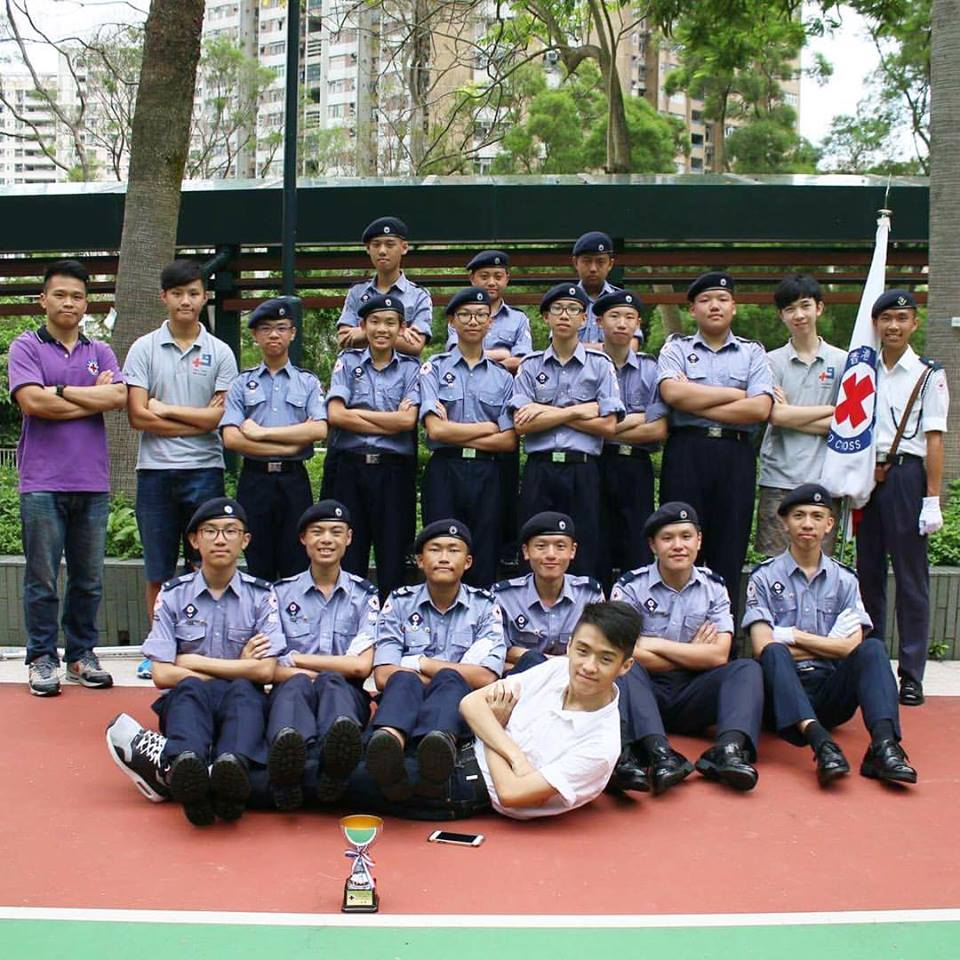
紅十字會
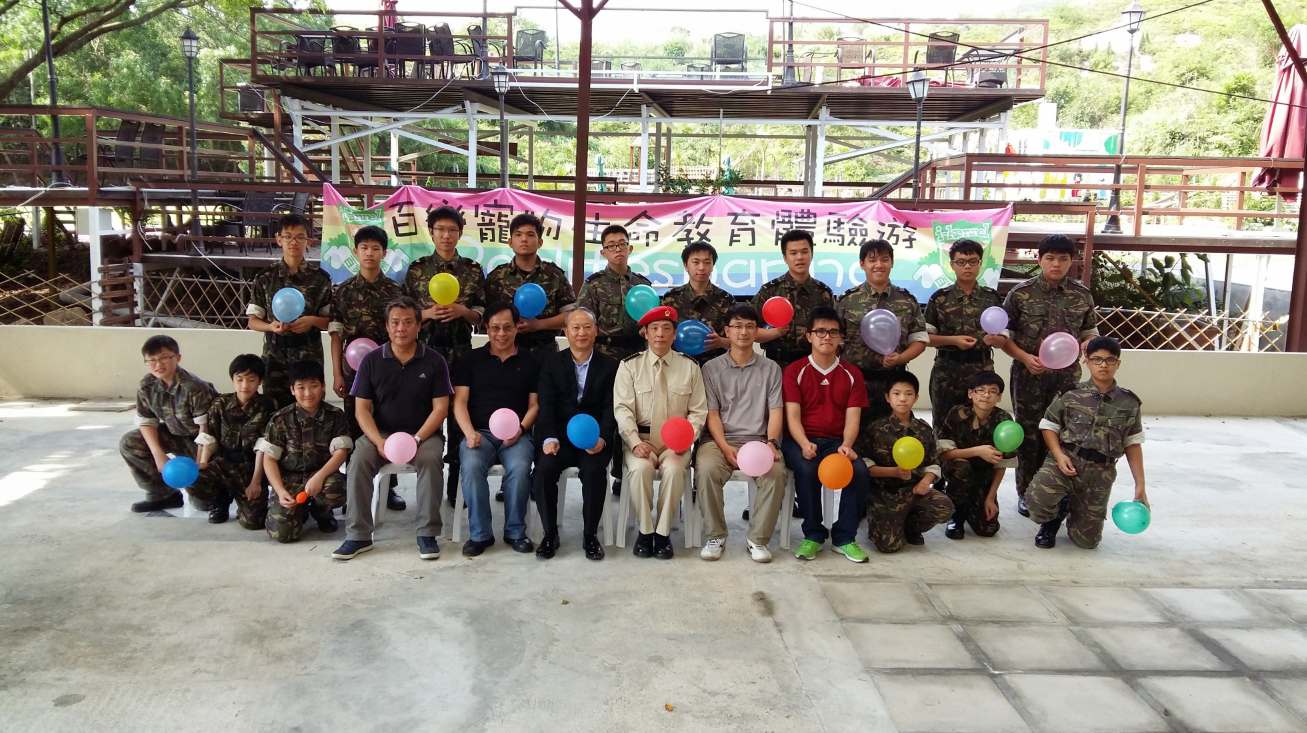
禁毒青年團(已解散)

## 校園文化
- 此校師生均習慣以「St. Joe仔」（聖Joe仔）或「Josephian」作學生的稱呼，以「St. Joe」稱呼學校。
- 由於遷校前的訓導處（前稱學生輔導組辦公室）位於觀塘道前校舍111室，故被師生謔稱為「三柴房」。
- 學生行為紀錄簿主要記錄學生在課堂上的違規行為。由於紀錄簿以前採用黑色封面，師生都喜歡稱它為「黑簿」。
- 該校師生關係融洽，學生都會從多方面替老師改下綽號（花名）。早年學生喜歡以「X佬」稱呼男教師。此外，也會以老師的面貌、性格、身材、名字諧音等替老師「改名」，大部分花名均沒有貶意或人身攻擊之意。遇上同姓以至同名的老師，則會有「大」與「細」之分。例如，由於早年有兩位同名的「張景祥」老師（已離校），所以有「大張sir」和「細張sir」之分。

- 前校舍空間有限，故此只容許學生在校內踢俗稱西瓜波的紅白相間塑膠足球，禁止使用標準足球[130]。一樓及地下所有向操場的教室及辦公室，均裝有窗花，以免被膠球毀壞玻璃。由於學校場地有限，體育課亦會於毗連的啟業邨籃球場進行。
- 由於由楊少雄校長於1987年所曲和詞的《新青歌》[131]和《新主人》（Youth of Our Future）（改編自《新青歌》，設有中、英文版本歌詞，曾被兩屆用作香港天主教教區中學聯校運動會主題曲）的末段旋律令人「深刻和激昂」，當校長唱到末段，即「探求學問，實踐理想，...，我們團結力量壯。」時[132]，學生們都會在末段每句歌詞間的停頓位上附以「噓」聲回應。雖然此舉可能會在部分莊重的學校儀式上失儀，但這可令學生配合歌詞內容所講團結起來。
另一方面，有學生認為《新主人》歌曲部分歌詞（特別是英文部分）的聲調根本不能配合曲調[133]，也有舊生因校方自1998年起強迫學生唱該曲以及在校刊新增其曲譜與歌詞感到不適應和無奈[134]，並以惡搞方式設立「校長歌迷會」網站[71]。總體而言，師生對這首歌曲的評價褒貶不一[135]。
- 由於前校舍操場位於校園中庭，具一定的回音效果。樓層間的呼喚與操場的起鬨聲，極易被一呼百應，學生先以噓聲和應，再蜂擁而至看個究竟。雖然這樣並非有秩序表現，但成為學生與校園環境的特殊互動。

### 昔日自由風氣
該校以往儘量締造了自由開放的校園氣息，例如同學放學後都可以留校活動，在學生鞋類規範方面亦十分自由等。此等對學生並無太多規範的政策及措施，被譽為該校自由風氣的傳統典範，多位舊生亦在2008年校方發行的50週年校慶特刊中撰文稱頌這傳統。
在學生鞋類規範方面，以前學生可自由穿著運動鞋上課。但是，校方自1997年起認為穿鞋跟學業及操行有關，一律規定學生要穿著結帶的黑色皮鞋，並禁止同學穿著運動鞋上課。有舊生認為，此舉抹殺了學校的自由風氣。而在1998年以後入學的學生，自然無法得知該校昔日的自由風氣。
在校園環境方面，以往前校舍校務處使用開放式格局；學生都會在早會前及下課後在操場自由進行球類活動，形成足球與籃球同場進行的特殊景象，很多同學亦喜歡放學後留在學校觀賞球賽或溫習以應付公開考試。然而，此風氣卻於近年逐漸消除，校務處設立了封閉式的櫃位；校方自2002年起執行禁止學生在早會前進行球類活動，下課後則將操場平均分配予紀律隊伍、訓練體育校隊及球類學會進行活動，學生不得逗留在校超過下午5時等政策，此舉使到該校昔日「球球是道」、學生留校活動的校園氣息遂不復再。

## 校友
更多資料可見於聖若瑟英文中學校友列表。

## 歷任校監
- 創校人孫保祿修士（1975年至1986年）
- 陳達明神父（1986年至1998年）[138]
- 黎民勝神父（1998年至2003年）
- 顧厚德神父（2003年至2005年）
- 龔偉南神父（2005年至2011年）
- 顧爾言太平紳士（2011年至2017年）
- 儲富有先生（2017年2024年）
- 周玲玲女士（2024年至今）

## 歷任校長
- 第一任：孫保祿修士（1958年至1975年）[12]
- 第二任：黃殷華先生（1975年至1976年）
- 第三任：陳江潮先生（1976年至1997年）
- 第四任：楊少雄先生（1997年至2014年）
- 第五任：潘永强先生（2014年至今）

## 軼聞
- 有舊生表示在80年代時期中學使用的官方校名是「聖若瑟英文中學校」，畢業證書也如此顯示。時任校長陳江潮曾因學生寫錯校名而在早會上訓話表示不滿[139]。
- 校徽原本較簡潔，沒有周圍花邊部分，一說於90年代中期校方使用小畫家畫成現有版本。惟查證1981-82年校刊，已見校徽旁飾有百合花圖案。近年，校方可能為方便印刷，遂把校徽周圍百合花枝葉顏色換上較深的綠色。
- 在90年代至2000年代時期，該校不斷傳聞會在觀塘道前校舍後方的斜坡地位置興建泳池，唯至今皆未落實。
- 在90年代初期，劉嘉兒曾任該校校董[140]。
- 2000年，蘋果日報報導該校一群老師不滿時任楊少雄校長成立「儀表禮貌組」以監察教職員的服飾，並稱若不服從該組的指示將影響升職評核。時任香港教育專業人員協會會長張文光與香港教育評議會副主席曹啟樂均不認同上述措施，而校長楊少雄則拒絕評論事件[141]。
- 傳聞該校於2005年計劃花費逾萬元在前校舍圖書館增設入閘機以減少失書機會，有教職員及學生認為此舉是浪費金錢，並指出入閘機主要作用是統計人流而不是防盜，操作過程所發出的嘈音會破壞圖書館的寧靜。最後有人致函報社作不點名的批評，校方才擱置計劃[142]。
- 傳聞該校曾有多名老師因與時任楊少雄校長或校務處職員不和而離校或提早退休，離校的老師們也是教學經驗豐富、受學生們愛戴[85][135][143][144][145]。有一名中四留級生因為某地理科老師而由理科轉讀文科，可是該名老師經已提早退休，令其感到十分失望。
- 傳聞第四任校長楊少雄有名無份，實權下移至校務處職員身上，全體師生對校務處的暴政強烈不滿，可是敢怒不敢言。

- 創校初期由於舊校舍設施不足，理科學生需要到喇沙會轄下的喇沙書院實驗室上課[7]。
- 早年由於該校當時尚未開設預科班，中五畢業生多轉往喇沙會轄下學校及當時仍錄取男預科生的德望學校升讀預科，直至開設文科預科班後方完全結束。
- 民主黨創黨主席李柱銘曾於60年代初在該校任教英語科[146]。
- 1966年，發生天星小輪加價事件，當時校方因宵禁令關係而延遲原定在香港大會堂為前校舍舉行的籌募建校基金聯歡晚會[36][147]。
- 80年代因受越南船民熱潮影響，前校舍觀塘道馬路對面（即現時明愛向晴軒位置）曾建有難民營，在營中居住的越南青年不時會在校外滋擾該校學生。而時任校長陳江潮在早會上曾呼籲：「St. Joe仔俾人打，一定要還手！」，必要時可還手打越南船民[148]。
- 該校圖書館於1994年完成電腦化，印有條碼的學生證兼具借書證功能，是香港最早使用電腦化借還圖書系統（School Library System, SLS）[149]的學校圖書館之一[40]。
- 2005年學生會進行第一次修憲前，會章上列明設5個以顏色區別的社－紅、藍、黃、綠、黑。但「黑社」至今，仍未被設立。
- 2006年此校現址校舍推出競投期間，同區瑪利諾中學亦有申請遷校，但不果，最後於2015年才成功獲批秀茂坪另一校舍[150]。
- 2008年連串偷竊事件後，2009年1月起，校方以保安理由於前校舍安裝閉路電視，惟閉路電視的精細度連學生儀容衣著也一覽無遺，導致有訓導老師利用閉路電視管制學生秩序。有學生、家長認為利用閉路電視作管制學生秩序是不恰當的，此乃侵犯校園師生私隱的行為之一。
- 2018年9月，強颱風山竹襲港，該校附近塌樹嚴重，師生需要蹲身穿過或爬過大樹才可上學。該校時任副校長林君謙表示，校方會酌情處理，不會把遲到的學生紀錄在案[151][152]。

### 母語教學相關文獻
- 《鏗鏘集－百年樹人（四）》 （页面存档备份，存于），YouTube片段 Part 1 （页面存档备份，存于），Part 2 （页面存档备份，存于），香港電台電視部，1997年9月22日。
- 《鏗鏘集－各師各法》 （页面存档备份，存于），YouTube片段 Part 2 （页面存档备份，存于），香港電台電視部，2008年4月27日。
- 鄧昭、康杏旋，「聖若瑟校方作痛苦選擇　母語教學以分班代分科」，《星島日報》，1994年4月13日。
- 陳安琪，「三年前經歷『分流教育』痛苦　聖約瑟英中：還是母語教學好」，《明報》，1997年5月5日。
- 楊少雄，「母語教學的效能」，《星島日報》教育評論，1998年3月28日。
- 「中中『偷雞』英語授課家長悔上當」，《蘋果日報》，2005年7月8日，A16。
- 「母語第一代：標籤效應令人窒息」，《星島日報》，2009年5月30日，A04。
- 梁子健，「部署六年　教師全達標　聖若瑟陸續開英文班助『結龍』」，《星島日報》，2009年6月3日，F01。
- 「母語教學先驅　感覺被『出賣』」，《星島日報》，2009年6月3日，F01。
- 梁子健，「校內中英文班有上有落　微調衍生一校兩制」，《星島日報》，2009年12月4日，F02。

## 外部連結
- 聖若瑟英文中學官方網站 （页面存档备份，存于）

- 該校首版官方網站（1998） （页面存档备份，存于），由校方授權當時電腦學會學生負責編寫和管理官方網站。網站備份：SJACS_SchoolNet_19980416.rar
- School Net 時期（1998－2003）網站備份]

- 聖若瑟英文中學圖書館
- 聖若瑟英文中學校友會 （页面存档备份，存于）
- 溫哥華九龍聖若瑟同學會 （页面存档备份，存于）
- 聖若瑟英文小學官方網站 （页面存档备份，存于）

22°19′56″N 114°13′1″E / 22.33222°N 114.21694°E